# Straßburger Münster

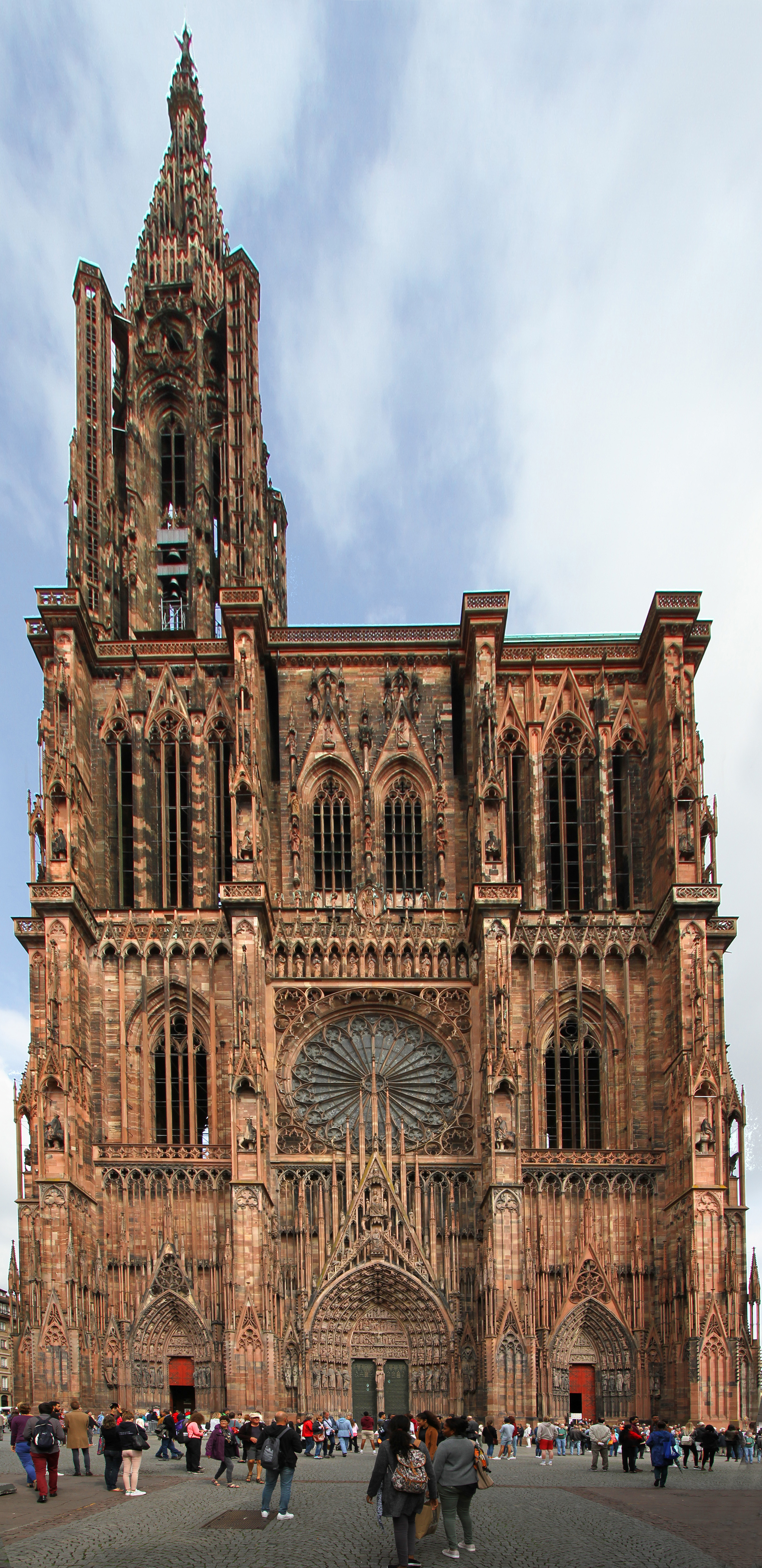
Straßburger Münster

Das Münster Unserer Lieben Frau zu Straßburg (französisch Cathédrale Notre-Dame de Strasbourg), kurz Straßburger Münster (Cathédrale de Strasbourg), ist ein römisch-katholischer Sakralbau in der elsässischen Stadt Straßburg. Es gehört zu den bedeutendsten Kirchengebäuden der europäischen Architekturgeschichte sowie zu den größten Sandsteinbauten der Welt. Die romanisch-gotische Basilika vereint deutsche und französische Kultureinflüsse.
Das Münster wurde 1176 bis 1439 aus rosa Vogesensandstein an der Stelle eines abgebrannten Vorgängerbaus aus den Jahren 1015 bis 1028 errichtet, der seinerseits ein 1007 abgebranntes Gotteshaus aus karolingischer Zeit ersetzt hatte. Das neue Gebäude wurde von Nordosten nach Südwesten errichtet und entstand zunächst im romanischen, dann im gotischen Stil. Von mindestens 1647 bis 1874 war das Münster mit seinem 142 Meter hohen Nordturm das höchste Bauwerk der Menschheit und das höchste im Mittelalter vollendete Gebäude. Zu den bekannten Architekten, die am Münster gewirkt hatten, zählen unter anderem Erwin von Steinbach und Ulrich Ensinger. Das Gebäude wurde in den Jahren 1870 und 1944 durch Bombardements beschädigt, der Figurenschmuck und die Innenausstattung wurden im Laufe des reformatorischen Bildersturms, der Rekatholisierung 1681 und der Französischen Revolution zum Teil erheblich in Mitleidenschaft gezogen. Für den Bau und die Instandhaltung des Münsters ist seit spätestens 1281 offiziell das Frauenhaus (Œuvre Notre-Dame) verantwortlich (siehe auch Frauenhausmuseum).
Das Straßburger Münster ist mit seiner charakteristischen asymmetrischen Form (der Südturm wurde nie gebaut) bis heute das Wahrzeichen des Elsasses. Es ist auch vom drei Kilometer entfernten deutschen Rheinufer, von den Vogesen und dem Schwarzwald aus sichtbar. Vom Karlsruher Turmberg oder der südpfälzischen Trifelsblick-Hütte bei Gleisweiler ist der Münsterturm in 80 bzw. 90 km Entfernung bei guter Fernsicht deutlich zu erkennen. Zu den berühmtesten Ausstattungsstücken des Münsters zählen die Astronomische Uhr und der „Engelspfeiler“. Auch die Kanzel, das Taufbecken, die Schwalbennestorgel sowie die Glasfenster und die Wandteppiche mit dem Marienleben gelten als hervorragende Beispiele abendländischer Kunst. Am Straßburger Münster, dem Mittelpunkt des geistlichen und religiösen Lebens der Stadt, wirkten zahlreiche bedeutende Prediger und Pfarrer sowohl des Katholizismus als auch verschiedener Strömungen der Reformation. Das Münster ist Bischofskirche des Erzbistums Straßburg.

## Baugeschichte und Baumeister

### Vorgängerbauten

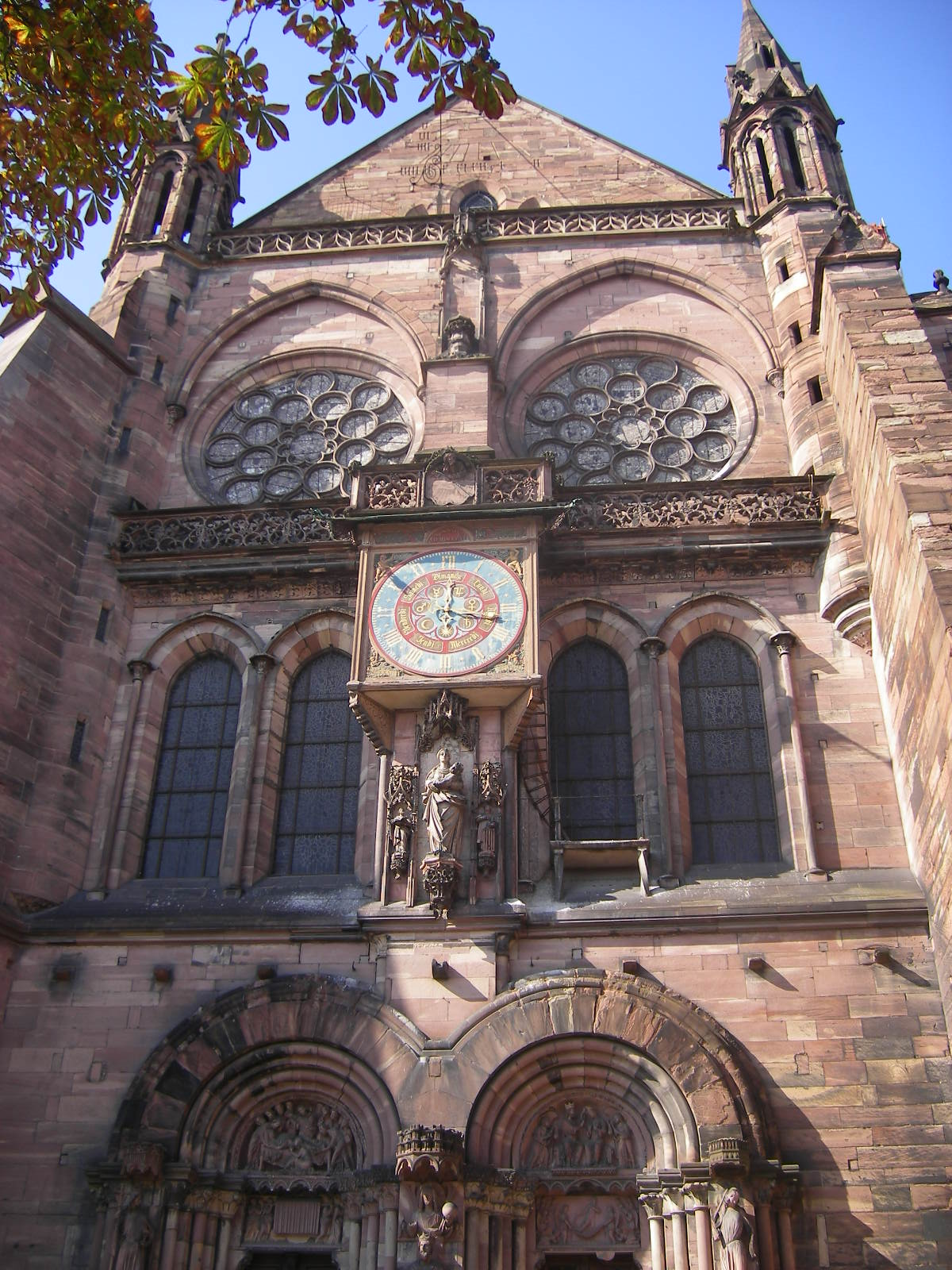
Südliches Querhaus: romanische Portale, frühgotische Spitzbogenfenster, Rosetten feines Maßwerk

Der zentral auf der Illinsel gelegene Hügel südlich der Schnittstelle von Cardo (heute: Rue du Dôme) und Decumanus (heute: Rue des Hallebardes) der römischen Garnisonstadt Argentoratum diente bereits in der Antike zunächst als Herkules-und-Mars-Tempel, noch früher vermutlich als druidisches Heiligtum. Bereits im 4. Jahrhundert soll an der Stelle der Tempelruine ein erstes christliches Heiligtum aus Holz errichtet worden sein. Um 510 ließ König Chlodwig I. ein steinernes Gebäude errichten, das 675 von Bischof Arbogast unter der Schirmherrschaft des Thronerben Dagobert vergrößert wurde. Um 775 wurde das Gotteshaus im karolingischen Stil erweitert, 873 jedoch zum großen Teil vom Feuer zerstört. Diese Vorgängerbauten des heutigen Münsters sind archäologisch nicht fassbar, der genaue Standort ist unbekannt.

### Romanik und Frühgotik

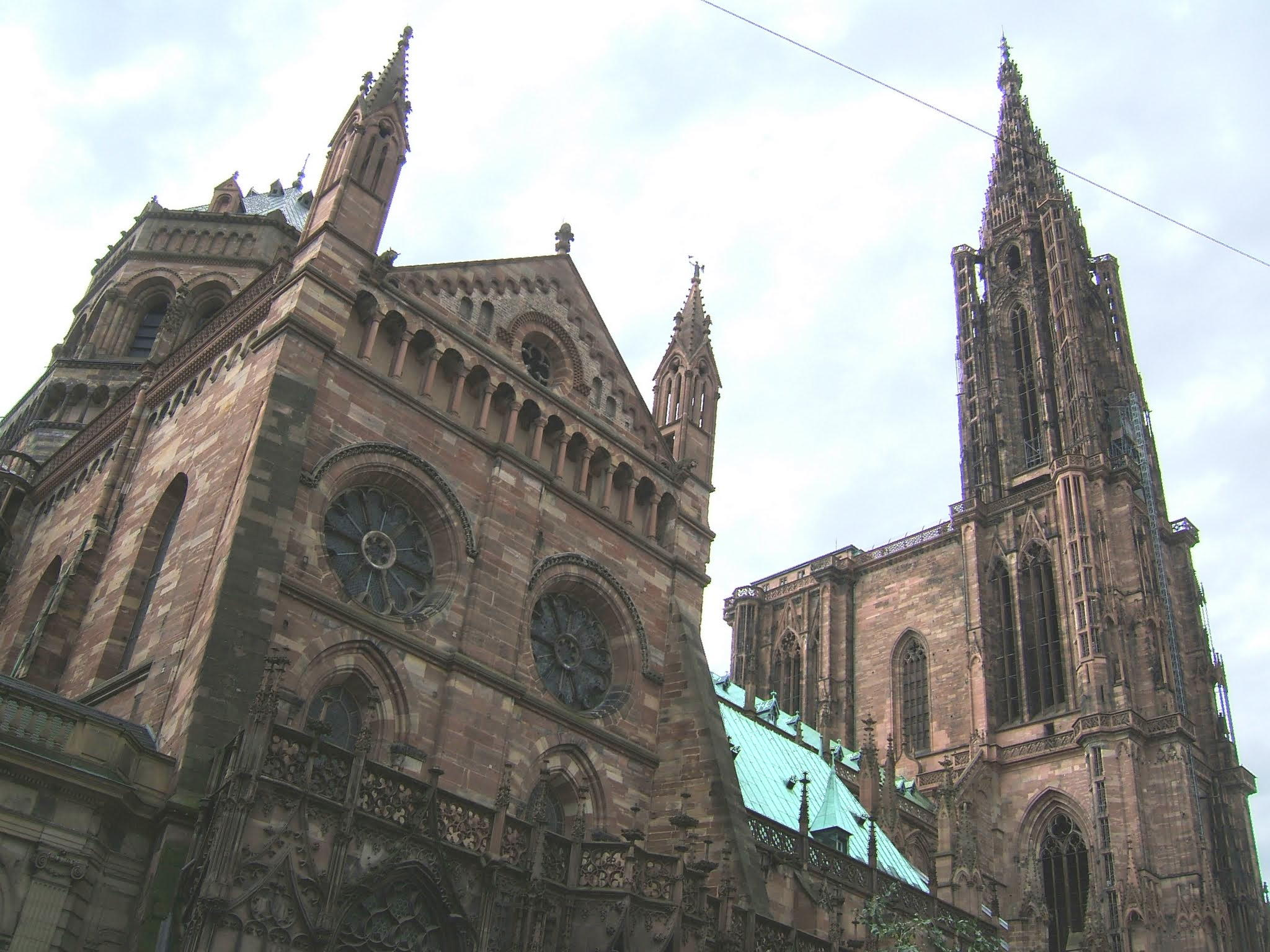
Nordquerhaus: Spitzbögen an Stirn und Seiten; darüber Friese, Blend- und Zwerggalerien rundbogig

1007 schlug in die inzwischen wiederhergestellte Kirche ein Blitz ein. Der Schaden wurde wohl zunächst repariert, denn erst 1015 leitete Bischof Wernher den Bau einer überaus groß dimensionierten, dreischiffigen Basilika ein. Diese wurde von mehreren Bränden, zuletzt 1176, beschädigt. Das Wernher-Münster wurde renoviert und mit neuen Glasfenstern versehen. Im Sommer 2012 gruben Archäologen anlässlich von Bauarbeiten auf dem südlich vom Münster gelegenen Schlossplatz (Place du Château) in 3 Metern Tiefe einen Kalkofen von gewaltigen Ausmaßen (7 Meter Durchmesser) aus, der vermutlich beim Bau des Wernher-Münsters eingesetzt wurde, womöglich aber bereits aus dem 8. Jahrhundert stammt.
Um 1190 begann man in spätromanischem Stil einen Neubau. Die Krypta wurde westwärts erweitert und es entstanden Apsis, Chor und Querschiff, allesamt noch dem Grundriss des Vorgängerbaus entsprechend. Aus dieser Übernahme der Fundamente des Vorgängerbaus ergeben sich Unregelmäßigkeiten wie die für eine Einwölbung nötig gewordenen Mittelpfeiler im Querhaus. Welche Bauteile außer den Fundamenten noch vom Bau Wernhers übernommen wurden, ist unklar. Sicher können nur ein Pilaster in der nördlichen Kapelle seitlich der Apsis sowie zwei Pilaster in der Krypta dem ottonischen Bau zugeordnet werden. Eine Datierung des gesamten östlichen Teils der Krypta in das 11. Jahrhundert wurde vielfach diskutiert und zuletzt in Frage gestellt.
Die Apsis ist zwar noch ein ungegliedertes Halbrund mit ungegliederter Halbkuppel, aber Spitzbogenfenster und spitzbogige Blenden sind schon gotische Elemente, die man etwa beim Wormser Dom bis zu dessen Weihe 1181 nicht verwendet hatte.

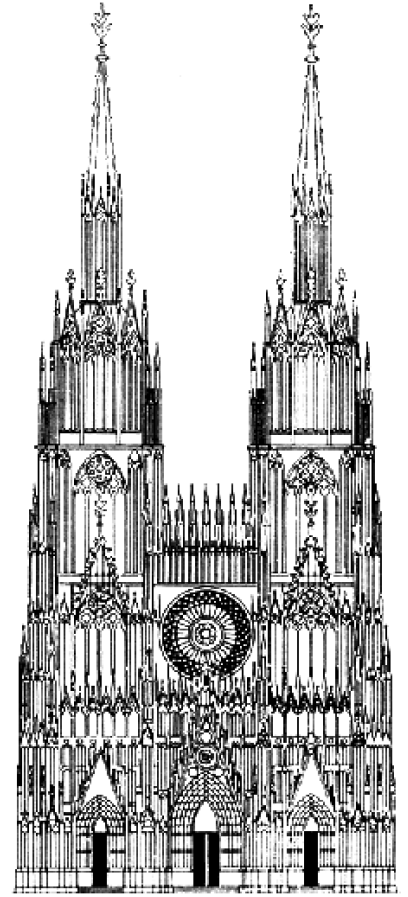
Entwurf für die Westfassade, spätes 13. Jahrhundert
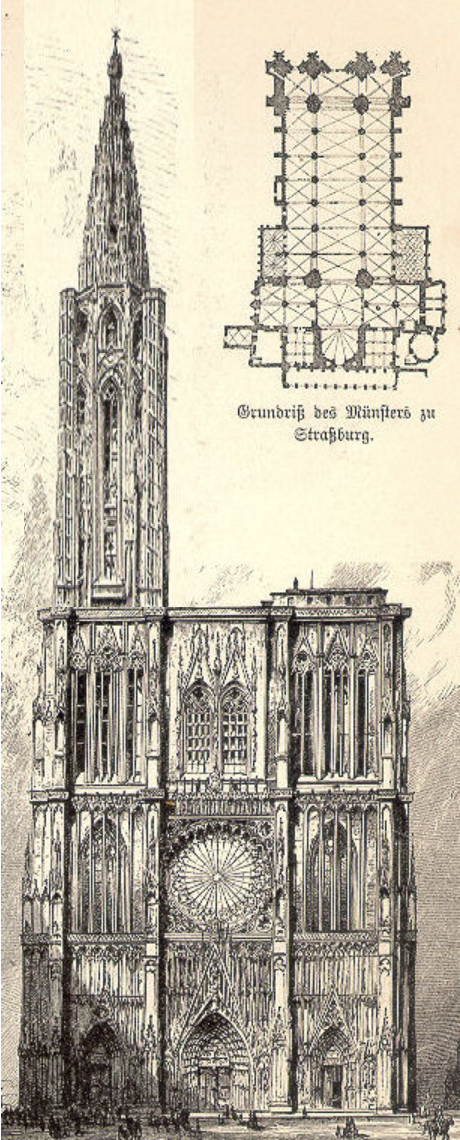
Verwirklichte Westfassade, nach mehreren aufeinander folgenden Plänen gebaut

Die Erneuerung erfasste dann zunächst das Nord-, danach das Süd-Querhaus. Am Querhaus ist außer den Portalen unten und den Giebelkanten oben schon fast alles frühgotisch, nicht zuletzt die spitzbogigen Kreuzrippengewölbe im Inneren. Bemerkenswert ist das Ringelmaßwerk der beiden Rosenfenster im südlichen Querhausgiebel. So fein wie hier und an der etwa zehn Jahre vorher geschaffenen Westrose der nahe gelegenen Thomaskirche sind die Streben in nordfranzösischen Rosenfenstern aus der Zeit noch nicht.

### Hochgotik

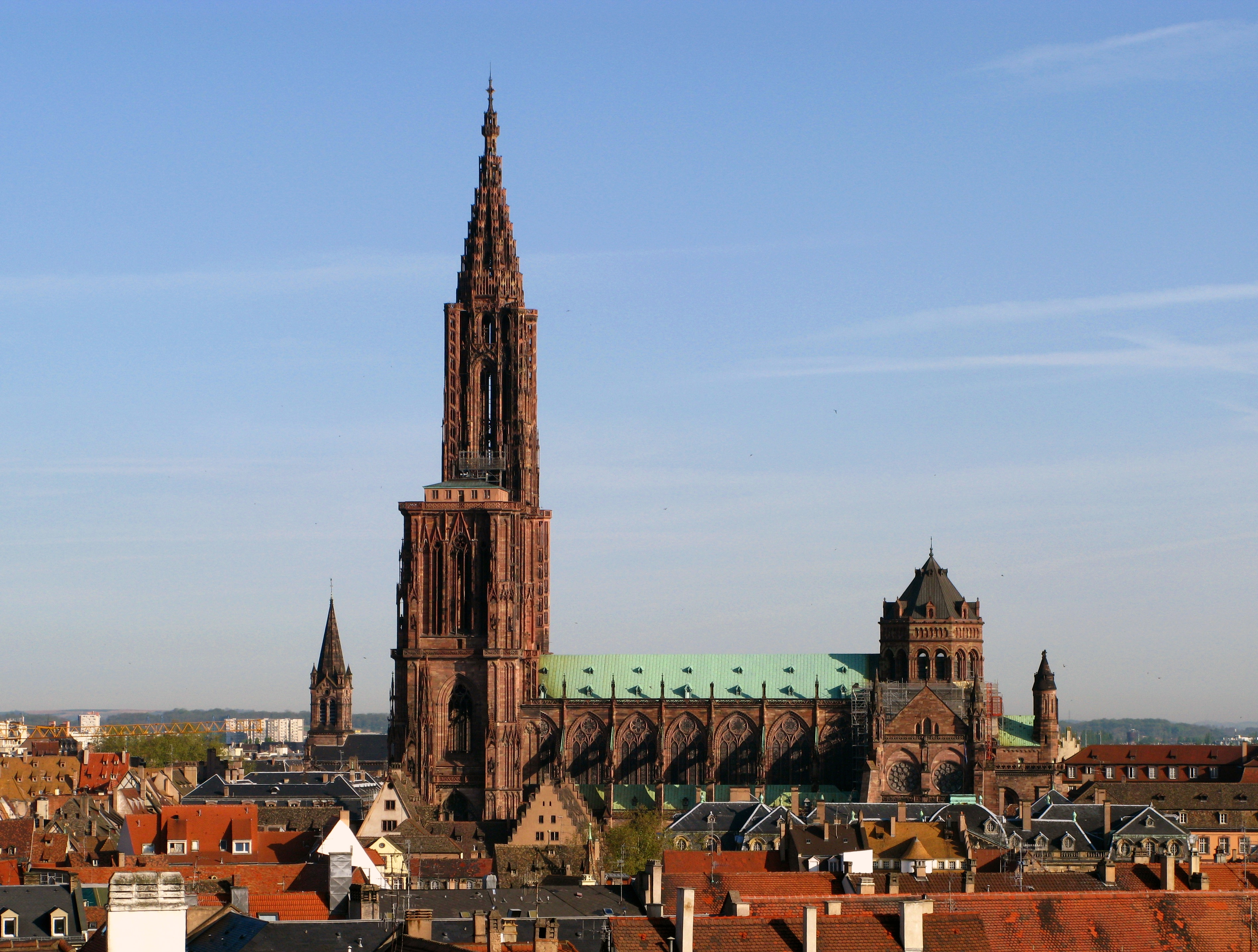
Straßburger Münster, Fernansicht

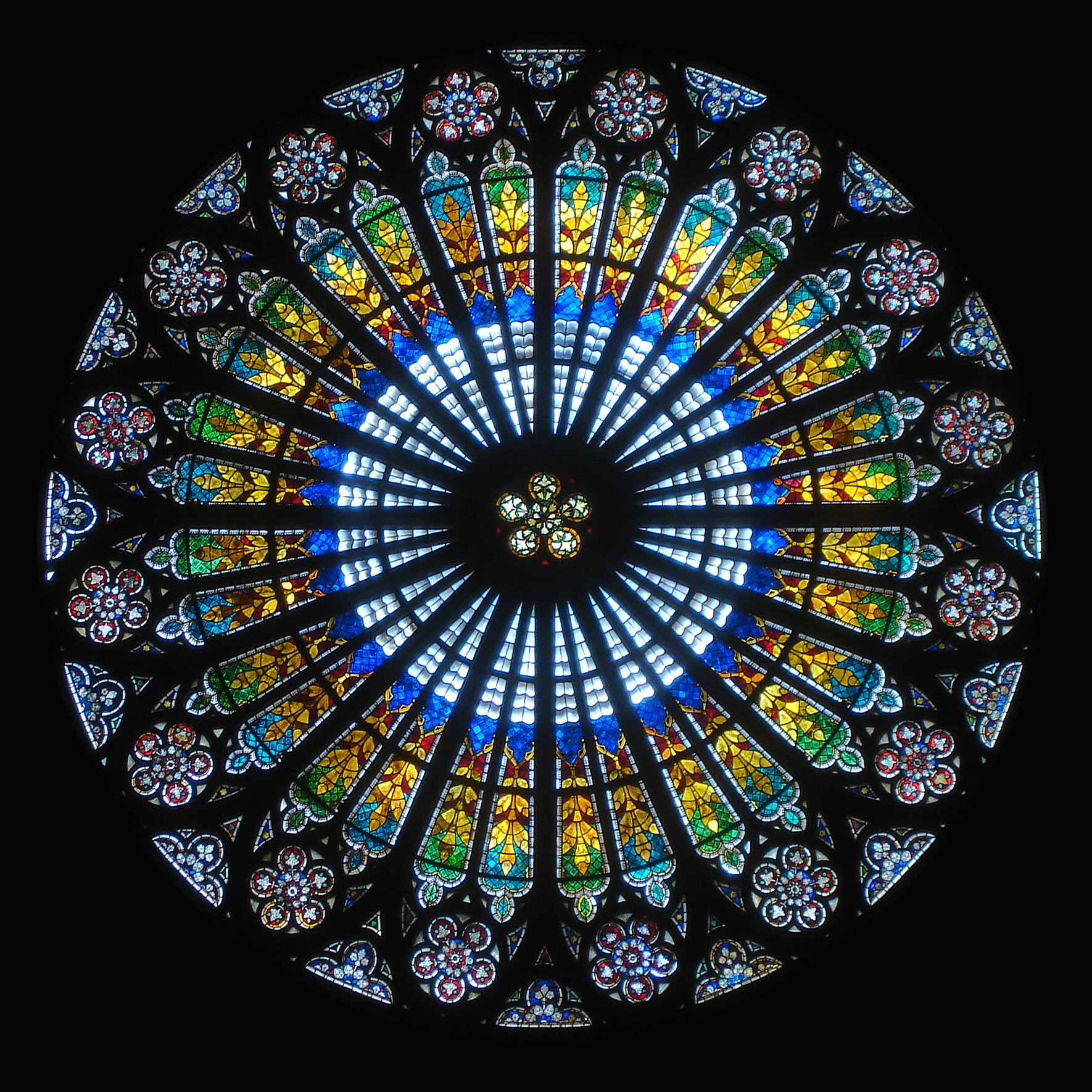
Rosette an der Westfassade von innen

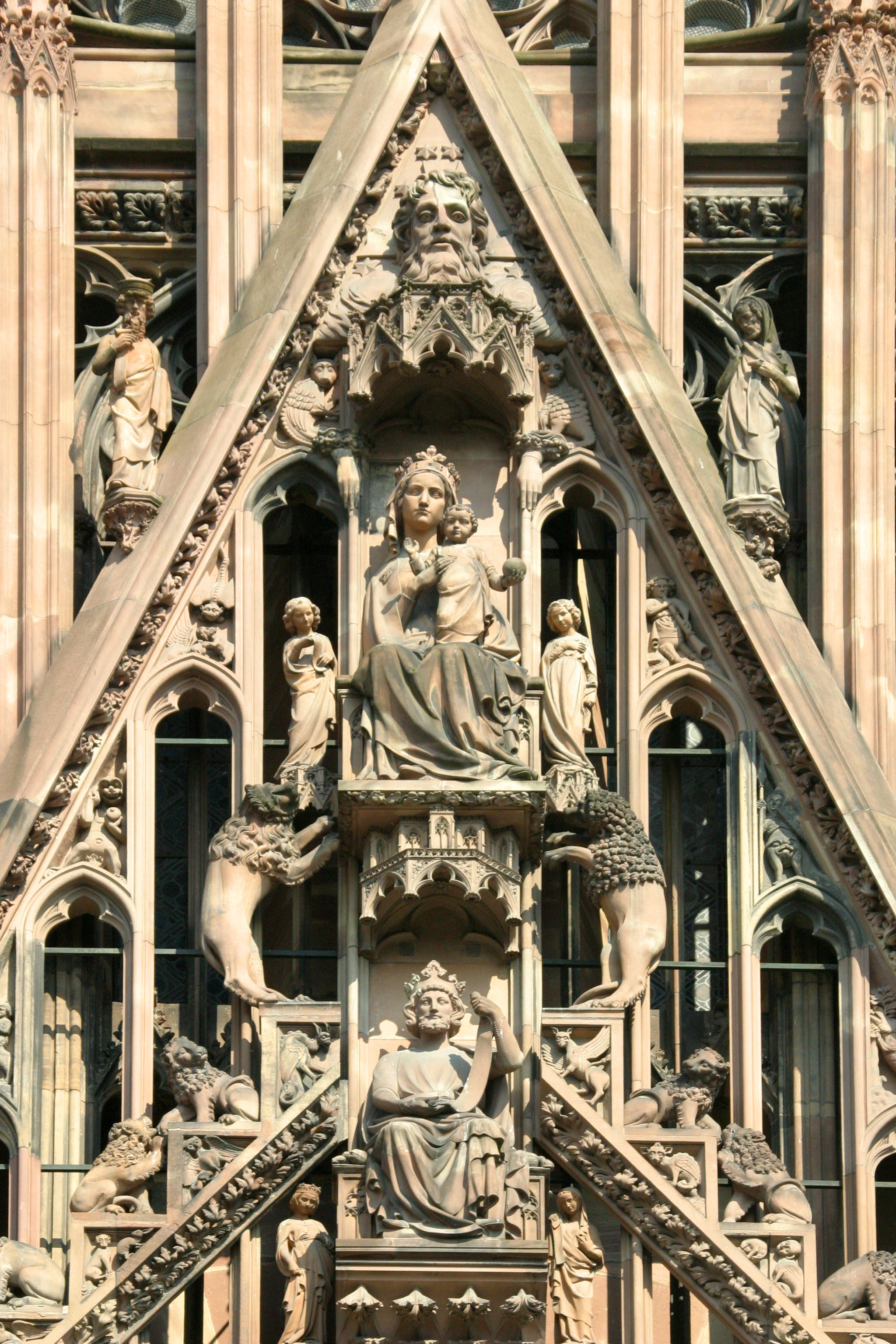
Wimperg über dem Westportal: Maria mit dem Kinde, darunter König David, dessen Symbole die Löwen

Um 1245 wurde der Bau des Langhauses im hochgotischen Stil unternommen. Die befensterten Triforien sind nach der französischen Phaseneinteilung der Gotik ein Kennzeichen des Rayonnantstils. Das Langhaus des Wernherbaus (und vielleicht auch einen bereits begonnenen spätromanischen Langhausneubau) riss man ab. 1275 war das neue Langhaus vollendet. Am 2. Februar 1276 legten die Bauleute die Fundamente und am 25. Mai 1277 den Grundstein der Westfront des Straßburger Münsters. Erwin von Steinbach begann im Auftrag des Bischofs Konrad III. von Lichtenberg mit dem Bau der Fassade, gefolgt nach seinem Tod am 17. Januar 1318 von seinem Sohn Johannes (sein anderer Sohn Gerlach arbeitete derweil an der Stiftskirche Niederhaslach). Die ursprünglich zweitürmig geplante Fassade wurde nur bis zur Fertigstellung des sogenannten Rosengeschosses in Anlehnung an den ursprünglichen Entwurf ausgeführt. Schon in der Art der Abgrenzung zwischen Eingangs- und Rosengeschoss sind Unterschiede zwischen Plan und Ausführung zu erkennen, ebenso bei den Turmfenstern. Die daraufgesetzten Turmgeschosse weichen noch stärker ab. 1365 waren die Türme bis zur Höhe der heutigen Plattform auf 66 Metern errichtet. Dann verband Meister Michael von Freiburg 1383–88 sie durch ein dazwischen gesetztes Glockengeschoss, so dass ein gleichmäßig hoher, querriegelartiger Fassadenblock entstand. Die Gliederung der Fassade in neun große Rechtecke erinnert an Notre-Dame de Paris. während der Entwurf Steinbachs vertikaler und konischer war als die Fassade der Kathedrale von Amiens (Der Fassadenplan für den Kölner Dom wurde erst 1370 gezeichnet.). 1399 begann unter der Leitung von Ulrich Ensinger der Bau der achteckigen Freigeschosse des nördlichen Turms, auf die der Kölner Architekt Johannes Hültz 1429 bis 1439 den durchbrochenen Turmhelm setzte, der das Straßburger Münster zu einer Höhe von 452 Rheinischen Fuß (142 m) brachte. Wiederholt gab es Planungen für den Ausbau des Südturmes, die jedoch nie realisiert wurden.
Zwischen 1495 und 1505 entstand an der Nordseite des Querschiffs das Laurentiusportal, ein reich geschmücktes Werk der Spätgotik, erbaut von Jakob von Landshut und ausgestattet mit lebensgroßen Figuren von Hans von Aachen (1502–03).

### 18. bis 20. Jahrhundert

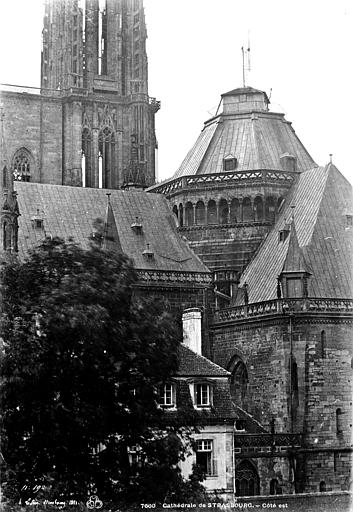
Vierung 1851, Dach gleich über der Zwerggalerie

Im Jahr 1835 erhielt das Straßburger Münster einen Blitzableiter. Bei der Verlegung der Ableitung wurde das Grab des Erbauers Erwin von Steinbach, in dem sich auch die Überreste seiner Frau und eines Sohnes befanden, angegraben und die zutage geförderten Knochen einer zeitgenössischen Zeitungsmeldung nach auf einen Spazierweg geworfen, wo sich achtsamere Menschen um sie kümmerten und den Frevel für ein würdiges Wiederbegräbnis bei den Behörden anzeigten.
Im 19. Jahrhundert ersetzte Dombaumeister Gustave Klotz den im Deutsch-Französischen Krieg durch preußisches Artilleriefeuer Ende August 1870 schwer beschädigten romanischen Vierungsturm durch den heutigen wesentlich größeren. 1875 erhielt das Chorgewölbe seine prächtige Ausmalung im neubyzantinischen Stil, gefertigt durch Eduard von Steinle.
Im Zweiten Weltkrieg wurde das Straßburger Münster bei den Luftangriffen der United States Air Force auf Straßburg am 11. August 1944 und am 25. September 1944 schwer beschädigt. Getroffen wurde der sogenannte Klotzturm auf der Rückseite. Das Dach des Querschiffs sowie alle Behelfsfenster wurden völlig zerstört.
Die an einen sicheren Ort gelagerten Buntglasfenster sowie die gut geschützte Westfassade mit ihrem reichen Figurenschmuck und der zwischen 1277 und 1439 entstandenen großen Rosette blieben dagegen unversehrt.

### Restaurierungsmaßnahmen

#### Nordturm
Ende des 19. und Anfang des 20. Jahrhunderts neigte sich der Nordturm zusehends nach Osten. Dadurch war die Stabilität der Westfassade bedroht und der Turm drohte auf das Münster zu stürzen. Beim Freilegen der Fundamente wurden auch die Fundamente des ottonischen Wernher-Münsters ausgegraben und es stellte sich heraus, dass diese für den Neubau weiterverwendet und lediglich in der Breite – aber ungenügend – verstärkt worden waren, so dass sie unter dem enormen Gewicht des Nordturms nachgaben. Als Johann Knauth (1864–1924) 1905 Dombaumeister wurde, galt der Nordturm als akut einsturzgefährdet. Knauth erstellte drei Vorschläge zur Sanierung der Fundamente.

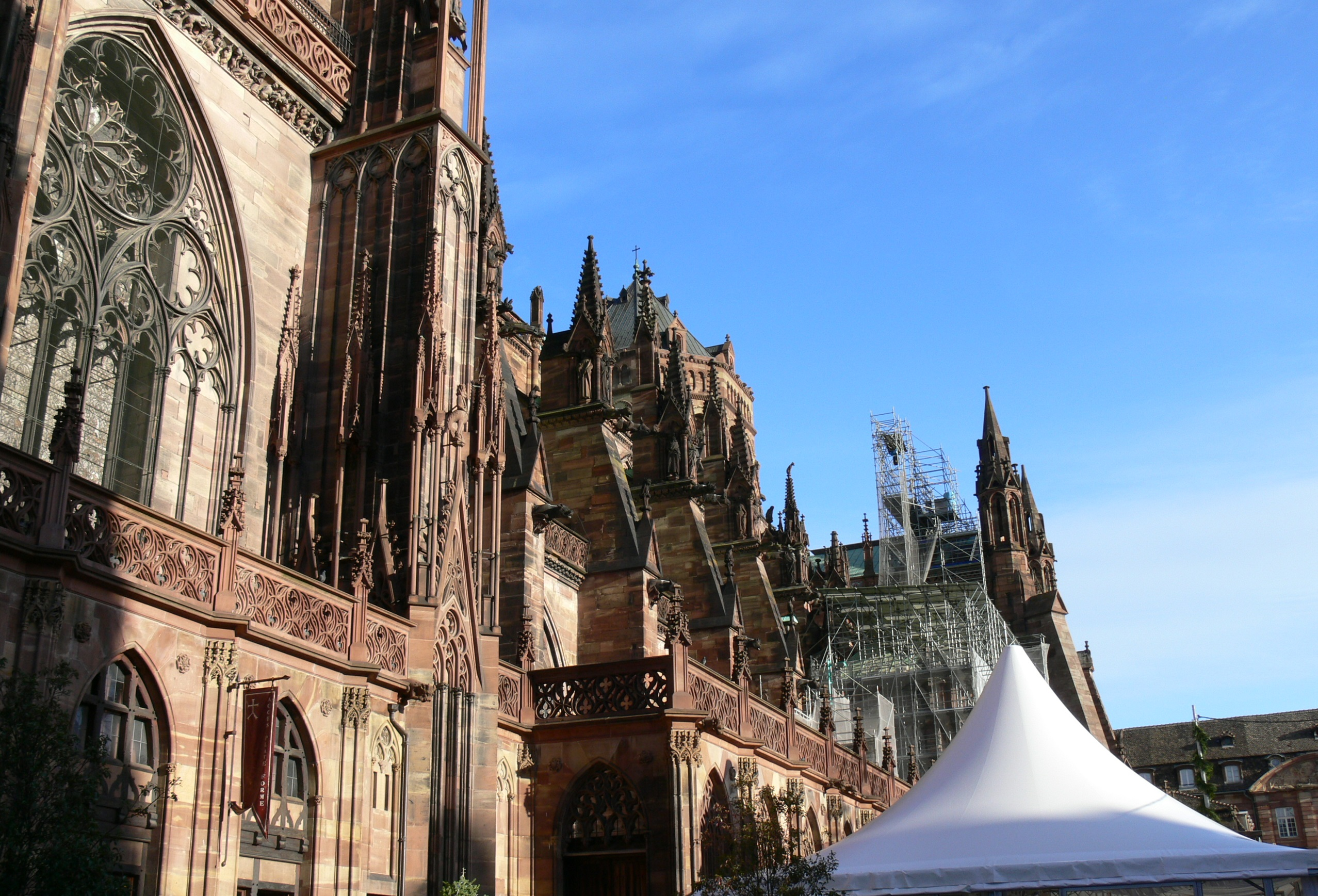
Arbeiten am Chor, 2001

1910 wurde ein Wettbewerb ausgeschrieben und Firmen zur Mitarbeit bei der Sanierung aufgefordert, gewonnen haben die Firmen Th. & Ed. Wagner und Eduard Züblin (1850–1916) & Comp, in Straßburg, angenommen. Nachdem die Fundamente bis auf die Rheinschotter ausgegraben worden waren, wurde dieser Kies zunächst mit injiziertem Beton weiter verfestigt. Um das Fundament des absinkenden südöstlichen Pfeilers des Nordturms wurde ein knapp fünf Meter breiter und vier Meter hoher Fundamentring aus Stahlbeton gegossen, der nach außen eine zusätzliche Ummantelung aus Eisenbeton als Widerlager erhielt. Der historische Pfeiler wurde im Bereich unmittelbar über dem Fundament mit einem etwa 10 Meter hohen Eisenbetonmantel umgeben, der auf hydraulischen Pressen ruhte, der das gesamte Gewicht des Pfeilers aufnahm und dessen Last exakt gleichmäßig auf den Fundamentring übertrug. Damit war es möglich, das marode mittelalterliche Fundament herauszunehmen und darunter ein stabiles Betonfundament zu setzen. Nachdem dieses ausgehärtet war, konnte das Gewicht des Pfeilers darauf abgesetzt und der Betonmantel, der den Pfeiler umgab, entfernt werden. Diese Sanierung dauerte Jahre und war erst 1926 abgeschlossen.

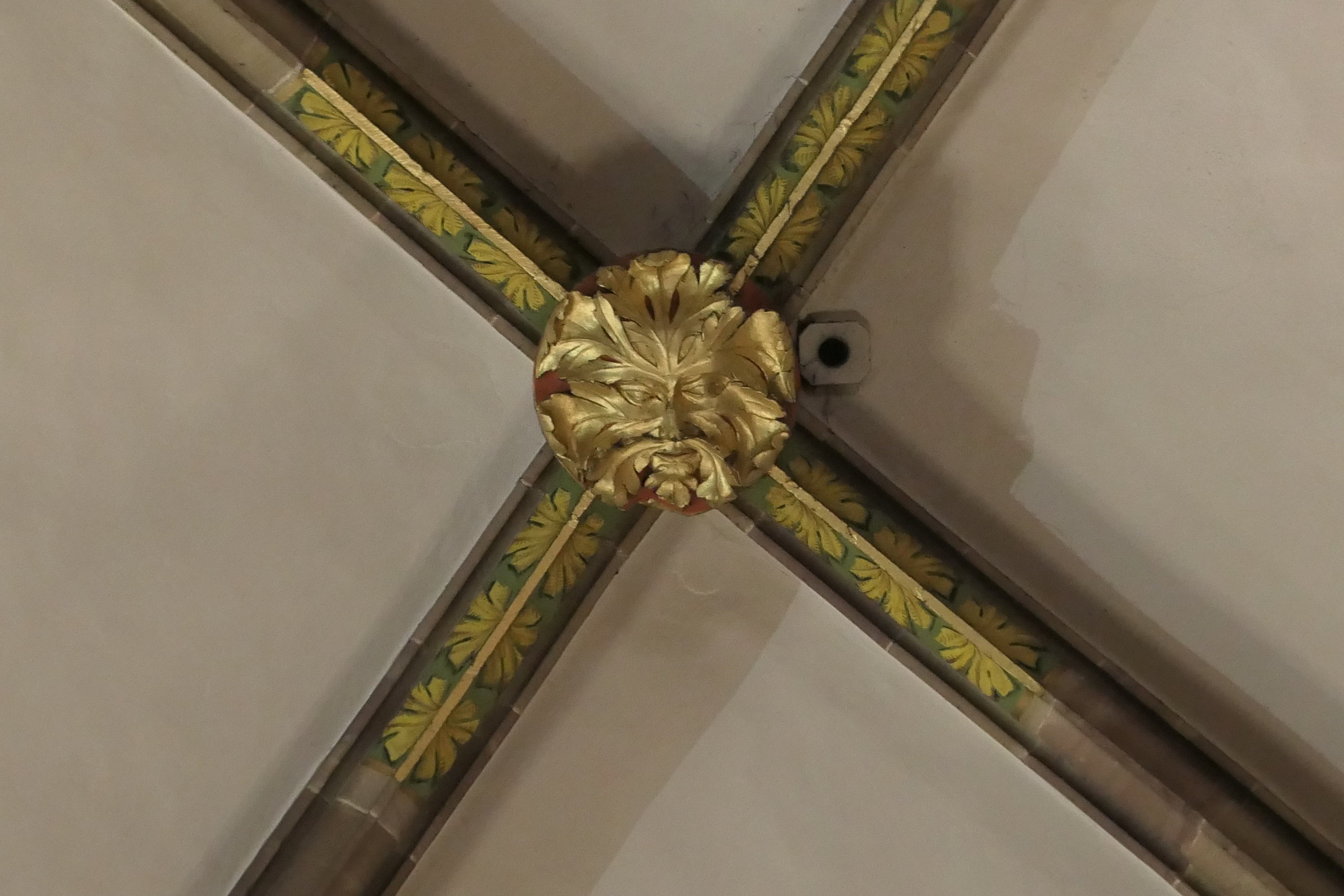
Schlussstein Blattmaske (restauriert) nördliches Seitenschiff, um 1240

#### Weitere Restaurierungsmaßnahmen
Umweltverschmutzung greift den verwendeten Sandstein stark an und macht ihn brüchig. Auch nachwirkende Schäden der Bombardierung vom August 1944 sowie Beschädigungen durch die Orkane von 1999 setzten dem Gebäude stark zu. Deshalb musste in den letzten Jahrzehnten umfangreich restauriert werden. Dies geschah durch den französischen Staat, der Eigentümer des Münsters ist, und die Münsterbaustiftung Fondation de l’Œuvre Notre-Dame:
- Um 1990 und 2008–2010 wurden der Vierungsturm, dessen Aufsatz und der Dachbereich des südlichen Querschiffs restauriert,
- 1997–1999 die Südfassade des Westwerks,
- 1999–2009 stufenweise der Turm vom Sockel bis zur Spitze,
- 2004–2009 das nördliche Seitenschiff,
- 2004 der Chorbereich im Innern,
- 2005–2013 folgten die Glasfenster des unteren Bereichs des Langhauses und
- 2013 die Katharinenkapelle an der Südseite. Weiter wurde mit der Restaurierung der Fassade des südlichen Querhauses begonnen.

## Münsterbaumeister
- 1785–1811 Antoine Klotz
- 1811–1823 Jean Villot
- 1823–1835 François-Xavier Spindler
- 1835–1837 Félix Fries
- 1838–1880 Gustave Klotz
- 1880–1889 Hermann Petiti
- 1889–1890 August Hartel
- 1890–1894 Franz Schmitz
- 1895–1902 Ludwig Arntz
- 1905–1918 Johann Knauth
- 1921–1922 Charles Pierre
- 1922–1927 Clément Dauchy
- 1927–1941 Charles Pierre
- 1941–1971 Anselme Schimpf
- 1971–1999 Jean-Richard Haeusser

## Architektur

### Gliederung des Gebäudes

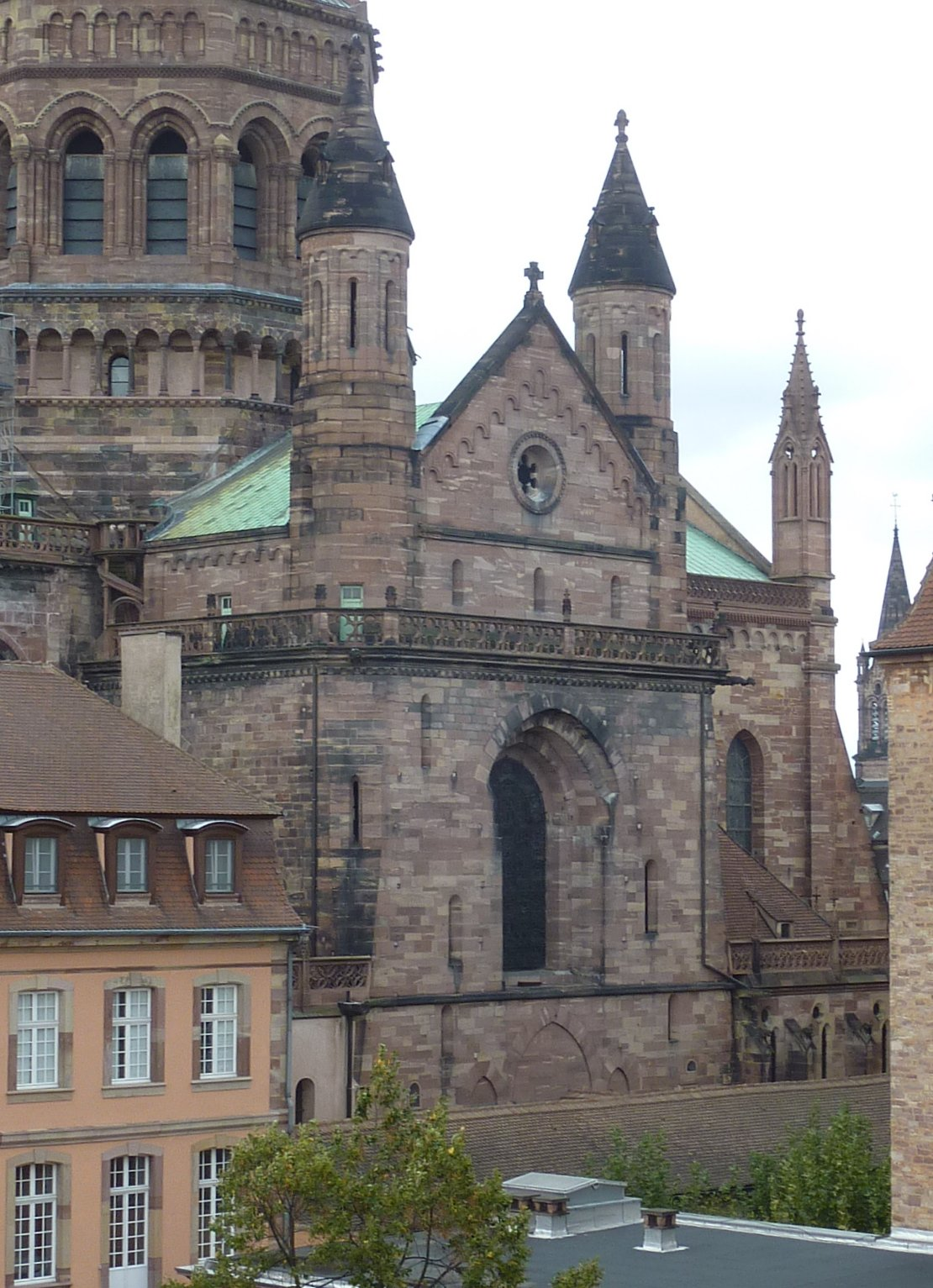
Ostteile, romanisch und frühgotisch, über dem angrenzenden Innenhof

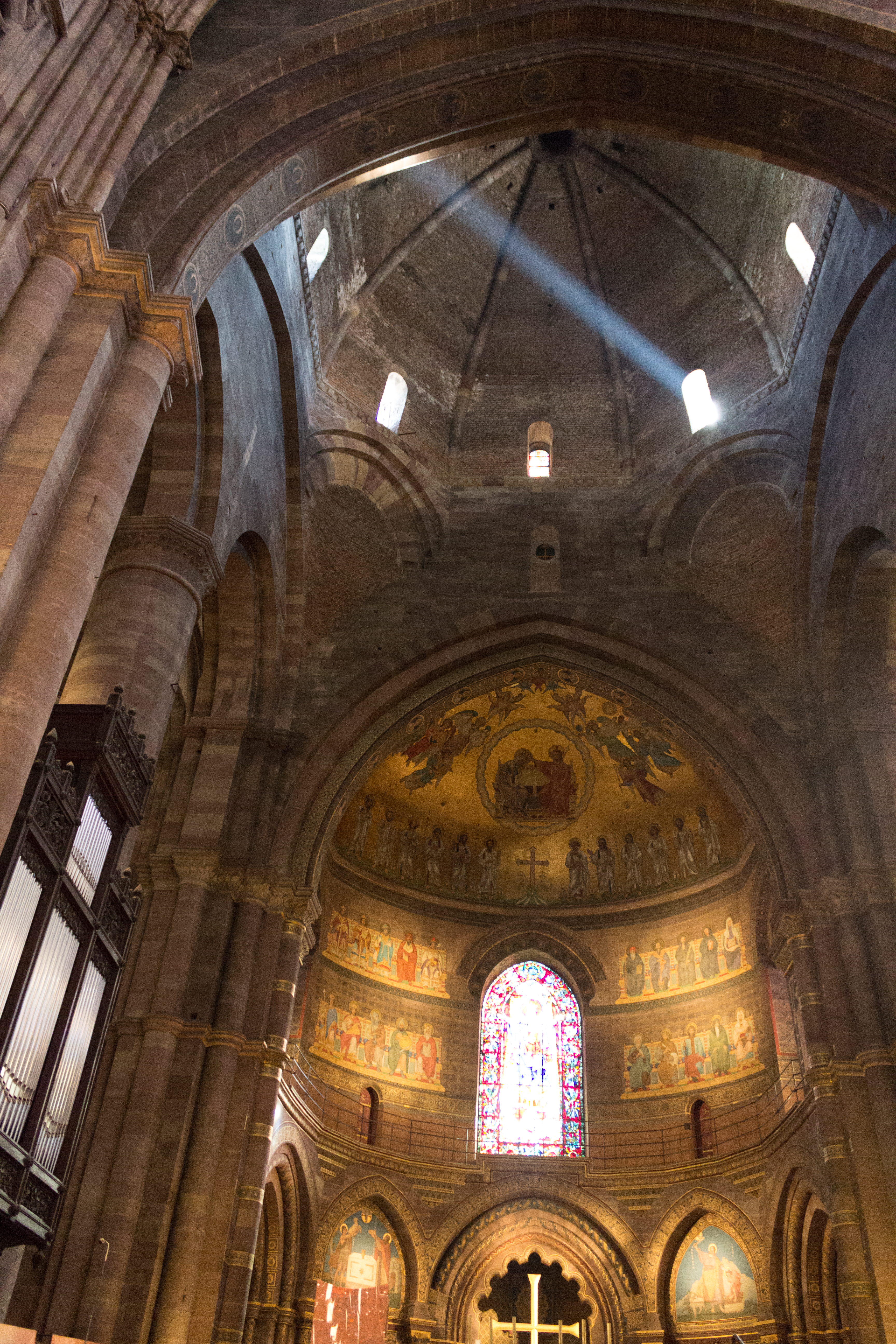
Kurzer Chor, Vierungskuppel aus Backstein

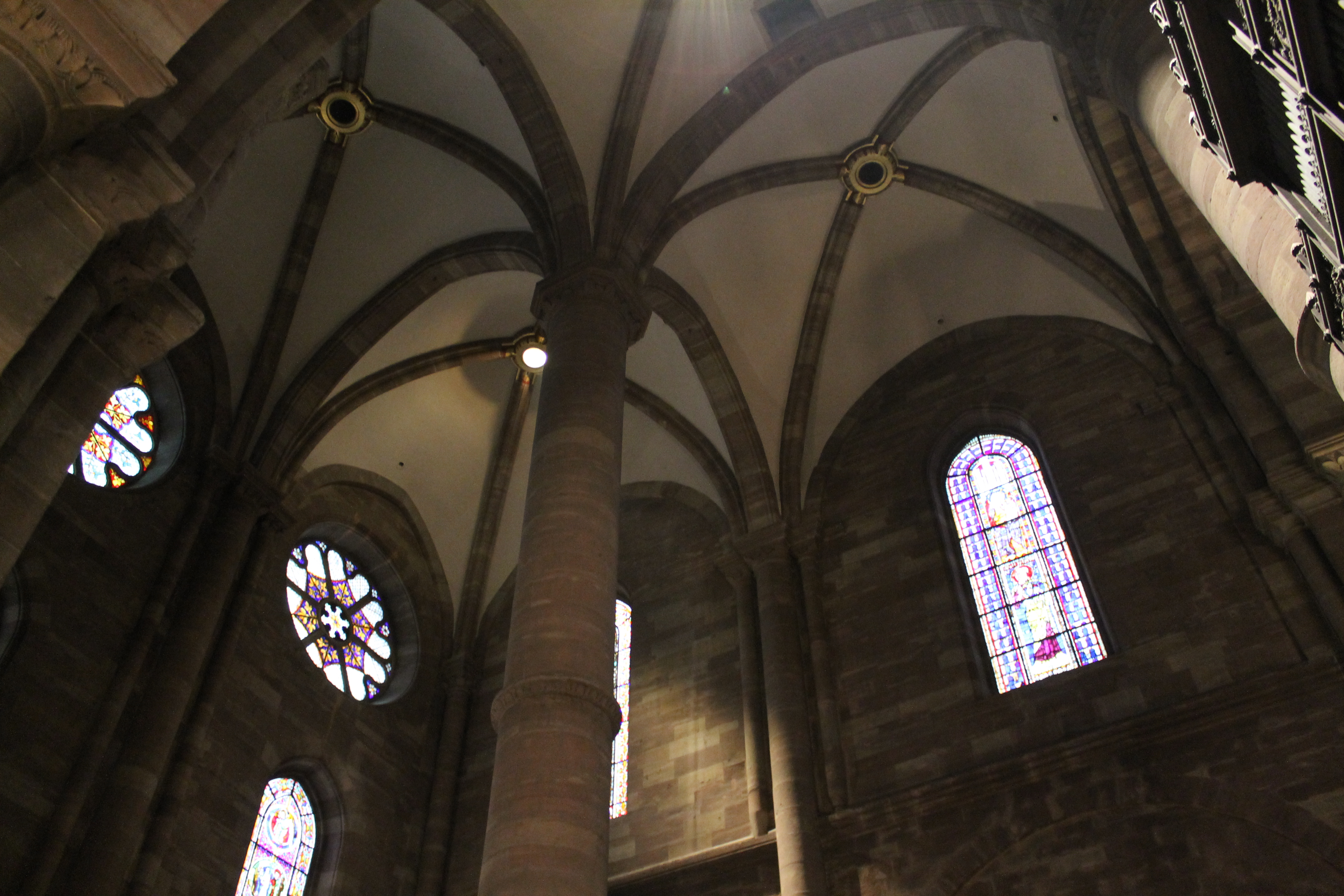
Frühgotische Querhausgewölbe

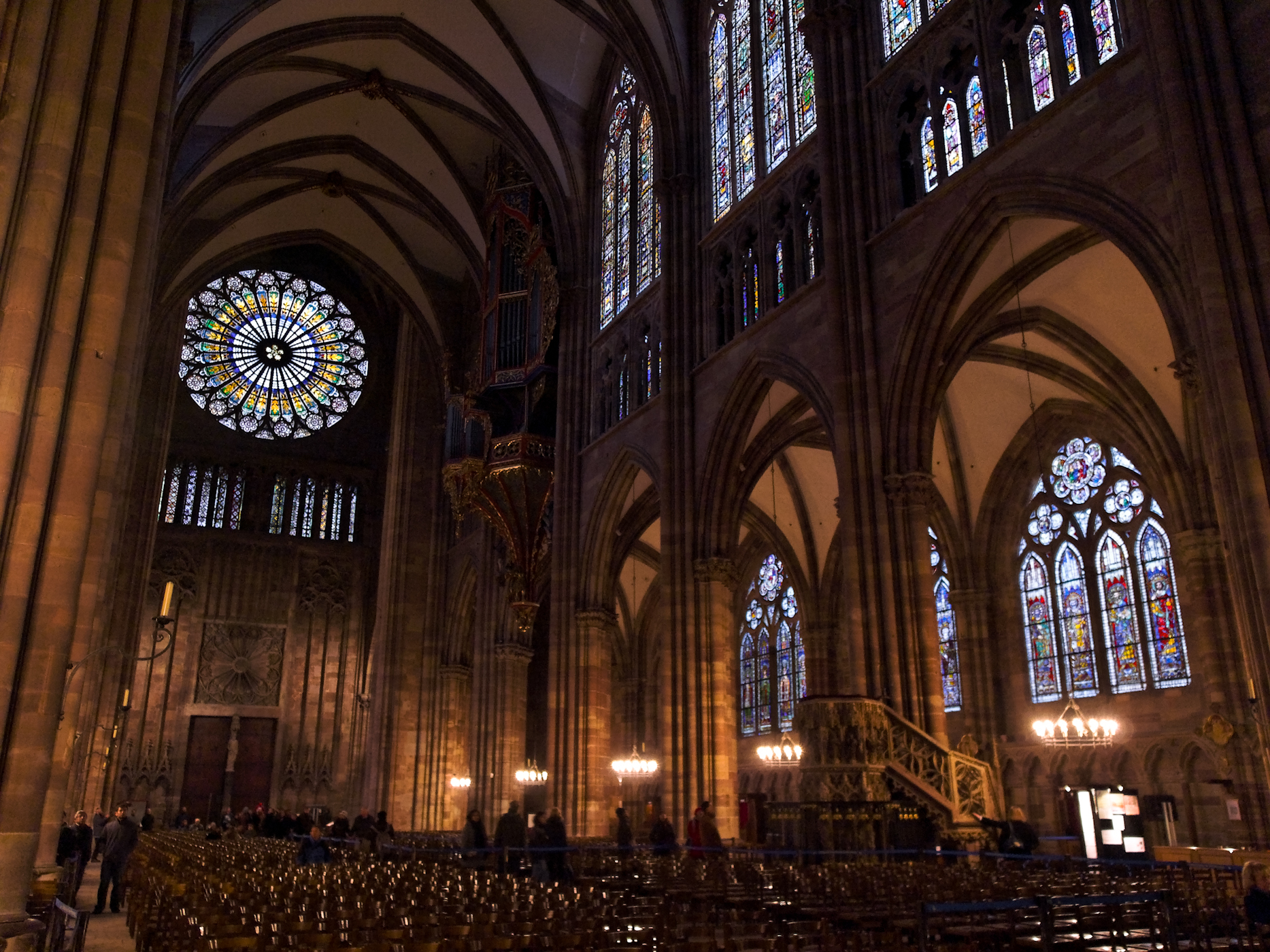
Langhaus westwärts: Obergaden und darunter Fenster des Triforiums

Von einer exakten Ostorientierung weicht die Gebäudeachse um 30° gegen den Uhrzeigersinn ab. Während bei mehreren anderen Kathedralen Teile der mittelalterlichen Umbauung im Laufe der Neuzeit entfernt wurden, ersetzte man beim Straßburger Münster das östlich anschließende Stiftsgebäude im 18. Jahrhundert durch das Grand séminaire östlich des Chors hinzu.
Indem Chor und Vierung, stilistisch eh die altertümlichsten Teile dieses Kirchenbaus, auf noch älteren Fundamenten stehen, besteht der Chor architektonisch nur aus der Apsis. Innen rund, ist sie äußerlich rechteckig. Die nachträgliche Rechteckumbauung diente ebenso wie die flankierenden rechteckigen Kapellen dazu, die Ostpartie der Kathedrale architektonisch in das Domherrenkloster einzubinden. Die gesamte Ostpartie wirkt auf den ersten Blick romanisch schwer, ist aber reich an gotischen Details, darunter mehrere grazile Fialtürmchen, der (jüngere) Narthex des Nordportals und die schon erwähnten südlichen Rosenfenster. Die nördlichen Rosenfenster sind hingegen so robust wie die frühgotischen seitlichen Rundfenster an der Chorempore von Notre-Dame de Paris. Insgesamt sind die Glasflächen der Ostpartie geringer als die des hochgotischen Langhauses, sodass sie zu den dunkleren Teilen des Kirchenraums gehört.
Das Mittelschiff ist überdurchschnittlich breit, aber nicht überdurchschnittlich hoch. Die Gurtbögen seiner Gewölbe sind nicht so zart wie seine Rippen. Auf die Fenster der Triforiengalerien wurde schon verwiesen. Der Lettner wurde im 17. Jahrhundert entfernt, ebenso der anschließend errichtete, baldachinbekrönte Hochaltar. Fragmente des Lettners werden heute im Frauenhausmuseum und in The Cloisters aufbewahrt; Apostelbüsten aus dunkel bemaltem Lindenholz vom ehemaligen barocken Hochaltar wurden 2006 entlang der Chorabschlusswand aufgestellt.
Ebenfalls im Frauenhausmuseum werden die Fassadenrisse der diversen Planungsstadien der Westfassade aufbewahrt. Sie gehören zu den ältesten Architekturentwürfen im deutschsprachigen Raum. Die Westfassade, 1277 begonnen, zeigt eine Dreiportalgliederung, die Portale mit breiten Gewänden und hohen, mit Fialen besetzten Wimpergen, beim Mittelportal bis ins mittlere Geschoss reichend, wo die große Fensterrose anschließt. Vor das Mauerwerk der Westfassade wurde ein freistehendes Gerüst dünner Stäbe und maßwerkverzierter Bögen gesetzt, das wegen der Ähnlichkeit mit Harfensaiten, wie schon erwähnt, als „Harfenmaßwerk“ bezeichnet wird und welches wesentlichen Anteil an der ungewöhnlichen Wirkung der Fassade hat.
Im Gegensatz zu den meisten Kathedralen weist das Straßburger Münster nur eine geringe Zahl von Kapellen auf: nördlich des Langhauses die Laurentiuskapelle (15. Jahrhundert), südlich die Katharinenkapelle (14. Jahrhundert), östlich vom nördlichen Querschiff die Johannes-der-Täufer-Kapelle (13. Jahrhundert), östlich vom südlichen Querschiff die Andreaskapelle (12. Jahrhundert). Die in deren Nähe befindliche Sakristei wurde 1744 vom Stadtarchitekten Joseph Massol angefügt.
Das Münster weist insgesamt fünf Rosetten auf: jeweils zwei kleine an der äußeren Wand der Querschiffe und eine große über dem Hauptportal der Westfassade.
Die Westrosette gehört zwar zu den größten ihrer Art, aber im Unterschied etwa zu den Querhausrosetten von Notre-Dame de Paris finden die Glasflächen keine Fortsetzung außerhalb ihres Außenrings. Zwischen ihr und der Fensterreihe unterhalb liegt dunkle Wand.

### Maße

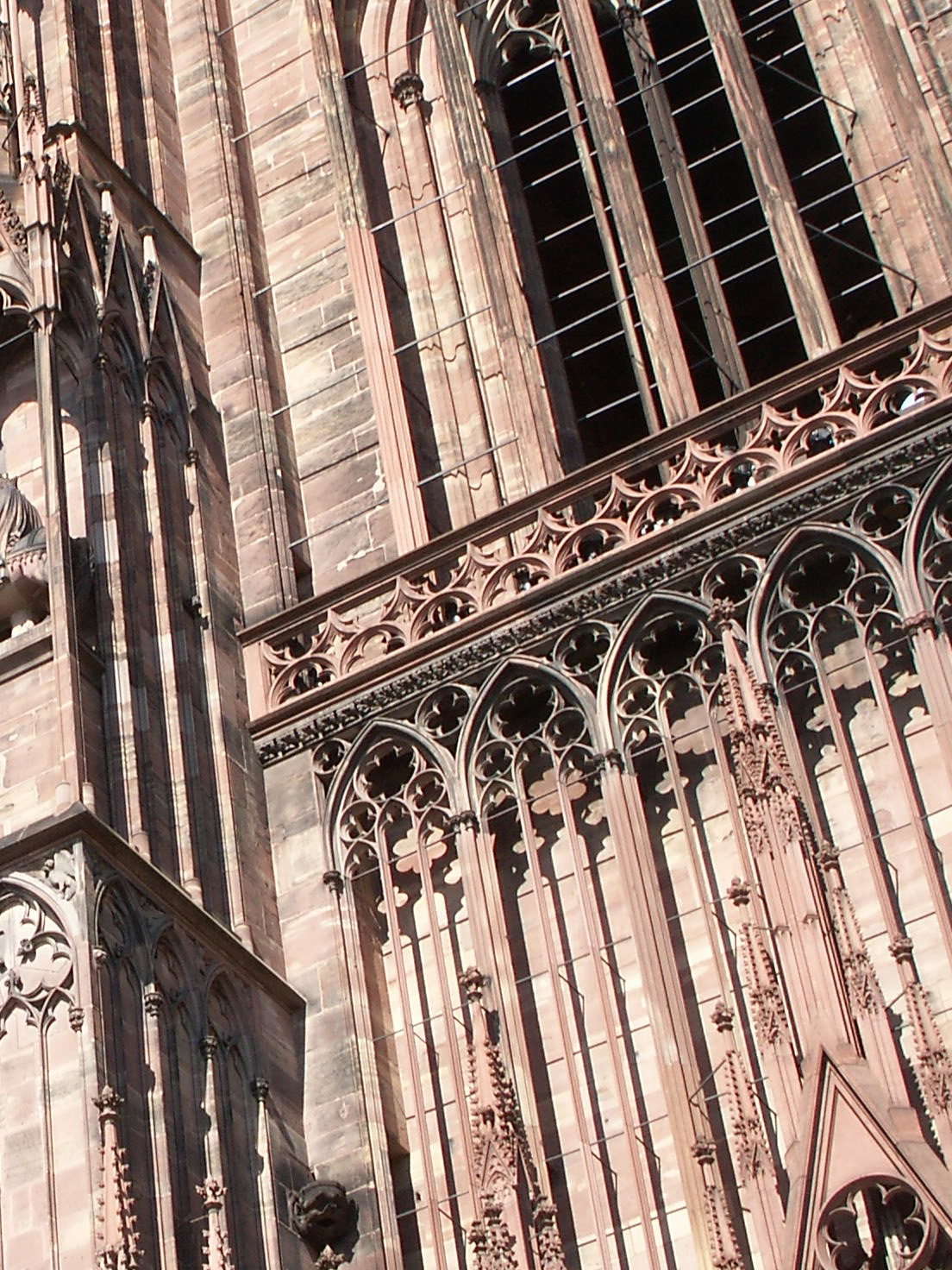
„Harfenmaßwerk“ der Westfassade

Die Innen- und Außenausmaße des Münster sind wie folgt:
- Außenlänge gesamt: 112 Meter
- Innenlänge gesamt: 103 Meter
- Innenhöhe des Mittelschiffs: 32 Meter
- Innenbreite des Mittelschiffs: 16 Meter
- Innenhöhe der Seitenschiffe: 19 Meter
- Breite der Westfassade: 51,5 Meter
- Höhe der Westfassade: 66 Meter
- Durchmesser der Fassadenrosette: 13,6 Meter
- Höhe des Vierungsturmes: 58 Meter
- Höhe des Nordturms: 142 Meter

### Städtebauliche Einbindung
Der Münsterplatz gehört zu den schönsten europäischen Stadtplätzen. Dominiert von der Westfassade des Münsters, stehen hier zahlreiche, teilweise vier- bis fünfgeschossige Fachwerkhäuser im Stile alemannisch-süddeutscher Architektur. Charakteristisch sind die steilen Dächer mit bis zu vier Dachgeschossen. An der Nordseite des Münsterplatzes steht das bekannte, reich verzierte Kammerzellhaus.

## Bauplastik

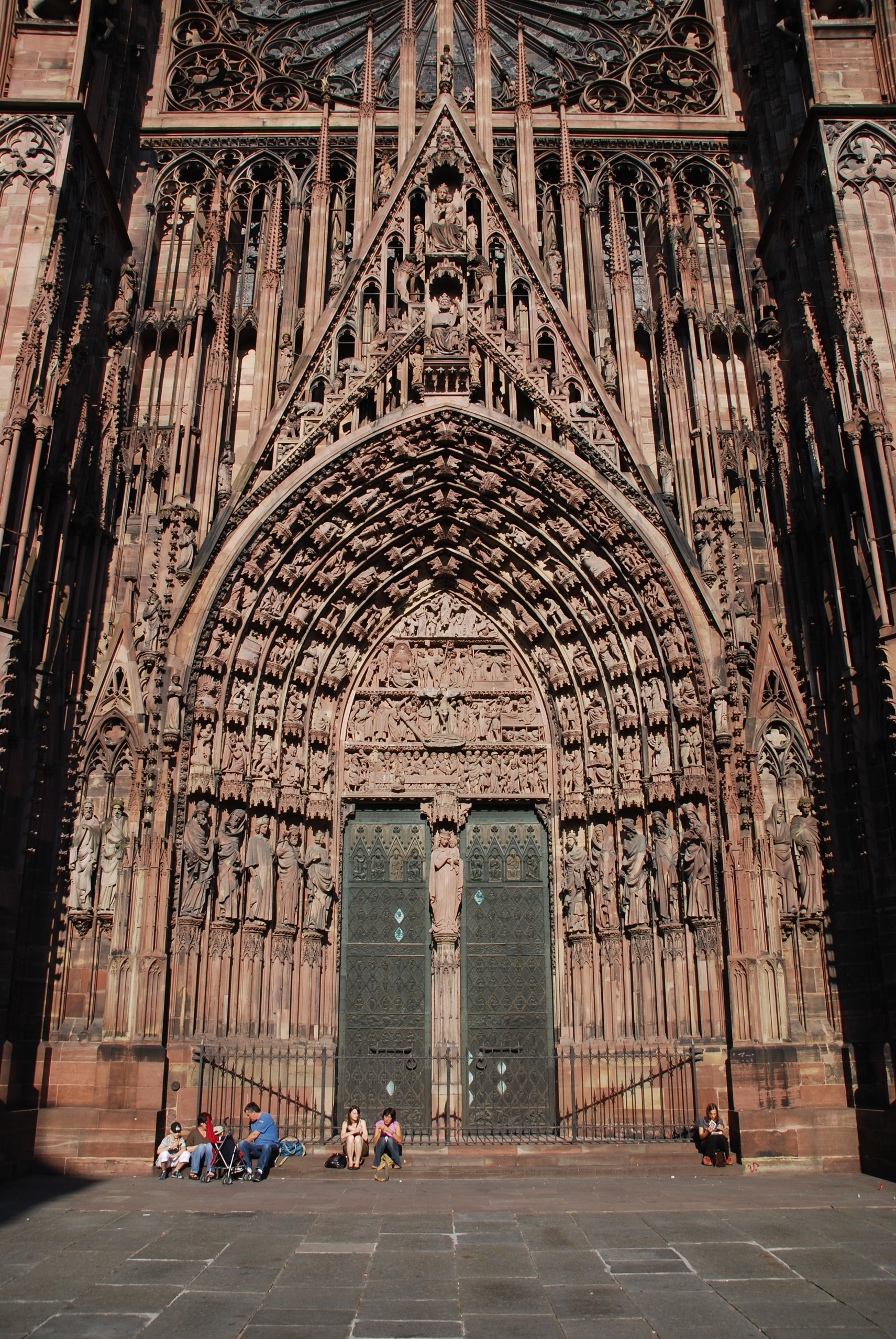
Hochgotisches Hauptportal der Westfassade

Die Skulpturen des 13. Jahrhunderts gehören zu den entwicklungsgeschichtlich bedeutsamsten, qualitätvollsten und eindrücklichsten Bildwerken aus dem damaligen deutschen Reichsgebiet. Schwerpunkte sind das Südquerhaus und die Westportale. Darüber hinaus ist das spätgotische Portal des nördlichen Querhauses beachtenswert. Bei der gesamten Ausstattung des Münsters mit Bauskulptur ist zu beachten, dass viele entfernte oder zerstörte Plastiken teils durch genaue Kopien, meist aber durch freie Nachschöpfungen im 19. Jahrhundert ersetzt wurden.

### Südquerhausportal

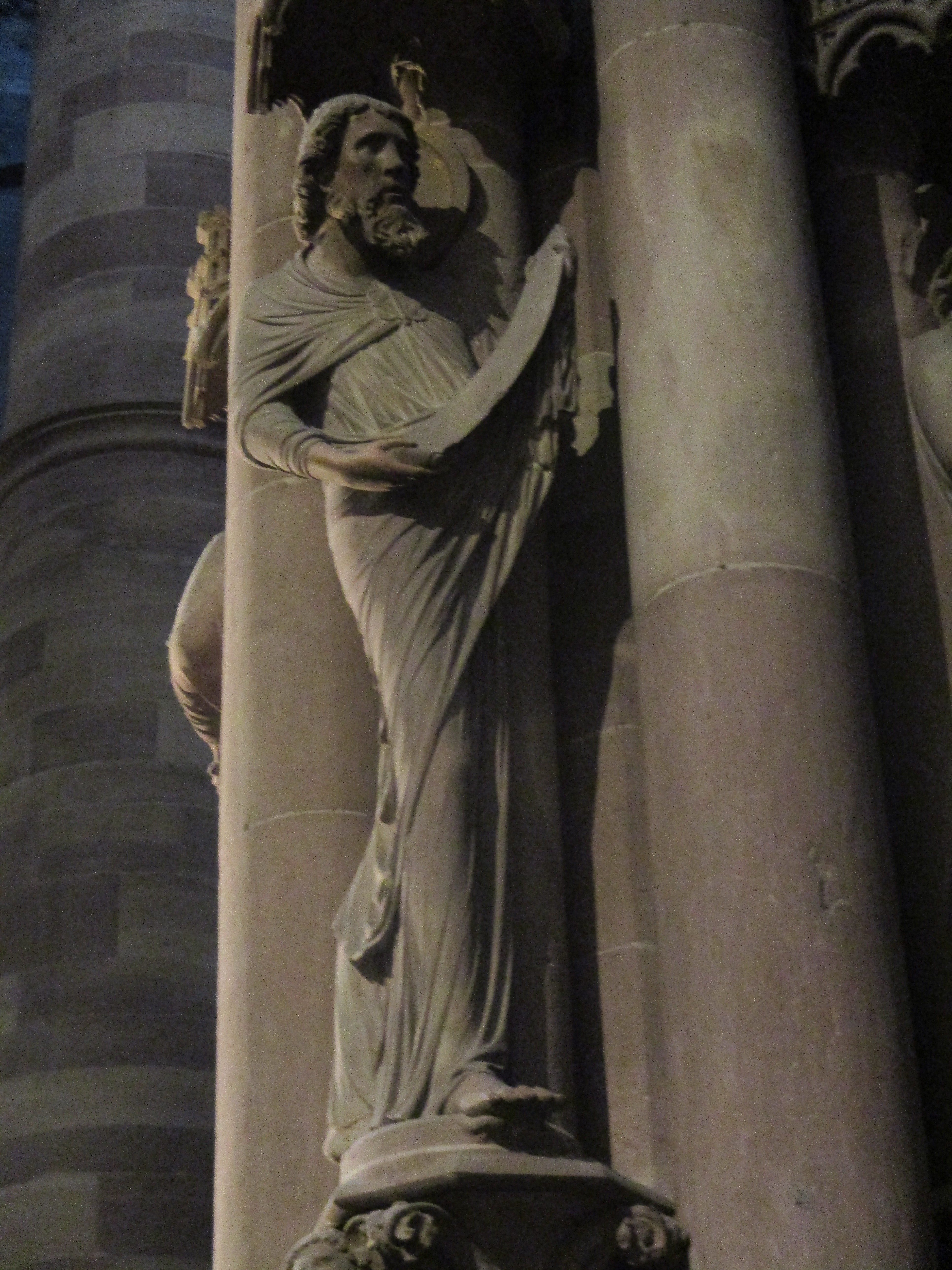
Gerichtspfeiler, Evangelist Matthäus, um 1230

Um 1225–1230 kam eine Bildhauerwerkstatt nach Straßburg, um das bestehende, noch romanische Doppelportal und seine zwei Tympanonfelder mit Reliefs und Gewändefiguren auszustatten. Die Apostelstatuen des Figurengewändes wurden in der französischen Revolution zerstört, die Mittelfigur des Salomo und die Türstürze mit Reliefs der Grabtragung und Himmelfahrt Mariens erlitten das gleiche Schicksal, wurden aber im 19. Jahrhundert durch freie Nachschöpfungen ersetzt. Die Originale der Statuen von Ecclesia und Synagoge sind am Portal durch Kopien ersetzt, die Originale stehen im Frauenhausmuseum. Die Tympana zeigen mit Marientod und Krönung Marias noch den originalen Zustand. Die Madonna unter der Uhr ist eine freie Erfindung des 19. Jahrhunderts.

### Weltgerichtspfeiler
Die gleiche Werkstatt schuf das oft als Engelspfeiler ungenau benannte Figurenensemble mit der Darstellung des Jüngsten Gerichtes um die hohe Mittelstütze der Halle des südlichen Querschiffes. Die Kunstgeschichte kennt keine Parallelbeispiele für eine solche eigenwillige Anordnung eines Weltgerichts im Kircheninneren. 12 Figuren sind in drei Ebenen um den achteckigen, mit vier Diensten bestückten Pfeiler aufgestellt. Zuunterst stehen die vier Evangelisten mit ihren Symbolen. In der mittleren Ebene folgen vier Engel mit Posaunen. Darüber Christus als thronender Weltenrichter, begleitet von Engeln, die seine Leidenswerkzeuge halten (oder hielten).

### Die Bildhauerwerkstatt des Südquerhauses
Die Skulpturen des Südquerhauses entstanden fast gleichzeitig in einer Hüttenwerkstatt, deren Steinmetze zuvor wohl in Sens und Chartres (Nordvorhalle der Kathedrale) gearbeitet hatten. Mit ihr erreicht die im französischen Kernland entstandene gotische Bildhauerkunst das Elsass. Der pathoserfüllte Ausdruck und die Beweglichkeit der in fein fließende Stoffe gehüllten Figuren ist jedoch durchaus eigenständig und nicht allein aus französischen Vorbildern erklärbar. Der Erfindungsreichtum und die subtile Ausführungsweise dürfte auf die prägende Kraft eines leitenden Meisters zurückgehen, einer künstlerisch überragenden Persönlichkeit. Es gibt in Frankreich verwandte Werke, doch keine, die sicher den in Straßburg arbeitenden Händen zuzuweisen wären.

### Die Skulpturen an den Portalen der Westfassade

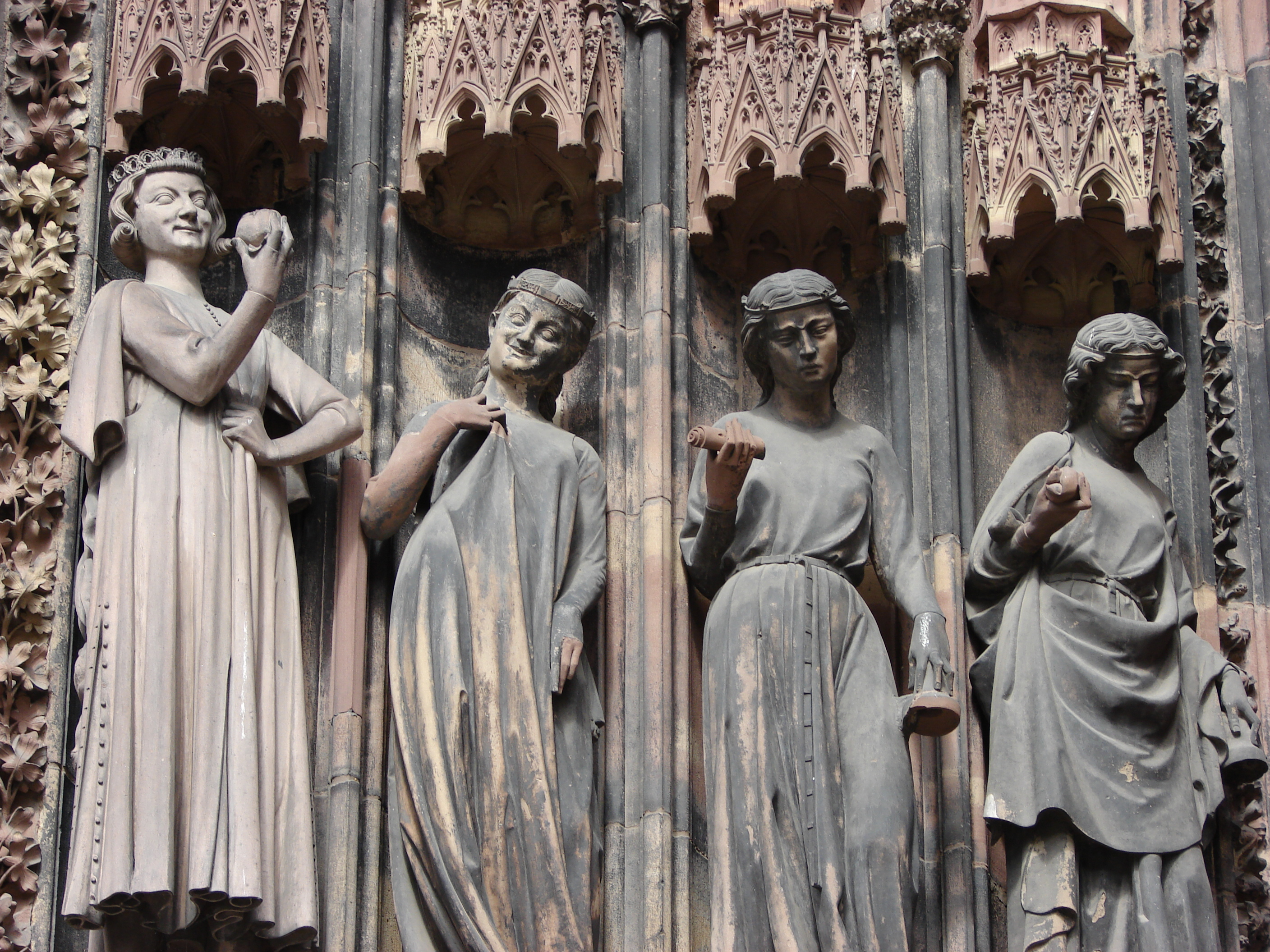
Verführer und Törichte Jungfrauen, südliches Westportal, um 1280–1290

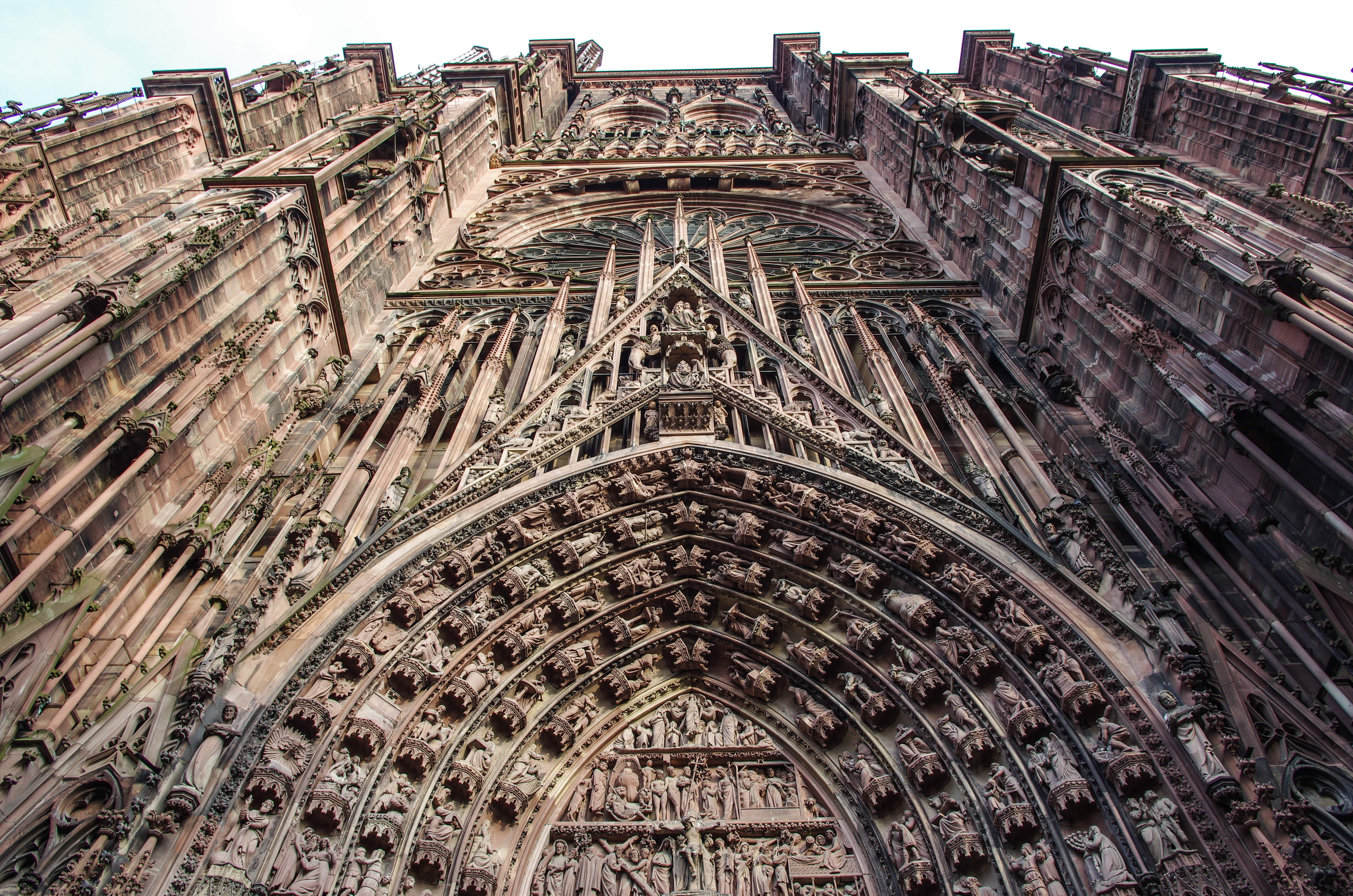
Hauptportal des Münster in Straßburg mit zahlreichen Details

Die Plastiken an den Portalen der Westfassade entstanden zwischen 1277 und 1298, sind aber zum Teil Kopien der ins Frauenhaus verbrachten Originale oder freie Ergänzungen des 19. Jahrhunderts. Das Mittelportal ist der in biblischen Bildern vergegenwärtigten Heilsgeschichte gewidmet. An den Gewänden stehen 14 Prophetenfiguren. Das teilweise erneuerte Tympanon schildert in vier Zonen die Leidensgeschichte Christi vom Einzug in Jerusalem links unten bis zur Himmelfahrt Christi ganz oben, umrahmt von Archivolten mit 70 biblischen und anderen Szenen (19. Jahrhundert). Auch die Madonna am Trumeau ist ein solcher neugotischer Ersatz.
Im Zentrum des linken, nördlichen Westportals steht die Kindheitsgeschichte Jesu (19. Jh.). Die Gewändefiguren stellen die über das Laster triumphierenden Tugenden dar (Kopien).
Am rechten, südlichen Portal der Westfassade besetzen die zehn Klugen und Törichten Jungfrauen, rechts angeführt von Christus, links vom „Fürsten der Welt“, einer weltlichen Verführergestalt, dessen Rücken von ekelerregendem Getier bedeckt ist, das Gewände. Sie stammen vom bedeutendsten Bildhauer an den Westportalen, dessen Stil erkennen lässt, dass er zuvor am Stephanusportal der Kathedrale Notre-Dame de Paris beteiligt war. In den Sockelfeldern dieser Statuen werden Monatsdarstellungen und Tierkreismotive von Vierpässen gerahmt. Das Tympanon mit dem Weltgericht wie auch die Archivolten sind wieder Werke des 19. Jahrhunderts.
An den Skulpturen kann man den Wandel des Verhältnisses der katholischen Kirche zu den Juden ablesen: Am Südportal ist die Synagoge abgebildet, mit einer Binde um ihre Augen, als Symbol der Blindheit des Judentums. Die neuere Darstellung der Synagoge im Tympanon des Hauptportals, die nach dem Vierten Laterankonzil entstand, trägt stattdessen einen kleinen Drachen um den Kopf, der mit seinem Schwanz die Augen bedeckt. Der Drache ist ein Symbol für das Böse.

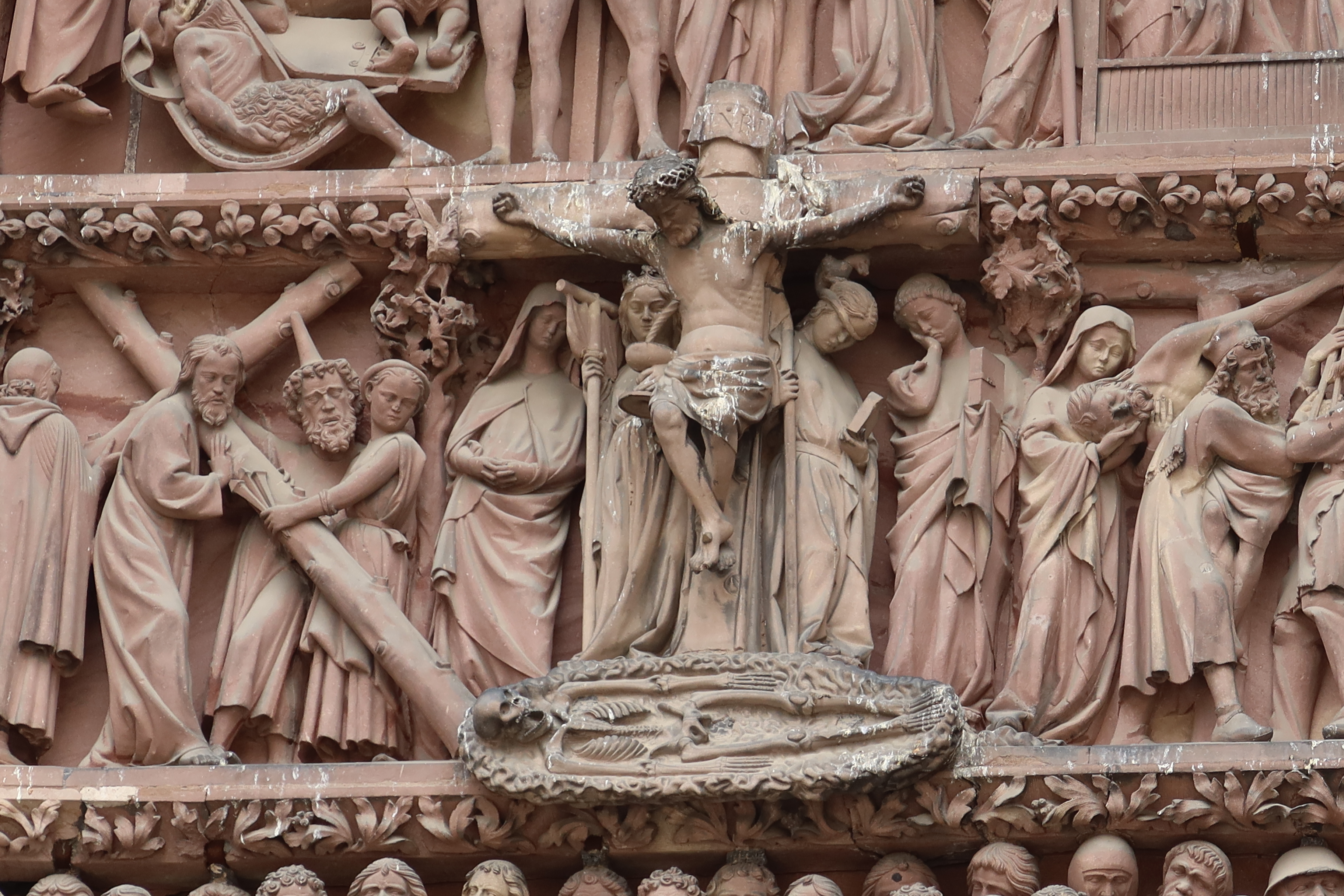
Straßburger Münster Hauptportal der Westfassade – Synagoge rechts neben dem Gekreuzigten, links der Jude Simon von Zyrene mit Judenhut

## Fenster und Sonnenlicht

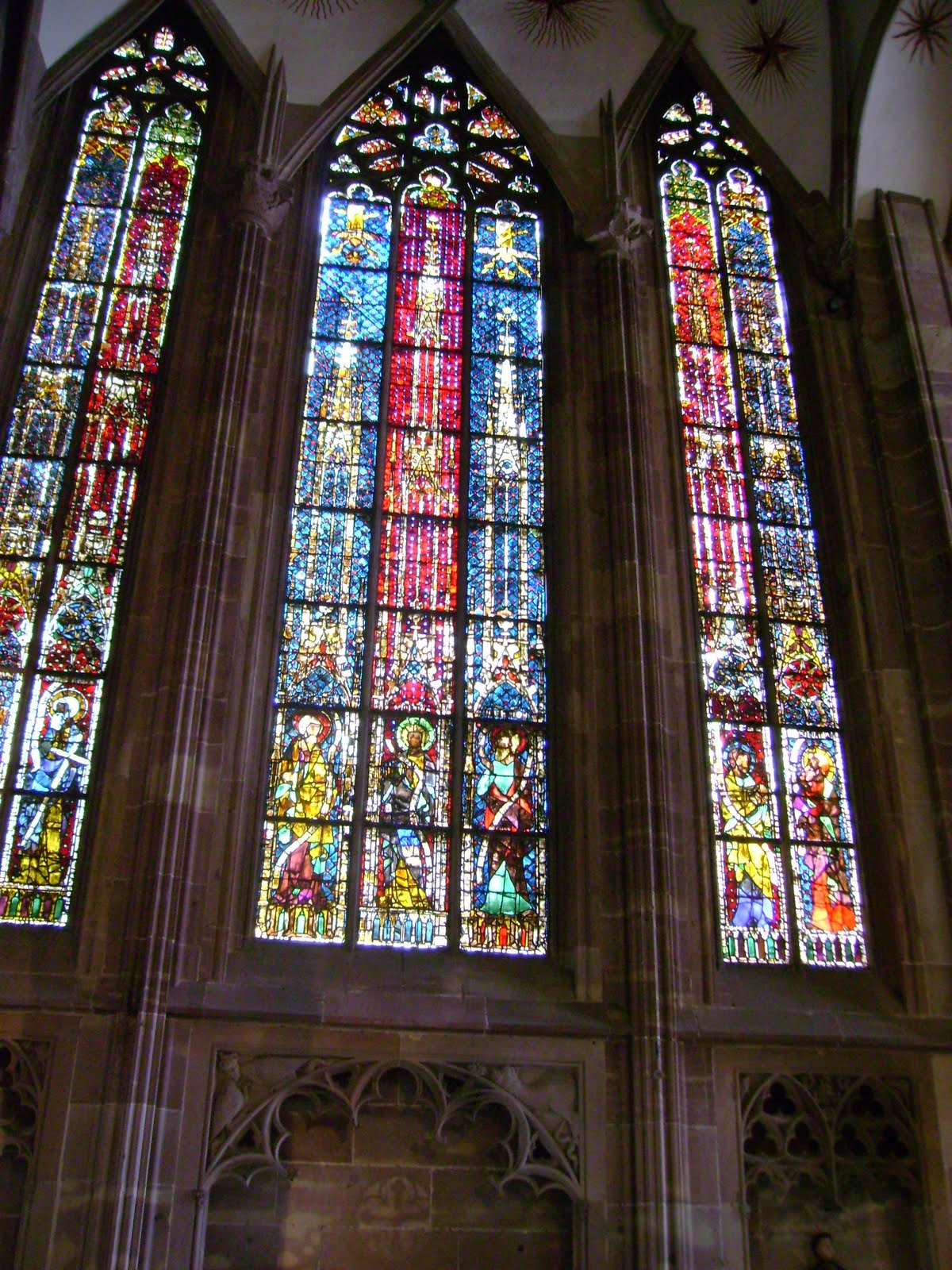
Katharinenkapelle

Bis zur Restaurierung des betreffenden Buntglasfensters im Frühjahr 2022 war zweimal im Jahr, ungefähr zur Zeit des Äquinoktiums, bei Sonnenlicht zur Mittagszeit ein „grüner Strahl“ zu beobachten, der durch ein grünes Segment (Fuß des Stammvaters Juda) in einem Buntglasfenster des südlichen Triforiums fiel und einen Lichtfleck auf dem Fußboden erzeugte. Mit dem Lauf der Sonne weiterwandernd, erreichte der Lichtfleck nach bogenförmigem Verlauf den Baldachin über der Kreuzigung an der spätgotischen Kanzel im Langhaus.
Im Gegensatz zu einer weitverbreiteten Auffassung handelte es sich hierbei nicht um ein mittelalterliches astrologisches Symbol, sondern um ein modernes, rein zufällig entstandenes Phänomen. Das grüne Glasstück im Fuße des Königs Juda, durch das der Lichtstrahl fiel, entstammt nämlich nicht dem Mittelalter, sondern wie alle Glasfenster des Südtriforiums der völligen Neuverglasung dieser Partie in den Jahren 1872 bis 1878. Der durch dieses Glasstück fallende Lichtstrahl wurde überhaupt erst rund hundert Jahre nach der Neuverglasung beobachtet, nämlich um das Jahr 1972. Die Erklärung liegt darin, dass erst in dieser Zeit das Glas so transparent geworden war, dass – anders als bei den anderen, dunkleren Glasscheiben – ein Sonnenstrahl durch diese Scheibe dringen konnte. Die Ursache war entweder witterungsbedingter Verlust der Bemalung des Glasstücks oder eine undokumentierte Reparatur des Fensters mit grünlichem, klarem Glas. Eine exakte Zeitnahme belegt zudem, dass der Lichtstrahl den Punkt über dem Kopf des gekreuzigten Christus erst ein bis zwei Tage nach dem Frühjahrs- und Herbst-Äquinoktium erreichte. Die rein zufällige Entstehung des Phänomens wäre demnach erwiesen, die symbolische Deutung hat sich aber bei vielen Besuchern des Münsters verbreitet.
Eine im Mai 2018 erschienene Untersuchung von Oliver Wießmann, die sich eingehend mit dem Grünen Strahl im geistesgeschichtlichen Spektrum des Straßburger Münsters befasst, kommt auf 355 Seiten indes zu dem Ergebnis, dass der grüne Lichtstrahl eine absichtsvolle Inszenierung darstellte. Der Baumeister Gustave Klotz habe sich bei der Rekonstruktion der Fenster des Südtriforiums 1872 nach alten Plänen des heute verschollenen Baumeisterarchivs gerichtet. Bereits im historischen Aufriss der Kanzel von 1484 sei konstruktiv der Kreisbogen angelegt, den der grüne Strahl über die Kanzelfiguren beschreibt. Deswegen erscheine der Aufriss dem heutigen Betrachter merkwürdig gestaucht. Der Strahl selbst sei zu verstehen als himmlische Leiter, auf welcher König Juda steht.
Bei Restaurierungsarbeiten wurde das grüne Glasstück im Fuß des Juda verdunkelt, so dass der „grüne Strahl“ nicht mehr beobachtet werden kann. Eine Petition und auch die Klage des Entdeckers des „grünen Strahls“, Maurice Rosart, vor dem Verwaltungsgericht blieben erfolglos.
Ein weiterer Lichtstrahl bescheint zur Zeit der Wintersonnenwende ebenfalls den Baldachin über der Christusfigur.

## Ausstattung

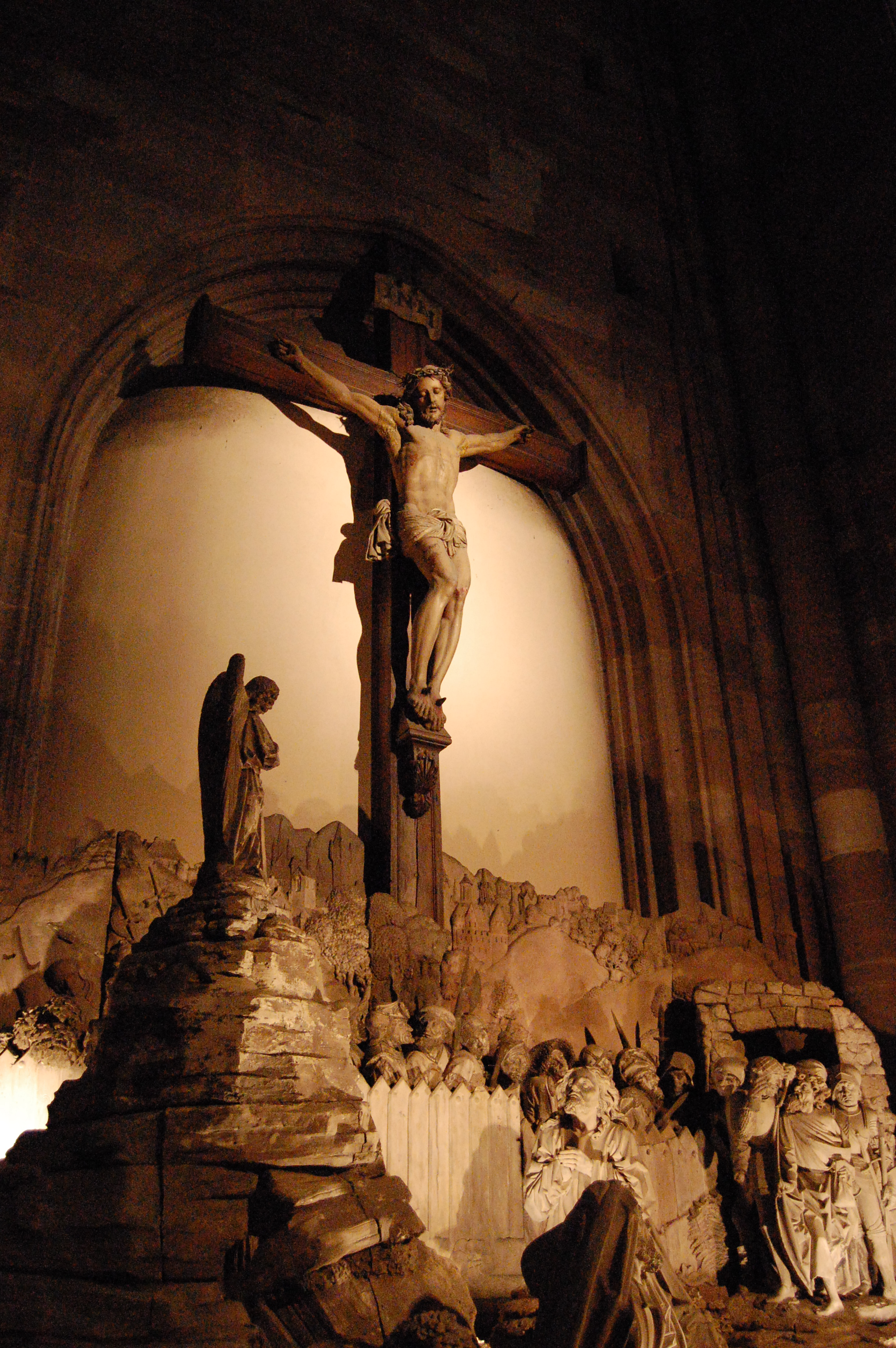
Christus am Ölberg

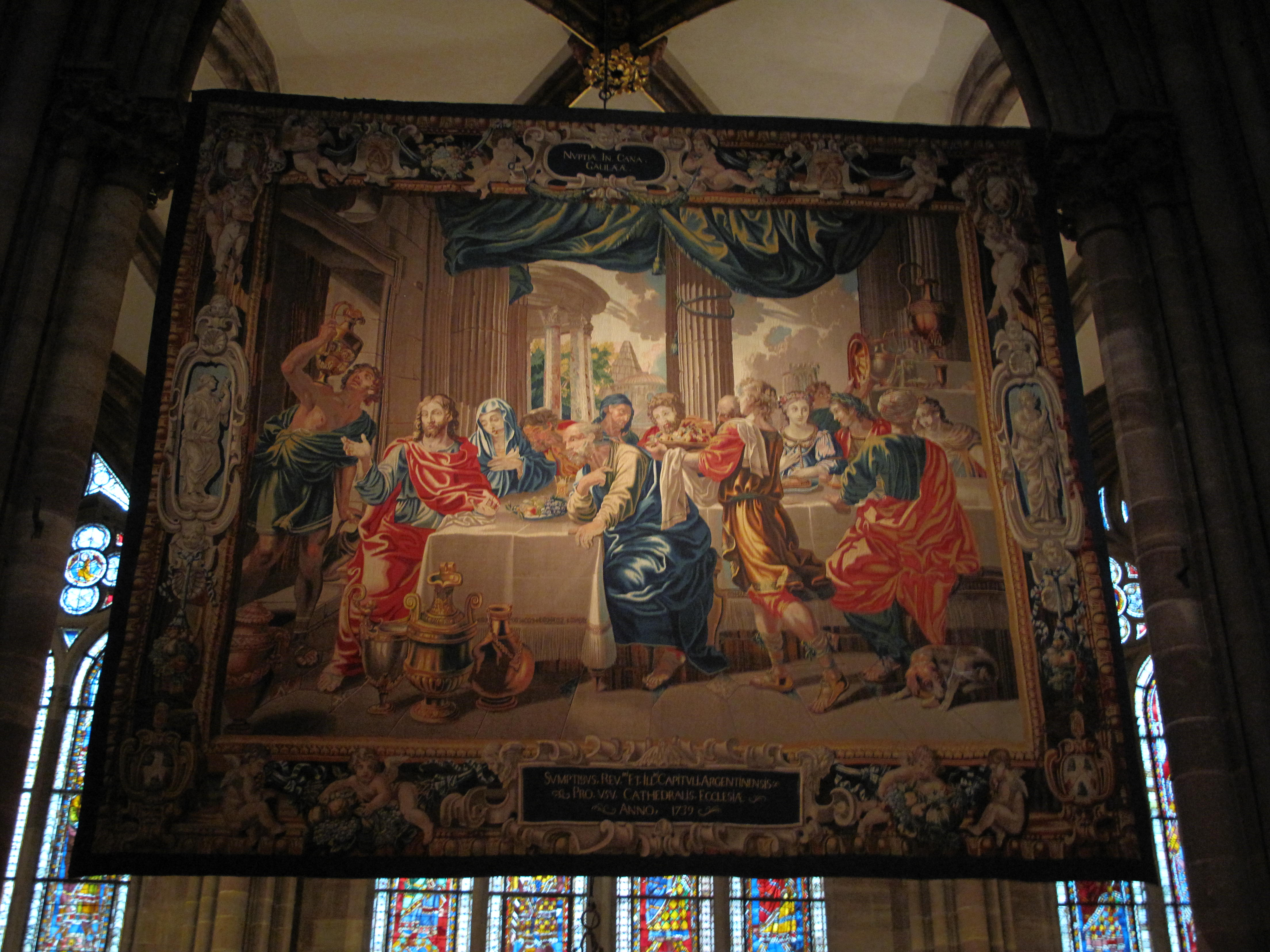
Wandteppich „Hochzeit zu Kana“ aus dem Marienleben

Zur Ausstattung gehören unter anderem:
- Bleiglasfenster, vorwiegend 14. Jahrhundert, einige spätes 12. Jahrhundert (nördliches Querschiff) sowie 13. Jahrhundert („Kaiserfenster“ im nördlichen Seitenschiff), manche 20. Jahrhundert (südliches Querschiff, Chor). Fenster aus der ehemaligen Dominikanerkirche in der Laurentiuskapelle und in der Andreaskapelle.
- Grabmal von Konrad von Lichtenberg in der Johannes-der-Täufer-Kapelle, um 1300. Gegenüber: Denkmal eines Kanonikus von Niclas Gerhaert van Leyden,1464.
- Reich verzierter Taufstein von Jodok Dotzinger im nördlichen Querschiff, 1453[27]
- Reich verzierte Kanzel von Hans Hammer nordöstlich des Mittelschiffs, 1486
- Skulpturengruppe „Christus am Ölberg“ im nördlichen Querschiff gegenüber vom Taufstein (zuvor in der Thomaskirche), 1498
- Apostelbüsten vom ehemaligen Hochaltar entlang der Chorwand, Holz, 17. Jahrhundert
- Wandteppiche „Marienleben“, Paris, 17. Jahrhundert, vom Domkapitel im 18. Jahrhundert erworben
- Altäre in den Kapellen (15. bis 19. Jahrhundert, großer Barockaltar von 1698, 1776 ausgemalt, in der Laurentiuskapelle)
- Grabmal Eucharius Dorsch im Kreuzgang mit totentanzähnlicher Gruppenszene, ca. 1480, beides 1715 zerstört[28]

### Astronomische Uhr
Bemerkenswert ist die astronomische Uhr im südlichen Querschiff. Ihre Vorläuferin, die sogenannte „Dreikönigsuhr“, wurde 1353 vollendet und stand an der Westmauer gegenüber der heutigen Uhr. Sie hatte bereits ein Kalendarium, Anzeigen für Gestirne und die Heiligen Drei Könige als bewegte Figuren, die zu jeder Stunde zu einem Glockenspiel die Köpfe vor der Jungfrau Maria neigten. Von dieser Uhr ist heute lediglich die bewegliche Figur eines flügelschlagenden Hahns erhalten. In der Westmauer des Querschiffs zeigen alte Stützsteine den Standort der Uhr an.

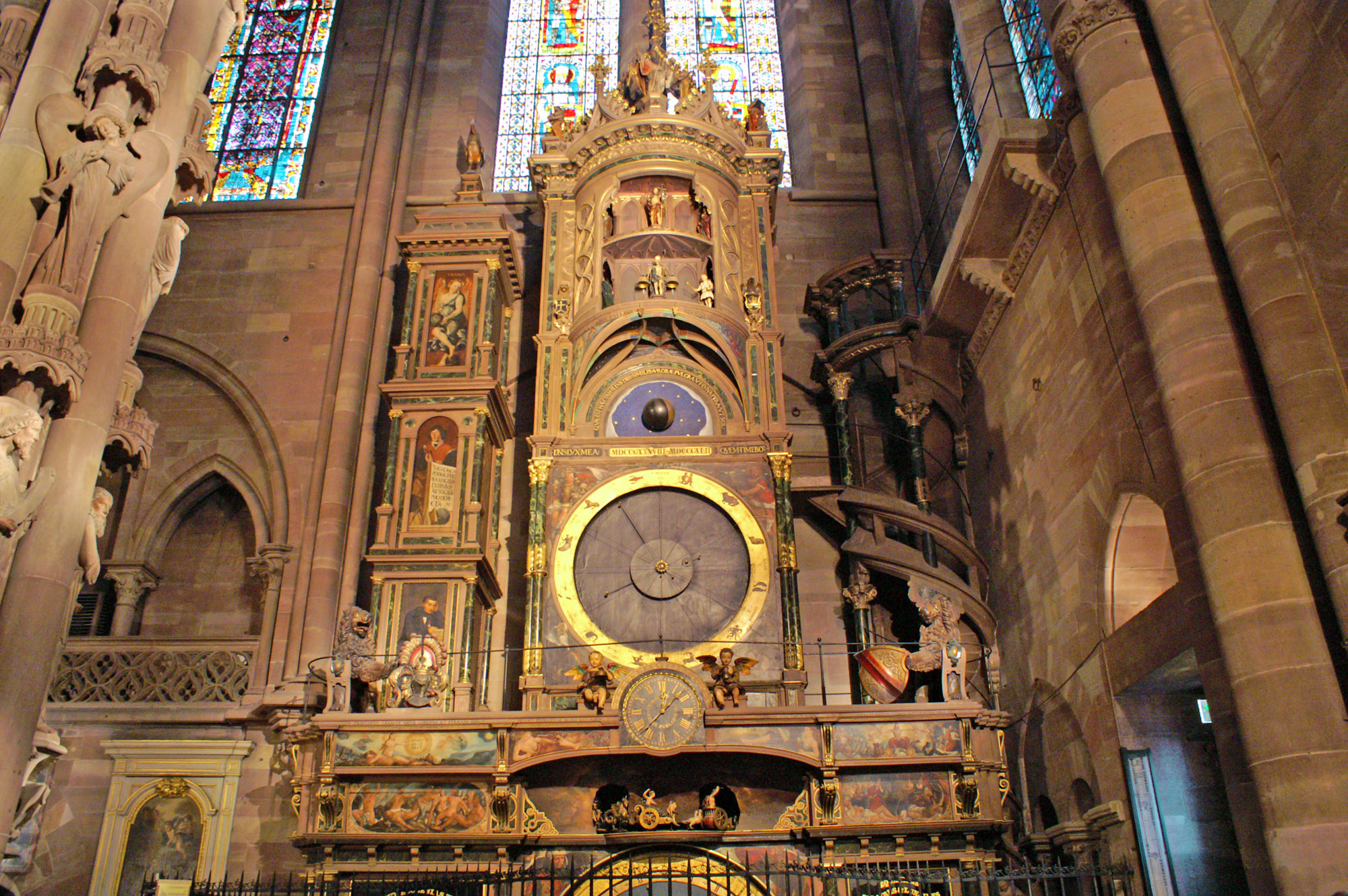
Astronomische Uhr, links daneben der „Engelspfeiler“

Im Jahr 1567 wurde durch den Stadtmagistrat der Bau einer neuen Uhr beschlossen. Mit der Konstruktion beauftragt wurden die drei Mathematiker Michael Herr, Christian Herrlin und Nikolaus Prugner, aber ihr Entwurf kam nicht zur Ausführung. Erst Conrad Dasypodius, ebenfalls Professor der Mathematik und Schüler Herrlins, schuf den endgültigen Plan, der durch die Gebrüder Josias und Isaak Habrecht ausgeführt wurde. Die Uhr, bereits mit astronomischen Anzeigen, Kalendarium und Planetarium versehen, wurde 1574 vollendet und lief bis 1789. Von dieser Uhr stammen das bis heute erhaltene Uhrengehäuse und ein Teil der Gemälde.
Nach fast 50 Jahren Stillstand des Mechanismus wurde im Jahre 1836 Jean-Baptiste Schwilgué vom Stadtrat mit der Renovierung beauftragt. Die Arbeiten an der Uhr begannen am 24. Juni 1838 und dauerten bis 1842. Schwilgué konstruierte ein völlig neues Uhrwerk, dessen Funktionen einmalig in der Welt sind. Die Uhr zeigt die Erdbahn, die Mondbahn und die Bahnen der Planeten Merkur bis Saturn an. Am erstaunlichsten ist das Räderwerk, das in der Silvesternacht abläuft und das Basisdatum für die beweglichen Feiertage errechnet. Den Rekord für langsam drehende Zahnräder stellt wohl der Teil der Uhr auf, der die Präzession der Erdachse nachbildet – eine Umdrehung in 25.800 Jahren. Sie ist aber auch die weltweit einzige Uhr, die 13 Uhr schlägt.
Ein Nachbau der Uhr befindet sich im Powerhouse Museum in Sydney.

### Orgeln

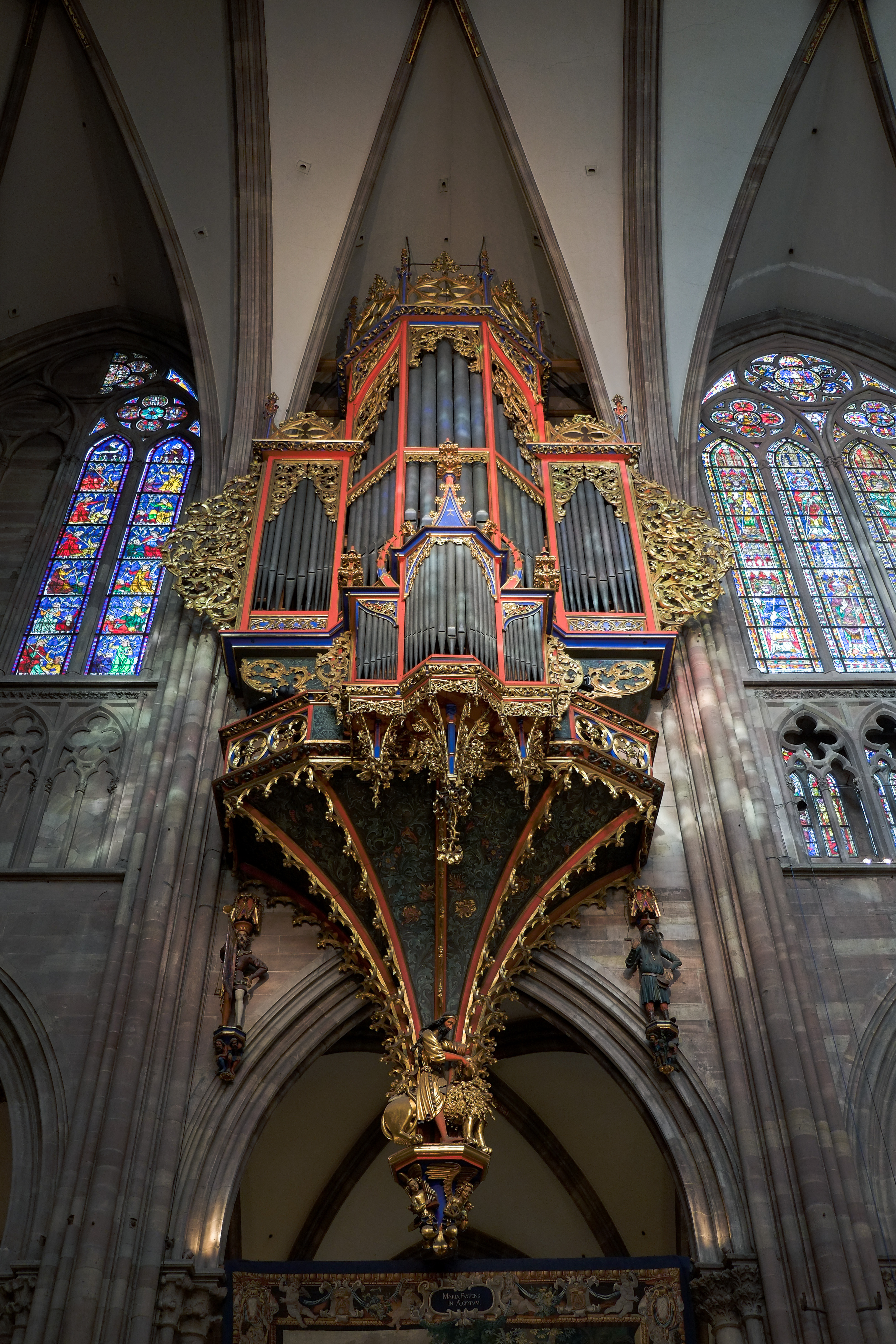
Langhausorgel mit ihrem erhaltenen gotischen Gehäuse

Im Straßburger Münster befinden sich drei Orgeln.
Die aktuellen Organisten des Straßburger Münsters sind Pascal Reber, Damien Simon, Guillaume Nussbaum, Arthur Skoric und Benoît Clavier.

#### Hauptorgel
Die Langhausorgel an der Nordseite des zweiten Mittelschiffjochs ist eine Schwalbennestorgel und hat die Funktion der Hauptorgel. Sie befindet sich in einem gotischen Orgelprospekt von Friedrich Krebs (1491), der siebenrippige, trichterförmig geschwungene Unterbau der Orgelempore stammt aus dem Jahr 1385. In dem Gehäuse befand sich ab 1716 ein von Andreas Silbermann geschaffenes Werk mit drei Manualen, Pedal und 39 Registern. 1834 und 1840 wurde das Instrument durch Georges Wegmann verändert. 1897 setzte Heinrich Koulen ein neues Orgelwerk im romantischen Stil mit elektropneumatischer Traktur, drei Manualen und 42 Registern in das mittelalterliche Gehäuse. Dieser Umbau konnte nicht überzeugen, daher wurde bereits 1935 wiederum ein neues Werk von E. A. Roethinger erstellt mit drei Manualen und 44 Registern, davon 4 Transmissionen. Die Spieltrakturen waren elektrisch. 1981 baute Alfred Kern unter Verwendung fast aller vorhandenen Pfeifen die heute bestehende, technisch völlig neu konzipierte, vollmechanische Orgel. Die Trakturen sind hängend angelegt.
| I Positif C–g3 |                    |        |
| 1.             | Montre             | 8′     |
| 2.             | Bourdon            | 8′     |
| 3.             | Prestant           | 4′     |
| 4.             | Flûte à cheminée 0 | 4′     |
| 5.             | Nazard             | 2 ⁄3′  |
| 6.             | Doublette          | 2′     |
| 7.             | Tierce             | 1 3⁄5′ |
| 8.             | Larigot            | 1 ⁄3′  |
| 9.             | Fourniture III     | 1 ⁄3′  |
| 10.            | Cymbale III        | 2⁄3′   |
| 11.            | Trompette          | 8′     |
| 12.            | Clairon            | 4′     |
| 13.            | Cromorne           | 8′     |
|                | Tremblant          |        |

| II Grand Orgue C–g3 |                      |         |
| 14.                 | Bourdon              | 16′     |
| 15.                 | Montre               | 08′     |
| 16.                 | Bourdon              | 08′     |
| 17.                 | Prestant             | 04′     |
| 18.                 | Nazard               | 02 ⁄3′  |
| 19.                 | Doublette            | 02′     |
| 20.                 | Tierce               | 01 3⁄5′ |
| 21.                 | Cornet V             | 08′     |
| 22.                 | Grande Fourniture II | 02′     |
| 23.                 | Petite Fourniture IV | 01 2⁄3′ |
| 24.                 | Cymbale III          | 02⁄3′   |
| 25.                 | 1e Trompette         | 08′     |
| 26.                 | 2e Trompette         | 08′     |
| 27.                 | Clairon              | 04′     |
| 28.                 | Voix humaine         | 08′     |
|                     | Tremblant            |         |

| III Recit C–g3 |                |       |
| 29.            | Salicional     | 8′    |
| 30.            | Bourdon        | 8′    |
| 31.            | Prestant       | 4′    |
| 32.            | Doublette      | 2′    |
| 33.            | Sifflet        | 1′    |
| 34.            | Cymbale III    | 2⁄3′  |
| 35.            | Cornet III     | 2 ⁄3′ |
| 36.            | Trompette      | 8′    |
| 37.            | Voix humaine 0 | 8′    |
| 38.            | Hautbois       | 4′    |
|                | Tremblant      |       |

| Pedal C–f1 |                 |         |
| 39.        | Montre          | 16′     |
| 40.        | Soubasse        | 16′     |
| 41.        | Quinte          | 10 2⁄3′ |
| 42.        | Flûte           | 08′     |
| 43.        | Flûte           | 04′     |
| 44.        | Contre-Basson 0 | 32′     |
| 45.        | Bombarde        | 16′     |
| 46.        | Trompette       | 08′     |
| 47.        | Clairon         | 04′     |

- Koppeln: I/II, III/II, I/P, II/P, III/P

#### Chororgel

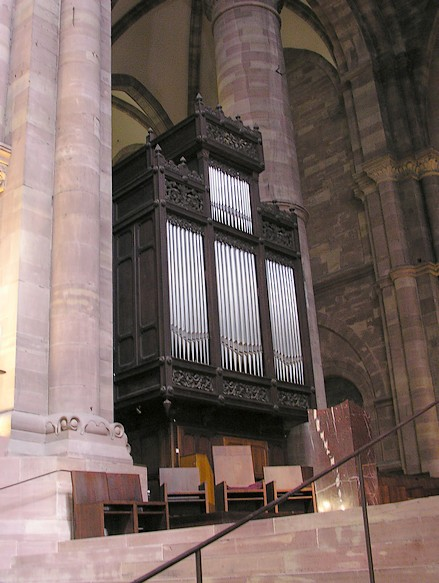
Chororgel

Im Chor, an der nördlichen Seite, befindet sich die Chororgel, die 1873 von Joseph Merklin geschaffen wurde. Das Instrument wurde seitdem mehrfach gravierend umgebaut, sodass von der originalen Klangsubstanz nur noch wenig vorhanden ist. Seit den letzten Modifikationen von Daniel Kern im Jahre 1989 besitzt es 24 Register auf drei Manualen und Pedal bei mechanischen Trakturen.
| I Grand Orgue C–g3 |            |     |
| 1.                 | Bourdon    | 16′ |
| 2.                 | Montre     | 8′  |
| 3.                 | Bourdon    | 8′  |
| 4.                 | Prestant   | 4′  |
| 5.                 | Doublette  | 2′  |
| 6.                 | Fourniture |     |
| 7.                 | Cymbale    |     |
| 8.                 | Trompette  | 8′  |

| Positif intérieur C–g3 |                  |    |
| 9.                     | Principal        | 8′ |
| 10.                    | Flûte à Cheminée | 8′ |
| 11.                    | Salicional       | 8′ |
| 12.                    | Voix Céleste     | 8′ |
| 13.                    | Prestant         | 4′ |
| 14.                    | Flûte à Cheminée | 4′ |
| 15.                    | Flageolet        | 2′ |
| 16.                    | Carillon II      |    |
| 17.                    | Basson-Hautbois  | 8′ |

| Récit expressif C–g3 |                  |    |
| 18.                  | Flûte Harmonique | 8′ |
| 19.                  | Flûte            | 4′ |
| 20.                  | Trompette        | 8′ |
| 21.                  | Clairon          | 4′ |
|                      | Tremblant        |    |

| Pédale C–f1 |             |     |
| 22.         | Soubasse    | 16′ |
| 23.         | Octavebasse | 8′  |
| 24.         | Bombarde    | 16′ |

- Koppeln: II/I, I/P, II/P, III/P

In der Krypta befindet sich ein Kleininstrument, das 1998 von Gaston Kern geschaffen wurde. Die rein mechanische Orgel hat acht Register auf zwei Manualen und Pedal.

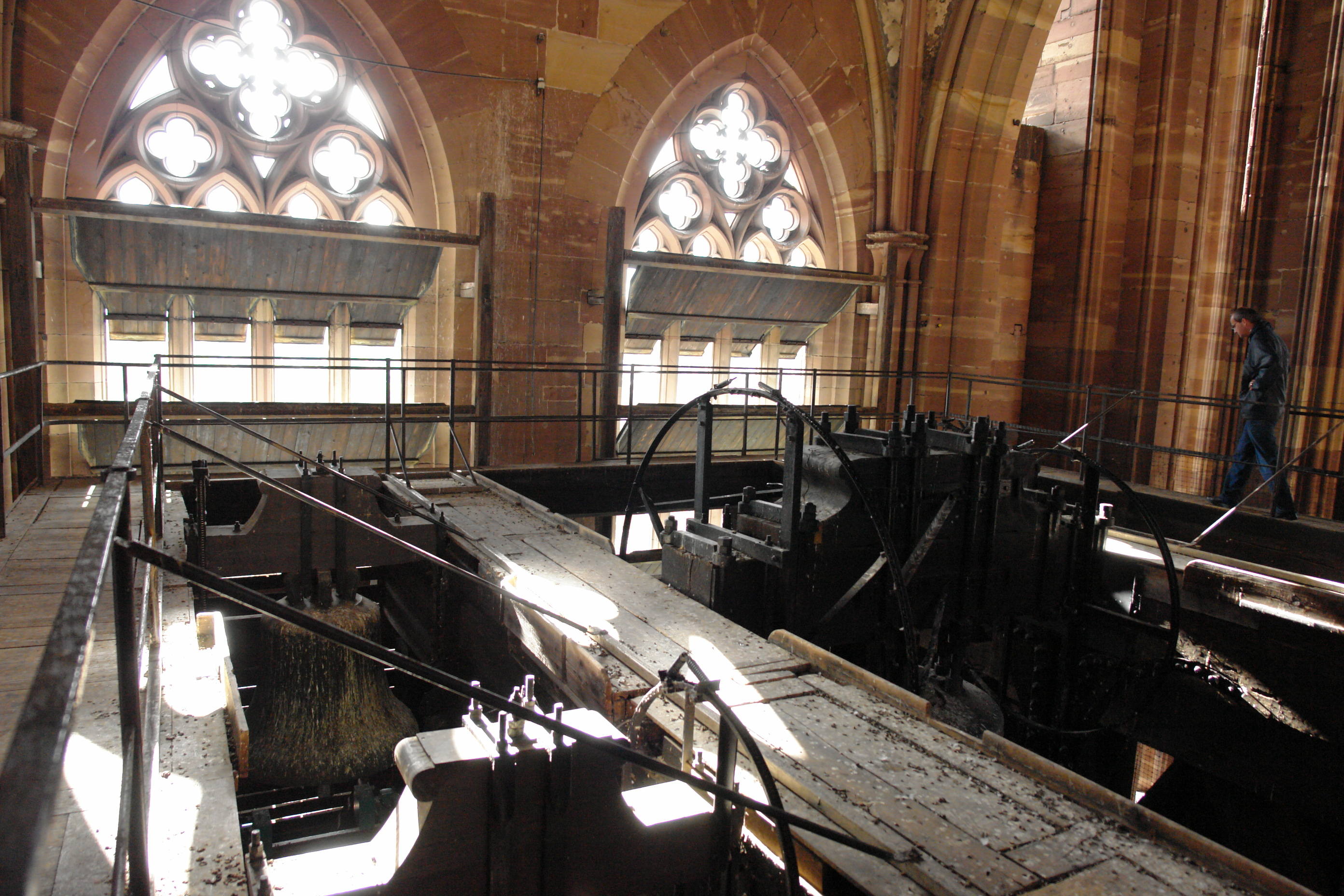
Blick in die Glockenstube

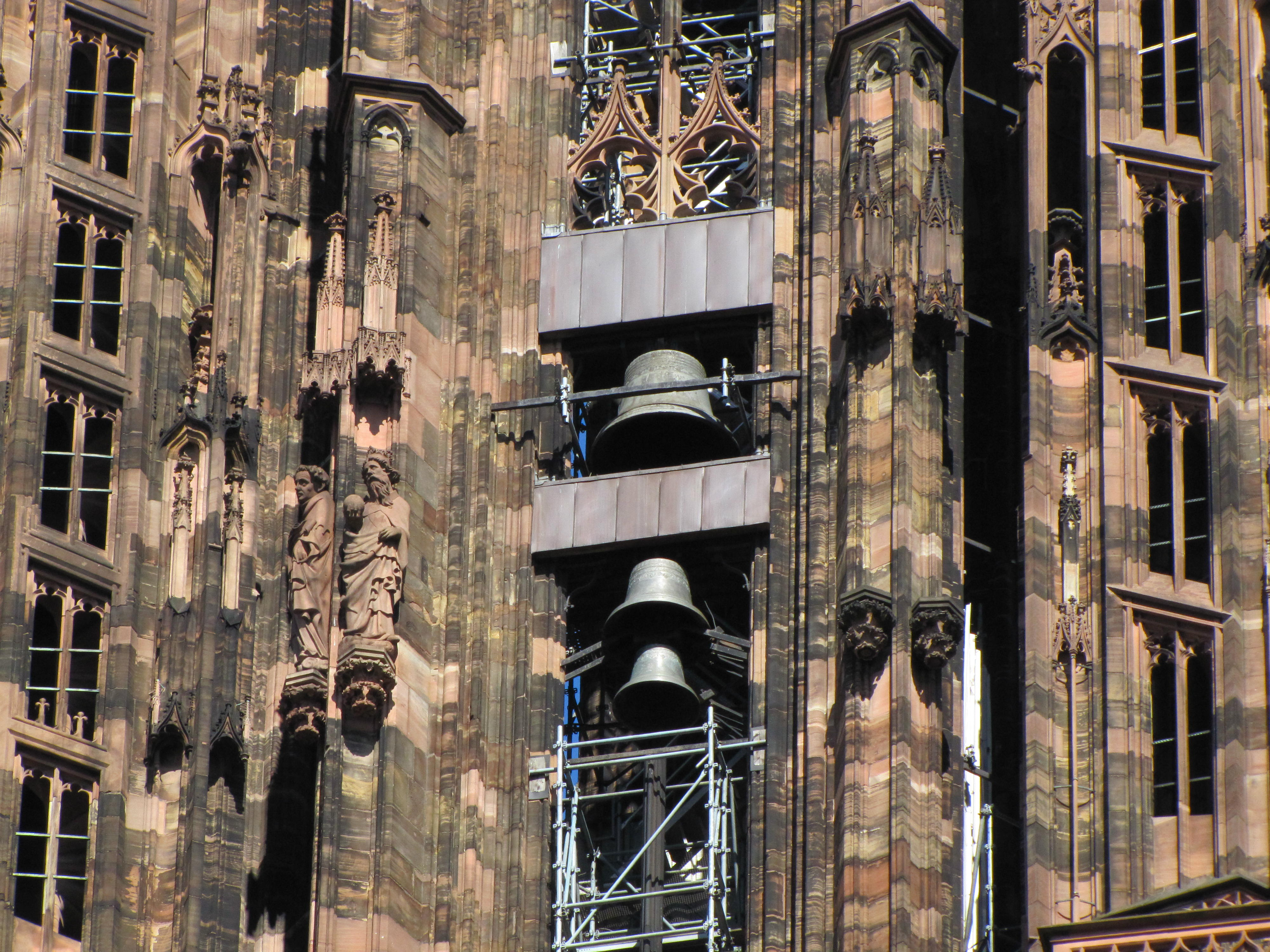
Blick auf die Uhrschlagglocken

### Glocken
Vor der Französischen Revolution hingen in der Kathedrale 13 Kirchenglocken. Die Stadt- und Uhrglocken hingen im Turm, die Kirchenglocken im Mittelbau der Fassade. Sechs Glocken konnten damals erhalten werden, darunter die große, 1427 gegossene Heiliggeist- oder Totenglocke (auch le bourdon oder le grand bourdon genannt). Sie ist ein Werk von Meister Hans Gremp und wiegt rund 8.500 Kilogramm.
Ihre Inschrift lautet:
„Anno D[omi]ni MCCCCXXVII mense julii fusa sum per magistrum Joannem de Argentina – nuncio festa, metum, nova quædam, flebile læthum.“
(„Im Jahre des Herrn 1427 im Monat Juli wurde ich durch Meister Johann aus Straßburg gegossen. Ich verkündige Festtage, Furcht, etliche Nachrichten, beweinenswerten Tod.“)
Geblieben ist zum einen die sogenannte Zehnerglock’ (auch cloche de dix-heures oder cloche du couvre-feu genannt), die 1786 durch den Glockengießer Matthieu Edel aus Straßburg gegossen wurde. Die Namen dieser Glocke leiten sich von ihren historischen Funktionen ab; entgegen anderslautenden Berichten diente die Glocke nicht dazu, das Schließen der Stadttore anzukündigen, bzw. die Juden dazu aufzufordern, die Stadt zu verlassen. Die Zehnerglock läutet allabendlich ab 22 Uhr; sie gehört nicht zum Hauptgeläut.
Erhalten sind zudem die vier starr aufgehängten Uhrschlag-Glocken, von denen die beiden kleineren im Wechsel die Viertelstunden und die beiden größeren zur vollen Stunde nacheinander jeweils die Stundenzahl anzeigen.
In den Jahren 1975 und 1977 wurden sieben Glocken in der Heidelberger Glockengießerei gegossen und ergänzen die Gremp’sche Glocke.
Das Straßburger Münstergeläute zählt seitdem zu den schönsten Geläuten in Europa. Ab 1978 sprachen viele Experten, darunter der damalige Kölner Glockensachverständige Jakob Schaeben, von einem „Klangwunder“. Das Geläut wurde konzipiert von den Glockensachverständigen Abbé Jean Ringue und Hans Rolli.
In den Jahren 1987, 1993 und 2004 wurden drei weitere Glocken hinzugefügt; die Friedensglocke von 2004 ist ein Geschenk der Stadt Karlsruhe. Die Apostelglocke von 1977 musste 2006 umgegossen werden. 2014 kamen dann vier weitere Glocken für den Vierungsturm hinzu.
Die Glocken sind auf drei Glockenstühle verteilt: Die Glocken 1 bis 10 hängen im Mittelbau, die Glocken 11 bis 16 im Vierungsturm und die Uhrschlag-Glocken im Nordturm.
Die sechzehn Läuteglocken bilden nun das umfangreichste Geläute in Frankreich und zusammen mit den vier Uhrglocken eines der schwersten Glockenensembles des Landes.
Die Tabelle führt im Folgenden alle Glocken auf, sortiert nach der Nummerierung der Läuteordnung.
| Glocke | Name                                                                                    | Gussjahr | Gießer, Gussort                                                           | Durchmesser | Masse     | Schlagton (HT-1⁄16) |
| ------ | --------------------------------------------------------------------------------------- | -------- | ------------------------------------------------------------------------- | ----------- | --------- | ------------------- |
| 01     | Heiliggeistglocke, Totenglocke (le grand bourdon)                                       | 1427     | Hans Gremp, Straßburg                                                     | 2220 mm     | ≈ 8500 kg | as°+6               |
| 02     | St.-Johannes-Glocke (le petit bourdon)                                                  | 1977     | Heidelberger Glockengießerei                                              | 1749 mm     | 3896 kg   | b°+4                |
| 03     | St.-Marien-Glocke                                                                       | 1975     | Heidelberger Glockengießerei                                              | 1456 mm     | 2307 kg   | des¹+6              |
| 04     | Hll. Apostelglocke (Hll. Simon Petrus, Paulus, Thomas und Markus)                       | 2006     | Glockengießerei André Voegelé, Straßburg und Bruder Michael, Maria Laach  | 1305 mm     | 1605 kg   | es¹+8               |
| 05     | Hll. Märtyrerglocke (Hll. Laurentius, Stephan, Modeste Andlauer und André Bauer)        | 1977     | Heidelberger Glockengießerei                                              | 1205 mm     | 1278 kg   | f¹+6                |
| 06     | Hll. Papst- und Bischofsglocke (Hll. Leo IX., Amandus, Arbogast, Martin und Bonifatius) | 1977     | Heidelberger Glockengießerei                                              | 1123 mm     | 1122 kg   | as¹+8               |
| 07     | Hll. Mönchsglocke (Hll. Benedikt, Columban, Pirmin und Bernhard)                        | 1977     | Heidelberger Glockengießerei                                              | 1006 mm     | 795 kg    | b¹+7                |
| 08     | Hll. Frauenglocke (Hll. Odilia, Attala, Elisabeth von Ungarn und Maria Magdalena)       | 1977     | Heidelberger Glockengießerei                                              | 898 mm      | 571 kg    | c²+6                |
| 09     | Zehnerglock’                                                                            | 1786     | Matthäus Ⅲ. Edel, Straßburg                                               | 1580 mm     | ≈ 2450 kg | ces¹+3              |
| 10     | Heiligkreuzglocke                                                                       | 1987     | Karlsruher Glocken- und Kunstgießerei                                     | 1137 mm     | 1052 kg   | ges¹+6              |
| 11     | Friedensglocke                                                                          | 2004     | Glockengießerei Bachert, Karlsruhe                                        | 727 mm      | 304 kg    | es²+9               |
| 12     | Hll. Engel- und Erzengelglocke                                                          | 1993     | Karlsruher Glocken- und Kunstgießerei                                     | 558 mm      | 153 kg    | as²+8               |
| 13     | Hll. Maternus-, Fridolinus-, Morandus- und Deodatusglocke                               | 2014     | Glockengießerei André Voegelé, Straßburg, und Bruder Michael, Maria Laach | 504 mm      | 104 kg    | b²                  |
| 14     | Hll. Eugenia-, Aurelia-, Brigitta- und Walburgaglocke                                   | 2014     | Glockengießerei André Voegelé, Straßburg, und Bruder Michael, Maria Laach | 464 mm      | 84 kg     | c³                  |
| 15     | Hll. Florentius-, Ludanus-, Amarinus- und Landelinusglocke                              | 2014     | Glockengießerei André Voegelé, Straßburg, und Bruder Michael, Maria Laach | 437 mm      | 73 kg     | des³                |
| 16     | Hll. Adelheidis-, Richardis-, Irmgardis- und Kunigundisglocke                           | 2014     | Glockengießerei André Voegelé, Straßburg, und Bruder Michael, Maria Laach | 397 mm      | 55 kg     | es³                 |
| I      | Stunden-Nachschlag-Glocke                                                               | 1595     | Johann Jakob Miller, Straßburg                                            |             | 5285 kg   | h°                  |
| II     | Stundenglocke                                                                           | 1691     | Jean Rosier und César Bonbon                                              |             | 2100 kg   | c¹                  |
| III    | Große Viertelstundenglocke                                                              | 1787     | Matthäus III. Edel, Straßburg                                             |             | 778 kg    | ges¹                |
| IV     | Kleine Viertelstundenglocke                                                             | 1787     | Matthäus III. Edel, Straßburg                                             |             | 423 kg    | b¹                  |

## Historische Ereignisse
Protestantischer Bildersturm
Der Stadt Straßburg war es im späten Mittelalter gelungen, sich von der Herrschaft des Bischofs zu befreien und zur Freien Reichsstadt aufzusteigen. Das ausgehende 15. Jahrhundert wurde von den Predigten Johann Geilers von Kaysersberg sowie von der aufkommenden Reformation geprägt. 1524 wurde das Münster vom Stadtrat dem protestantischen Glauben zugewiesen, dabei erlitt das Gebäude einige bilderstürmerische Schäden. 1539 wurde im Münster der erste urkundlich belegte Weihnachtsbaum der Welt aufgestellt.
Französische Reunionspolitik
Nach der Besetzung der Stadt im Rahmen der Reunionspolitik Ludwigs XIV. am 30. September 1681 wurde das Münster wieder an die Katholiken zurückgegeben, das Kircheninnere gemäß der katholischen Liturgie umgestaltet und der 1252 entstandene Lettner 1682 herausgebrochen, um die Choranlage in Richtung Langhaus zu erweitern. In Anwesenheit von Fürstbischof Franz Egon von Fürstenberg und Ludwig XIV. wurde eine Messe im Münster abgehalten.
Französische Revolution
Im Rahmen der Französischen Revolution wurden zahlreiche Portal- und Fassadenstatuen des Münsters beschädigt oder zerstört und sind seitdem durch Kopien ersetzt. Von Enragés aus dem Umkreis von Eulogius Schneider kam Ende April 1794 der Vorschlag, den Nordturm als Symbol für klerikale Arroganz und Verletzung des Prinzips der Gleichheit (Égalité) abzureißen. Dem widersetzten sich Straßburger Bürger, indem sie Mitte Mai den Nordturm mit einer riesigen Phrygischen Mütze aus bemaltem Blech bekrönten. Diese wurde später im städtischen Museum aufbewahrt und im September 1870 bei der Belagerung von Straßburg durch preußisches Artilleriefeuer vernichtet.
Zweiter Weltkrieg
Im Laufe des Zweiten Weltkriegs erhielt das Münster Symbolcharakter für beide Parteien. Adolf Hitler, der es am 28. Juni 1940 besichtigte, wollte aus dem Sakralbau ein „Nationalheiligtum des deutschen Volkes“ machen. Am 2. März 1941 schworen sich Generalmajor Leclerc und die Soldaten seiner Division in Kufra (in Libyen), die „Waffen erst dann niederzulegen, wenn unsere schönen Farben wieder auf der Straßburger Kathedrale wehen“ („Le serment de Koufra“, Der Schwur von Koufra). Diesen Schwur erfüllten sie am 23. November 1944. Am 11. August 1944 erlitt das Gebäude Schäden, als es von britischen und US-amerikanischen Fliegerbomben getroffen wurde, endgültig behoben wurden diese erst 1990. 1956 stiftete der Europarat das berühmte Chorfenster von Max Ingrand, die „Straßburger Madonna“.
Bildung des Erzbistums Straßburg
Im Rahmen eines feierlichen Besuchs erhob Papst Johannes Paul II. im Oktober 1988 das Bistum Straßburg zum Erzbistum.
Islamistischer Attentatsplan
Im Jahr 2000 wurde in Frankfurt am Main eine Gruppe von algerischen Islamisten verhaftet, die geplant hatte, auf den Weihnachtsmarkt vor dem Münster einen Anschlag zu verüben.
Musikalische Würdigung
Der US-amerikanische Komponist Spencer Topel schrieb 2014 ein fast halbstündiges Werk für Kammerorchester, Details on the Strasbourg Rosace, das seitdem mehrmals aufgeführt wurde.

## Persönlichkeiten, die am Münster wirkten
- Johann Geiler von Kaysersberg – Prediger (katholisch)
- Johann Jakob Scheffmacher – Prediger (katholisch)
- Matthäus Zell – Prediger (lutherisch)
- Kaspar Hedio – Prediger (lutherisch)
- Johann Conrad Dannhauer – Pfarrer (lutherisch)
- Philipp Jacob Spener – Prediger (lutherisch)
- Truchsess Gebhard von Waldburg früherer Erzbischof von Köln, evangelischer Domdechant
- Franz Xaver Richter – Kapellmeister (katholisch)
- Ignaz Josef Pleyel – Kapellmeister (katholisch)

## Berühmte Besucher
U. a. Victor Hugo und Johann Wolfgang von Goethe, der durch den Besuch des Münsters zu seiner Schrift „Von deutscher Baukunst“ (1772) angeregt wurde, drückten ihre Bewunderung für den aufwärtsstrebenden Elan seiner Architektur aus.

## Turmbesteigung

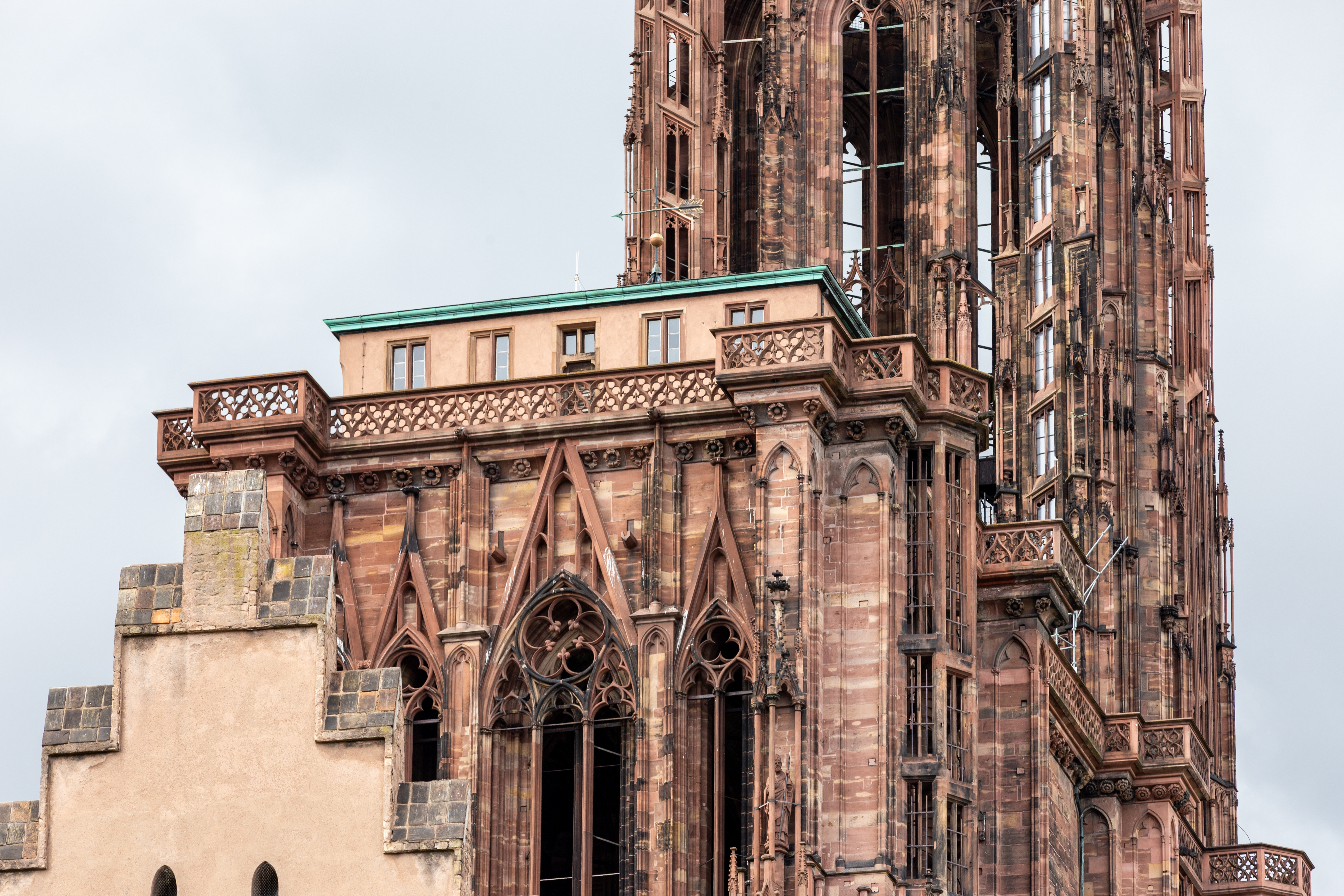
Aussichtsplattform und Wächterhaus (Brandwache) auf dem Südturm

Westlicher Panoramablick von der Turmplattform aus

Die Turmplattform in Höhe von 66 m ist über einen Wendelstein im südlichen Turmfundament begehbar; der Abgang erfolgt im Nordturmfundament. Auch Voltaire und der junge Goethe hatten diesen Aufstieg unternommen und ihren Namen in der rechten Ecke über dem Eingang zur Turmuhr bzw. am südöstlichen Ecktürmchen des Nordturms eingeritzt. Der Blick reicht bei guter Sicht im Osten bis zum Schwarzwald und den Bergen bei Baden-Baden bis zum Blauen, im Westen und Norden bis zu den Vogesen und dem Odilienberg sowie im Süden zu dem aus der Ebene aufragenden Kaiserstuhl und, in der Ferne, dem Jura.
In früherer Zeit, zumindest bis 1942, konnte über einen der vier Ecktürmchen der Nordturm sogar bis unterhalb der Turmspitze bestiegen werden. Man gelangte zunächst bis zum Umgang zwischen den Ecktürmchen (106 m), der auch noch viele Jahre nach dem Zweiten Weltkrieg zugänglich blieb, und danach bis zur Laterne unterhalb der Turmspitze.

„Den 20. Juli [1824]. Nun stiegen wir auf den Turm bis zur Plattform, wo eine unvergleichliche Übersicht des Elsasses, des Schwarzwaldes und der Vogesen ist und wo man den fertigen Turm so recht in der Nähe betrachten kann, ein Wunderwerk von kühner und schöner Ausführung. Kerll fand alles so über seine Erwartung und fiel, ohne daß wir anderen daran dachten, über Hirts Ausspruch, daß dies alles Barbarei sei, so entsetzlich her, daß es eine Lust war. Durch die über 100 Fuß hohen Spiraltreppen in den ganz durchbrochenen Türmen gingen wir bis zur oberen Spitze in die Höhe, Kerll überwand glücklicherweise eine Anwandlung von Schwindel und führte alles so gut wie wir aus, der Dicke Brandt stieg sogar noch höher in die kleinen Oktogone, welche die Spitze bilden, aber die Treppen wurden zu schmal und ließen seinen Körper nicht mehr durch. Vor allem erstaunte ich wieder vor der Konstruktion der Spitze, deren schräg anstrebende Steinmassen fast gar kein Widerlager zu haben scheinen. Der Anblick im Innern dieser in einer Spitze sich vereinenden Steinmassen ist höchst überraschend. Da wo diese Spitze anfängt ist der Turm noch einmal zugewölbt. Auf den Graten dieses künstlichen Gewölbes ruhn horizontal große Steinplatten, auf diesen geht man oben unter der Spitze und übersieht den oberen Bau sehr schön. Auch das schönste frei stehende Säulchen und Ornament gibt durch die Gediegenheit des Steins den Chartakter des völligen Vertrauens auf seine Festigkeit. Wieviel anders ist dies am Kölner Dom, wo überall Gefahr droht und man sich niergends sicher fühlt. Als wir wieder bis zur Plattform hinabgestiegen waren, die schon an 300 Fuß hoch über der Stadt liegt, stärkten wir uns mit Bier, welches hier oben ausgeschenkt wird. Dieser prächtige erhabene Steinplatz ist überhaupt nicht bloß den kirchlichen Zwecken gewidmet, er ist allgemeiner Vergnügungsort. Überall in den herausgebauten schönen Balkons sind steinerne Tische und steinerne Banken zu fröhlichen Gelagen mit eingebaut. Man gibt Abendfeste mit Tanz und anderen Lustbarkeiten hier oben, und freut man sich dabei des alten Erwin von Steinbach, so wird das Werk ein wahres Monument.“

## Illumination der Westfassade

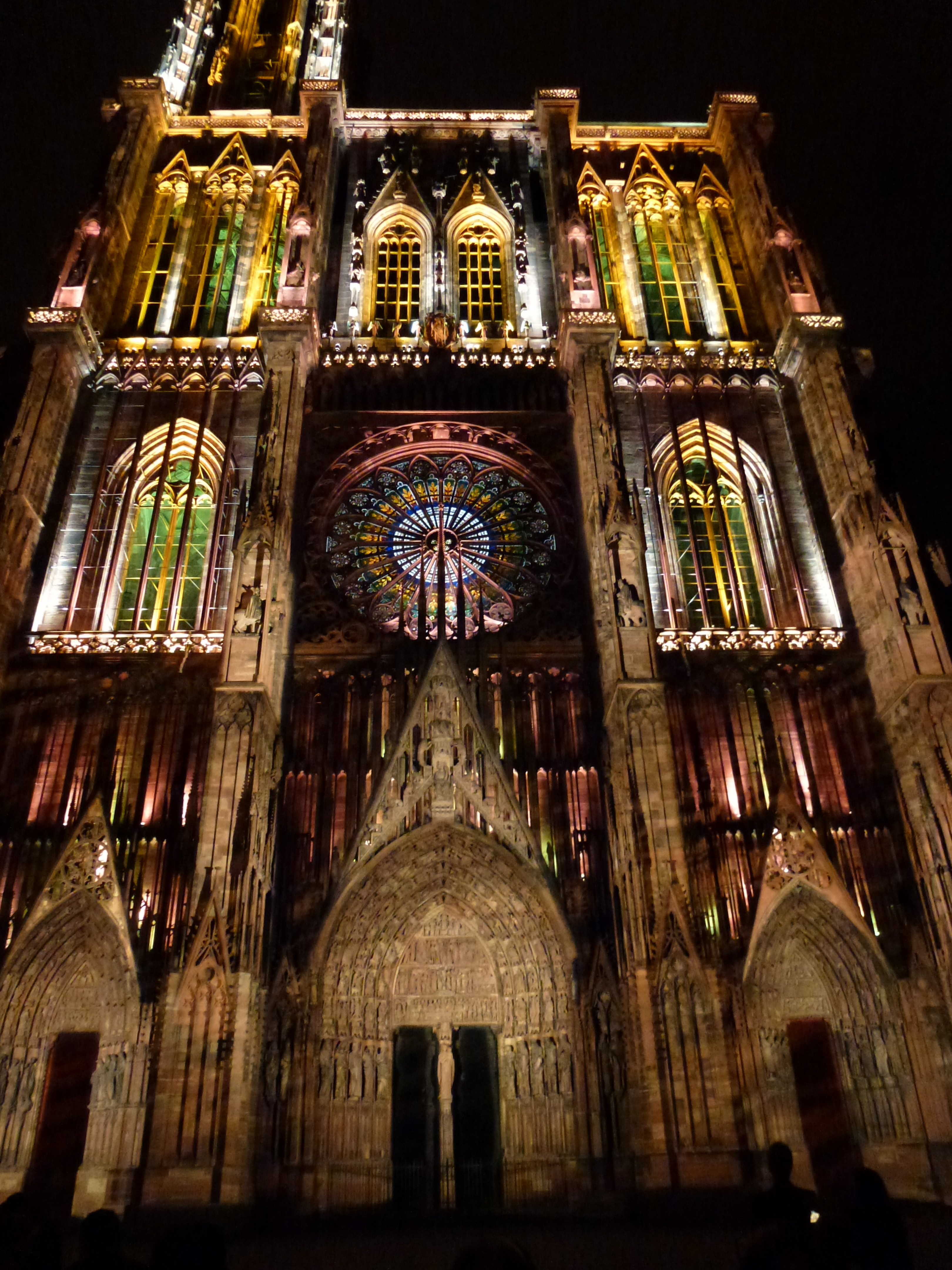
Westfassade beim Spectacle son et lumlère

Im Rahmen des Spectacle Son et Lumière (deutsch: „Klang- und Lichtvorführung“) wird in den Monaten Juli und August bei abendlicher Dunkelheit die Fassade mit den unterschiedlichsten Farben, mit Strahlern unterschiedlichster Lichtstärke aus sich ändernden Winkeln, punktförmig oder wellenartig, flächig ausgeleuchtet. Dadurch treten Strukturen aus dem Gesamtwerk hervor, die sonst kaum wahrzunehmen sind. Säulen, Gerippe, Rund- oder Spitzbögen werden einzeln sichtbar und sind in ihrer Verbindung untereinander zu erkennen.

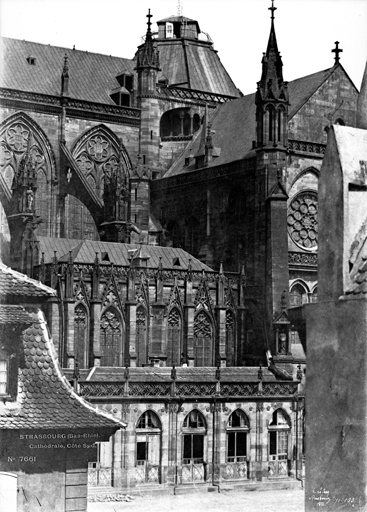
Vierungsturm 1851
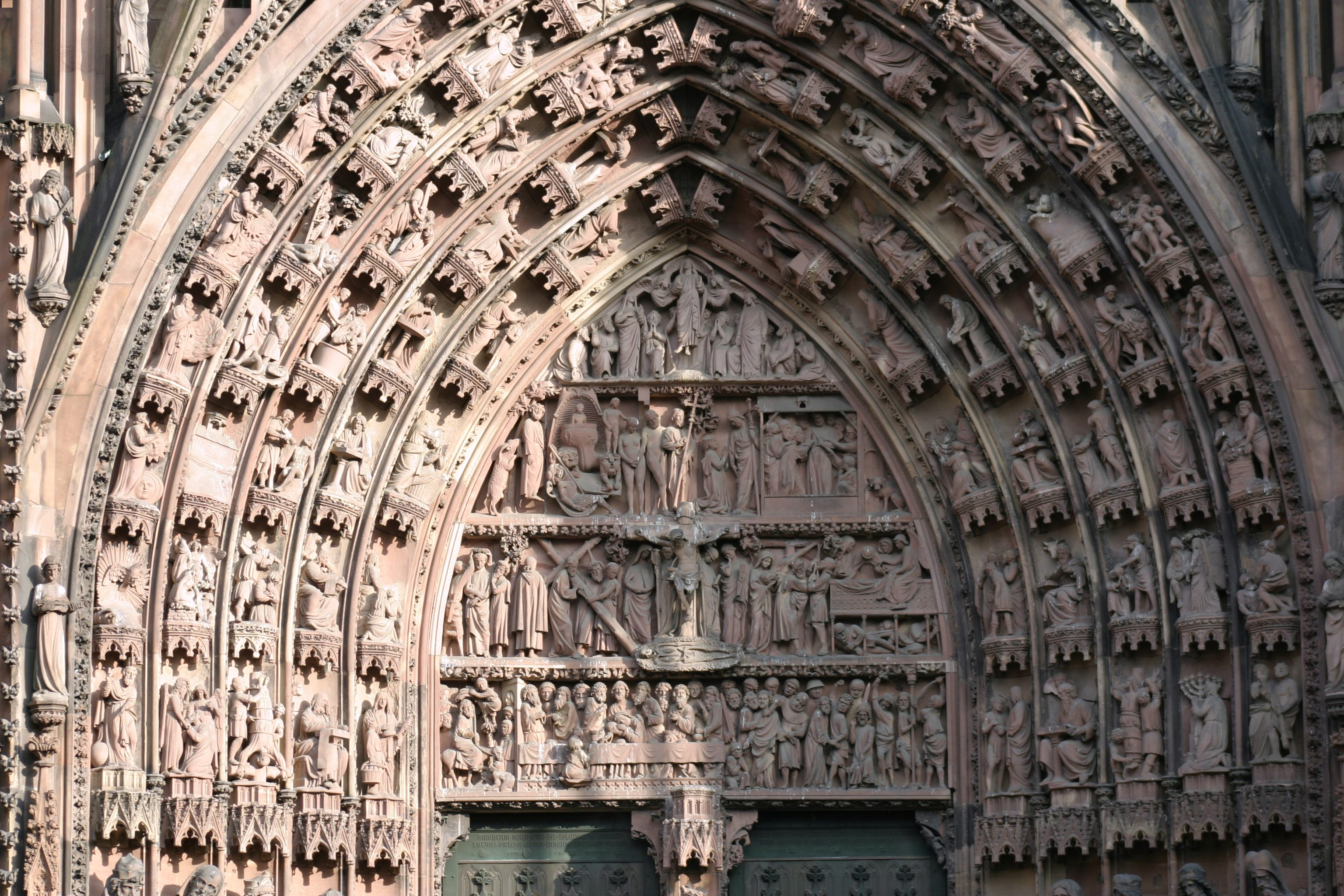
Tympanon des Hauptportals der Westfassade
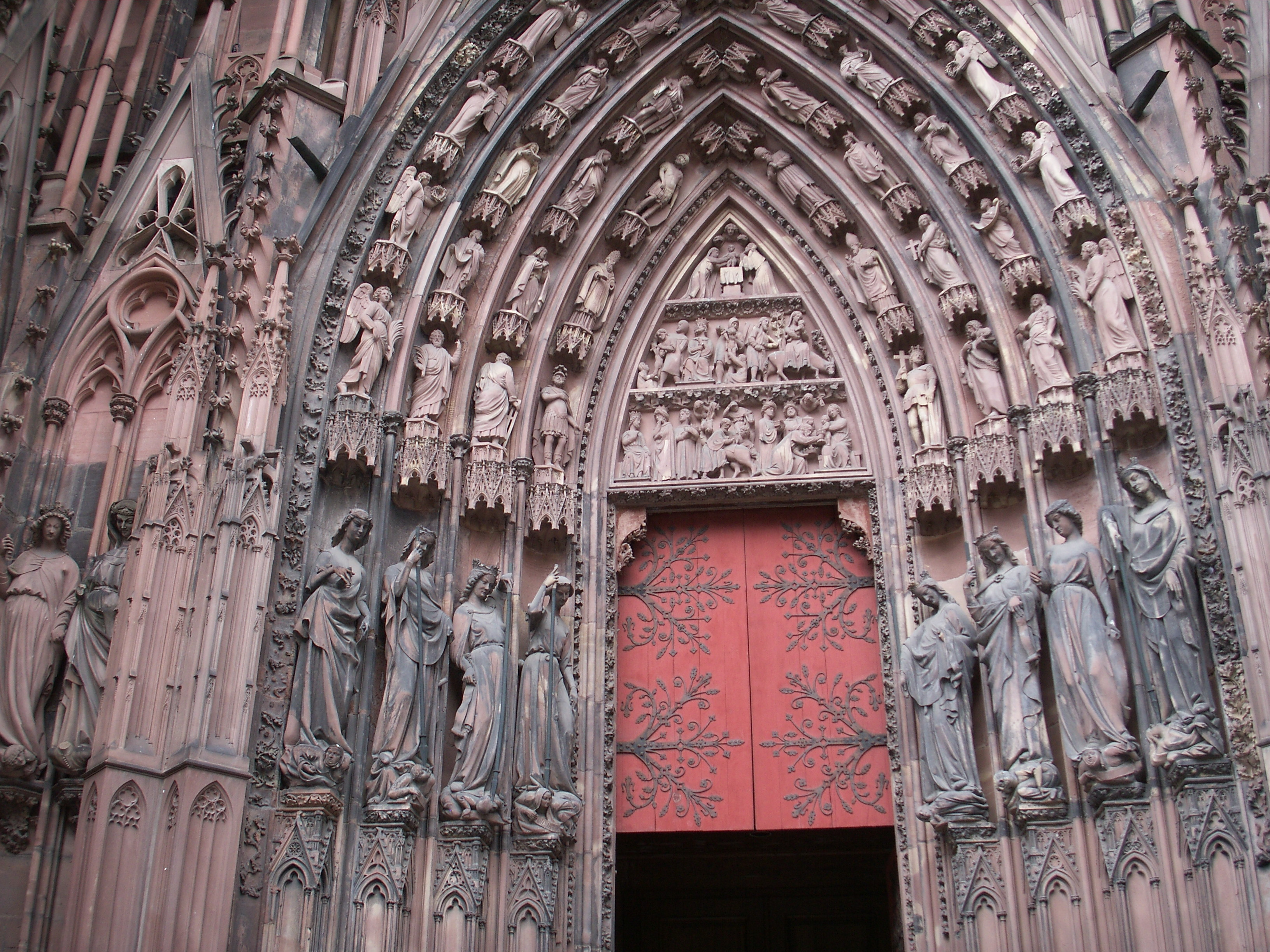
Nördliches Portal der Westfassade
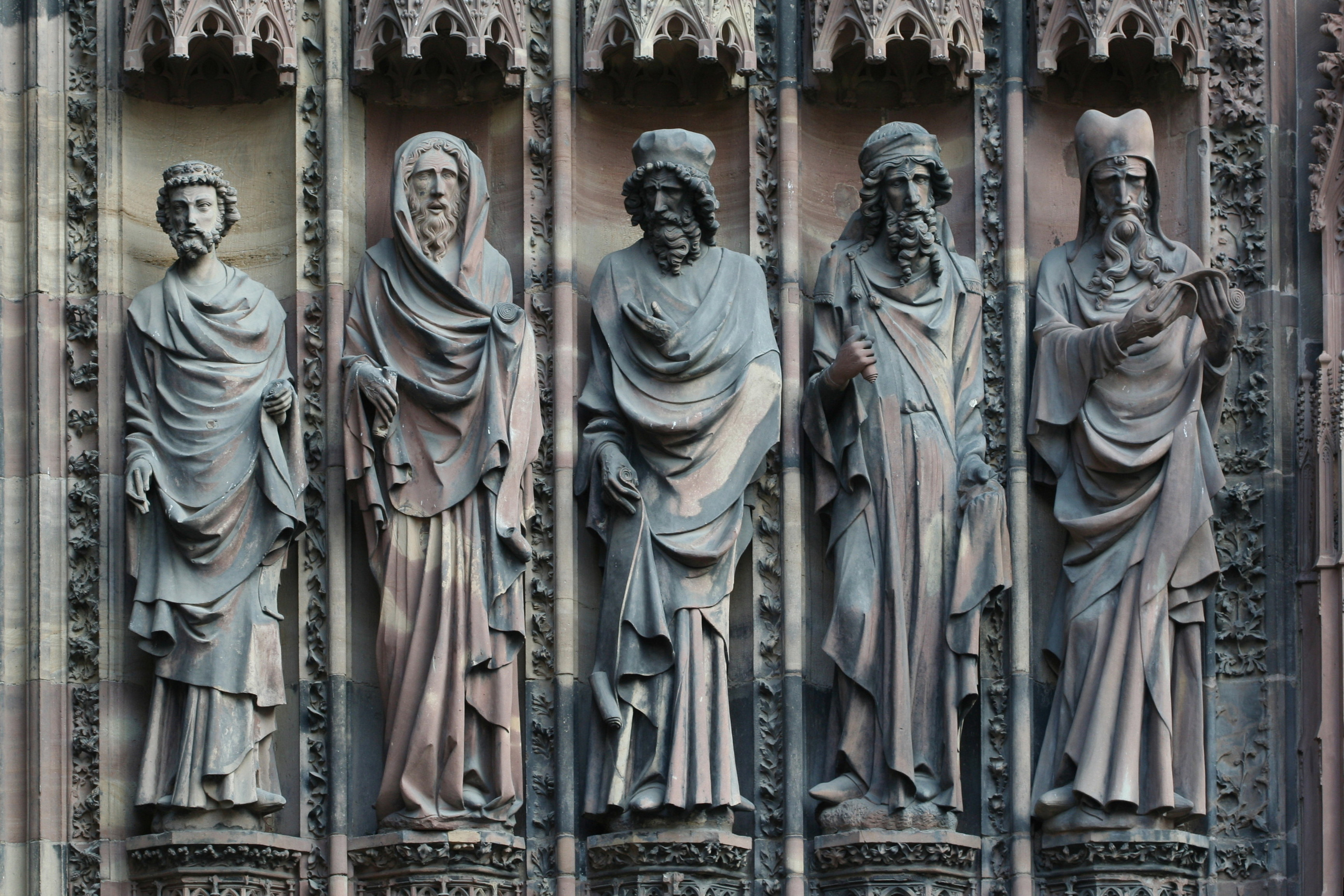
Hochgotische Gewändefiguren am Hauptportal der Westfassade
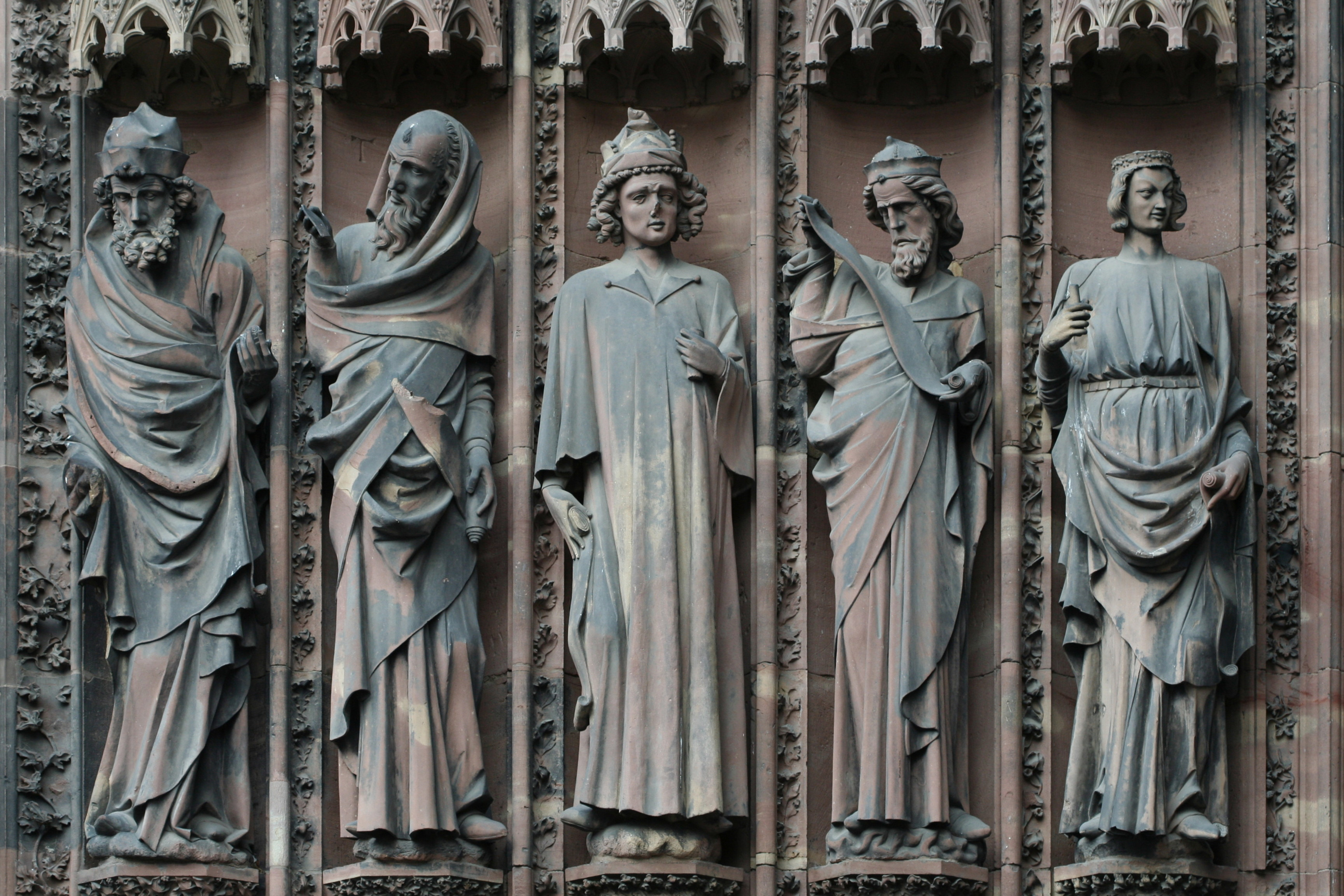
Hochgotische Gewändefiguren am Hauptportal der Westfassade
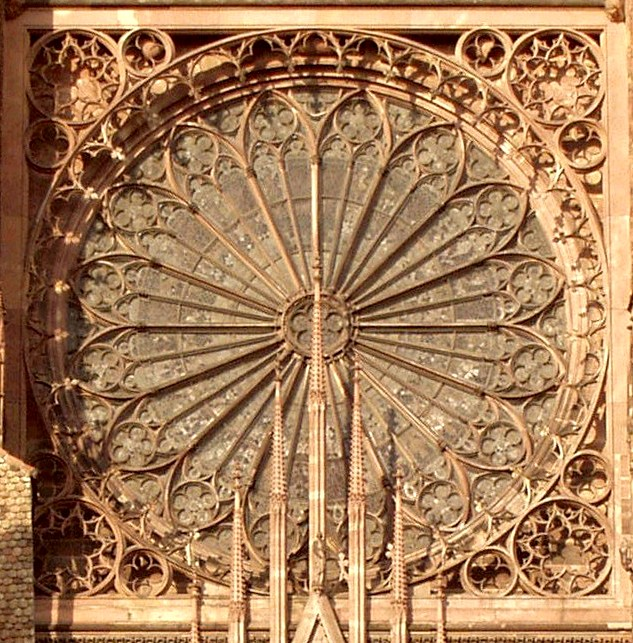
Außenansicht der Fensterrose
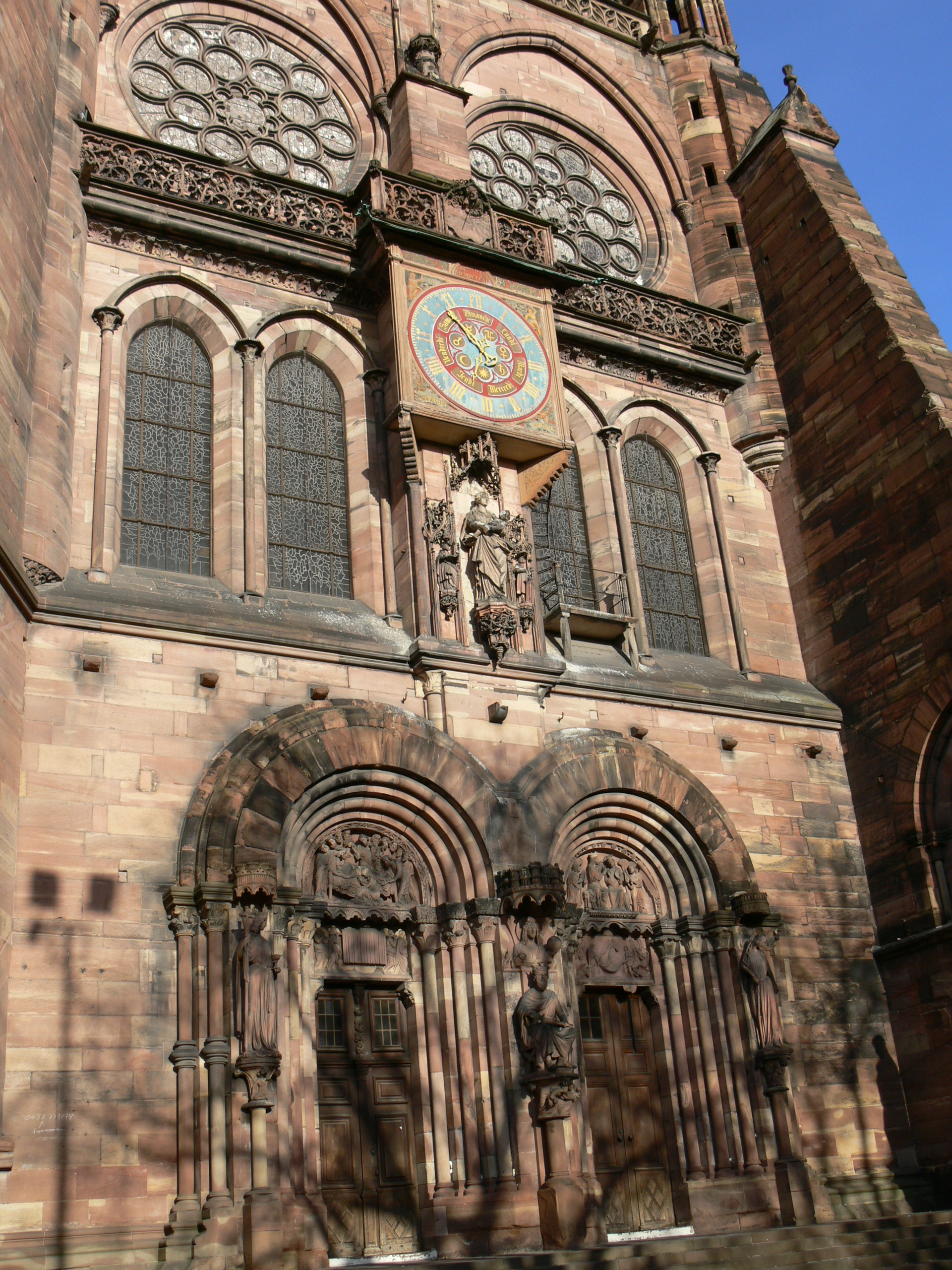
Eingang des südlichen Querhauses
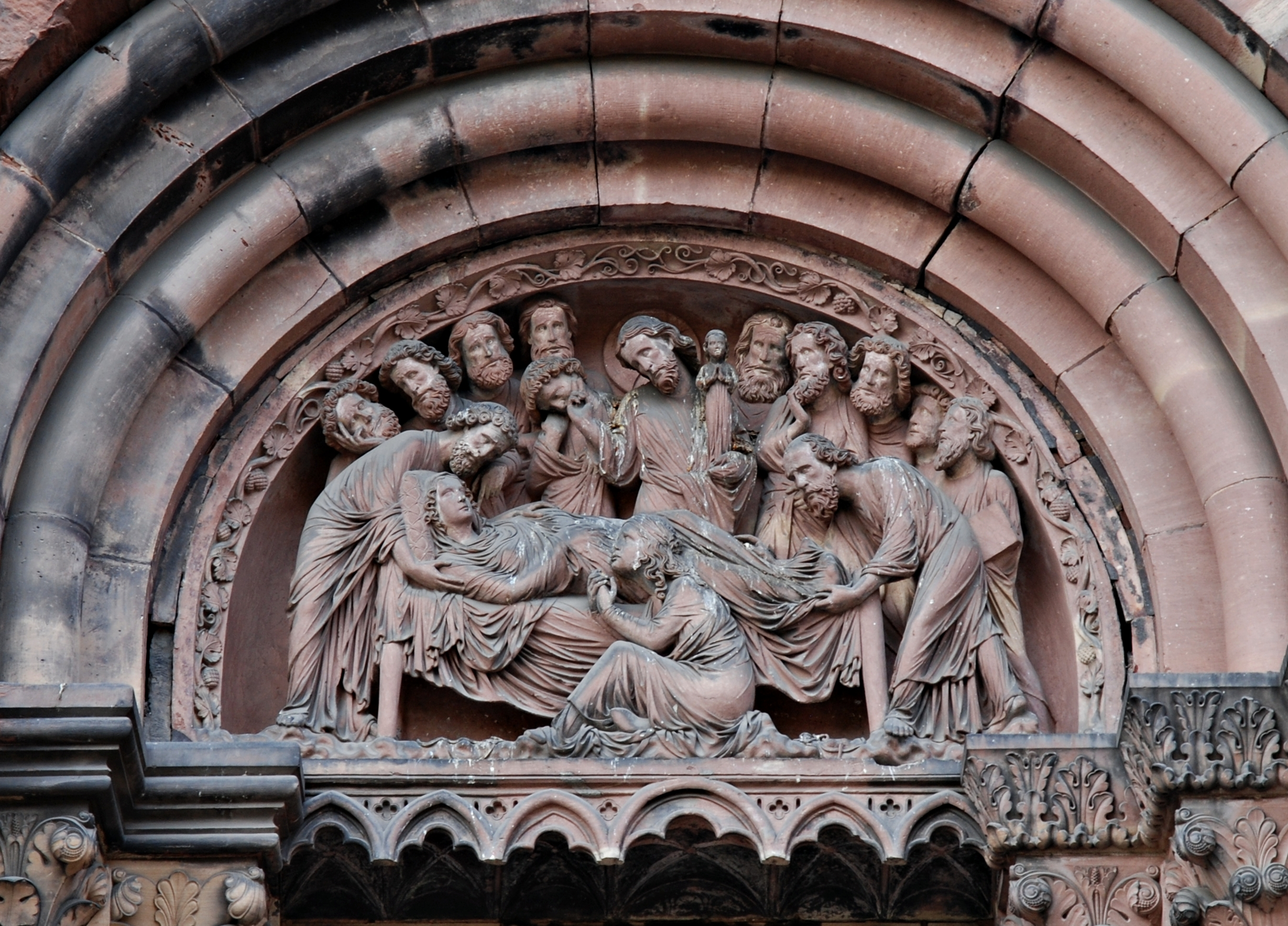
Marientod, rechtes Tympanon des südlichen Querhauses
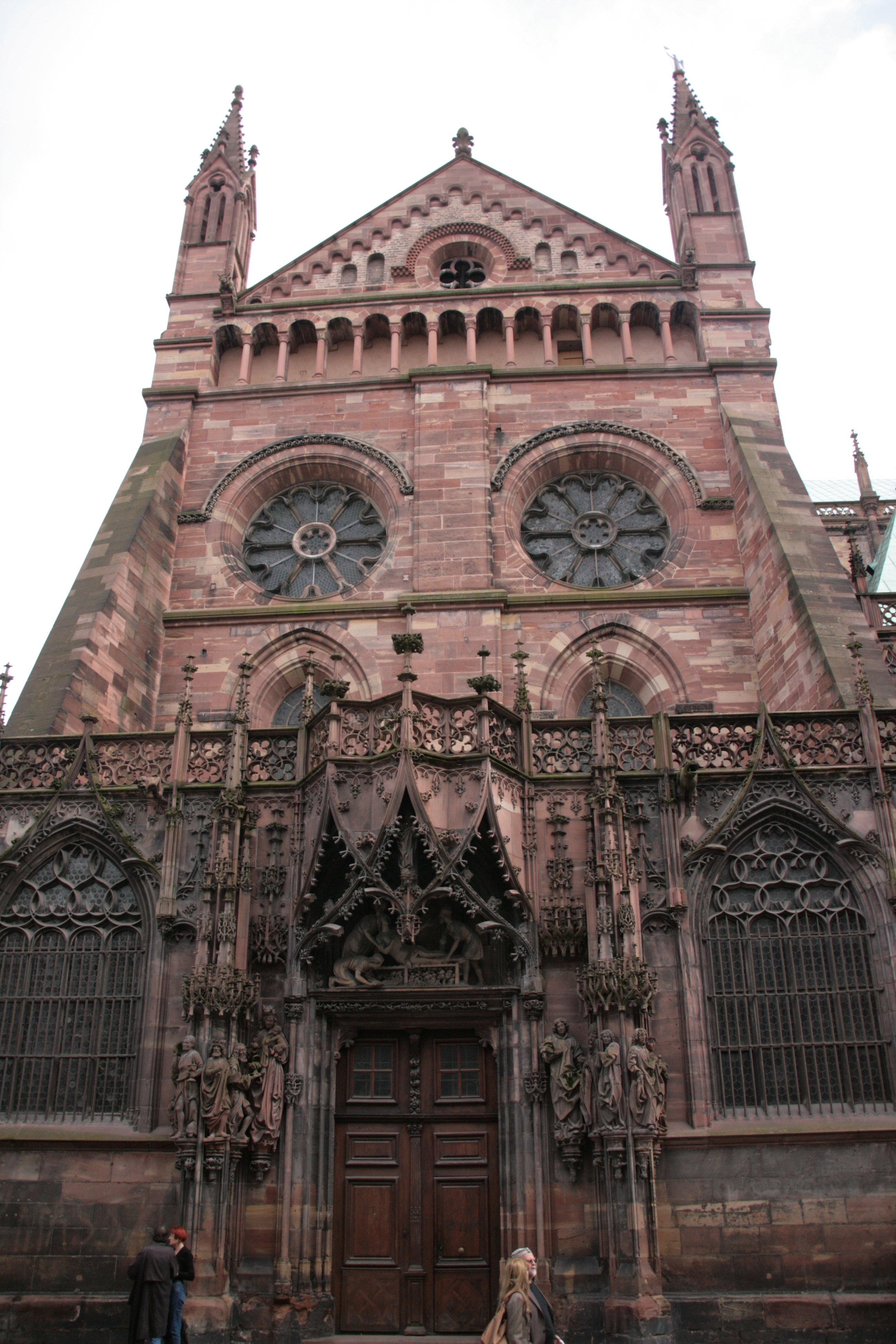
Romanik, Gotik, Spätgotik: Nördliches Querhaus mit Laurentiusportal
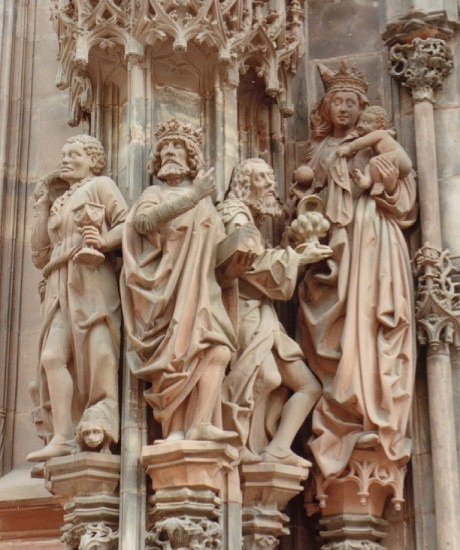
Anbetung der Könige am Laurentiusportal
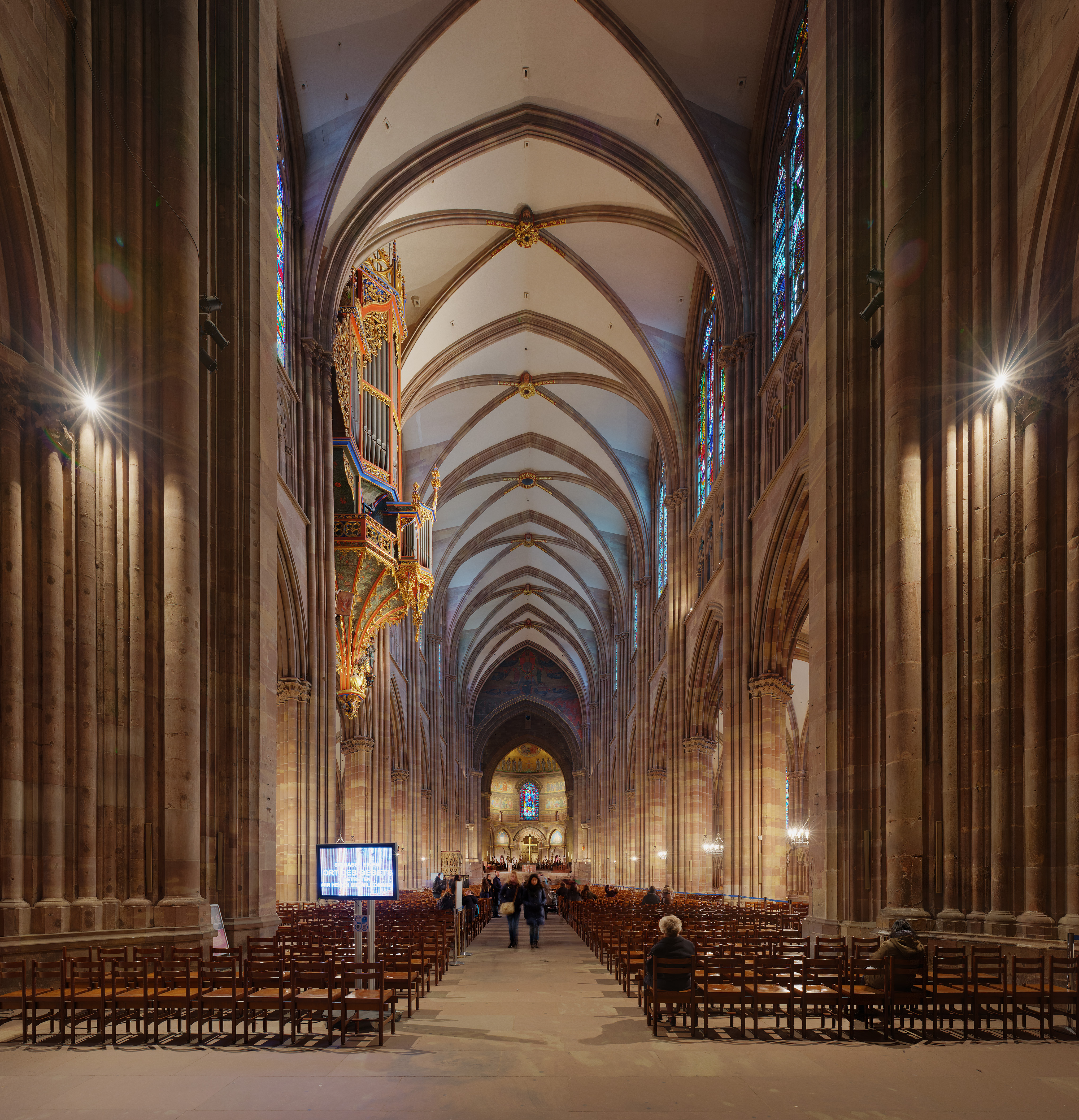
Mittelschiff mit Blick zur Chorapsis
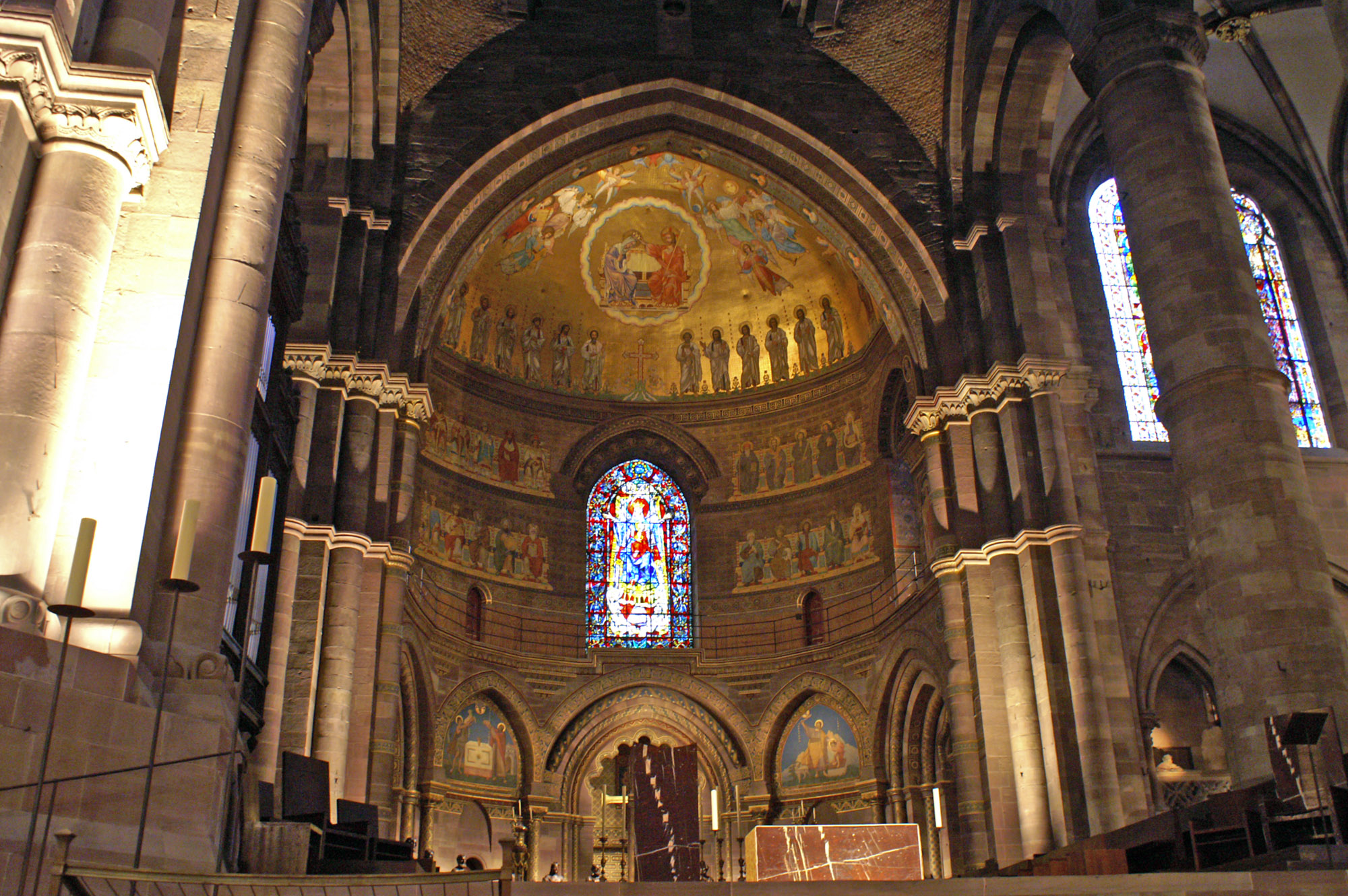
Romanische Chorapsis mit neubyzantinischem Fresko
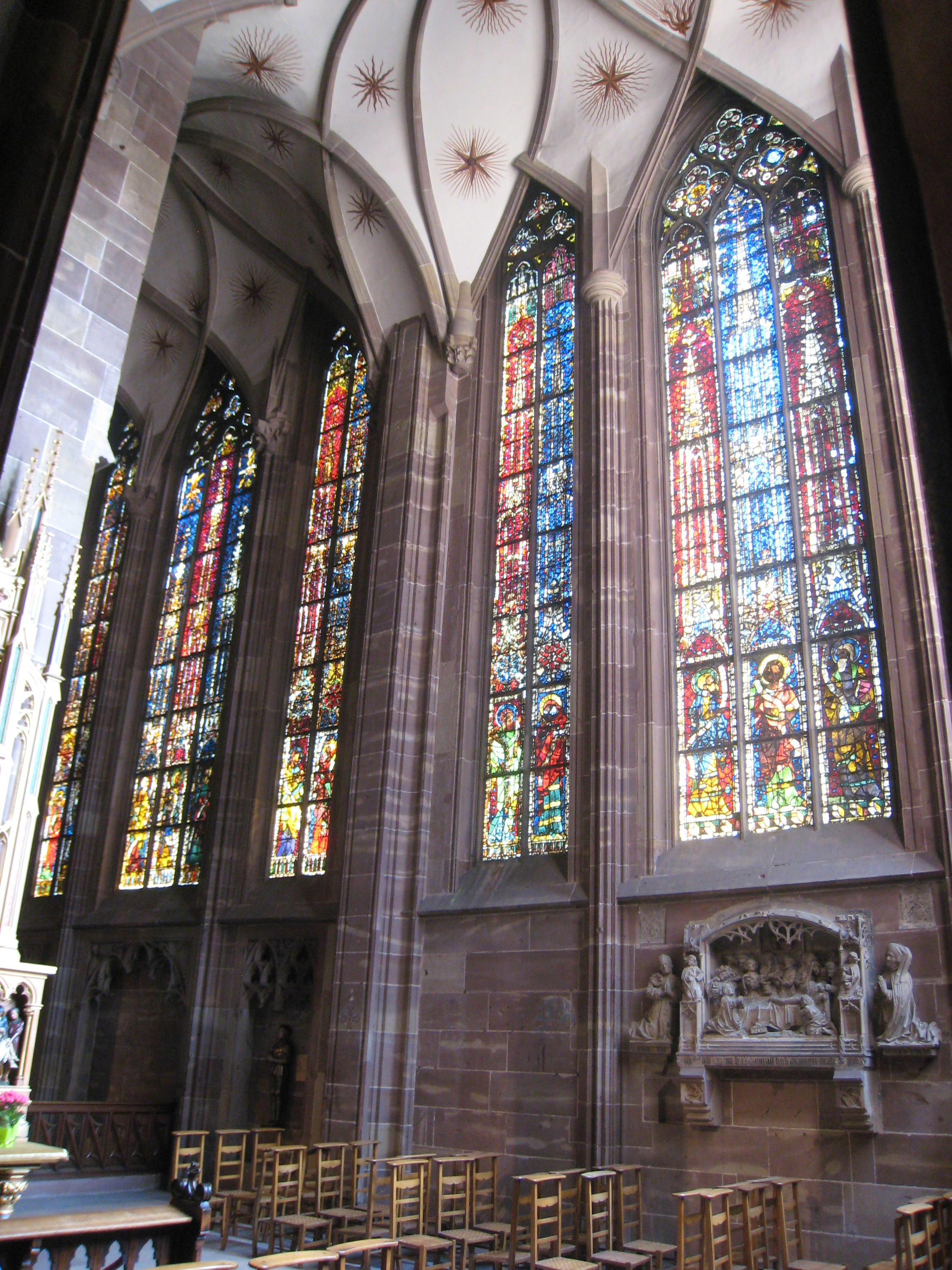
Glasfenster und Marientod in der Katharinenkapelle
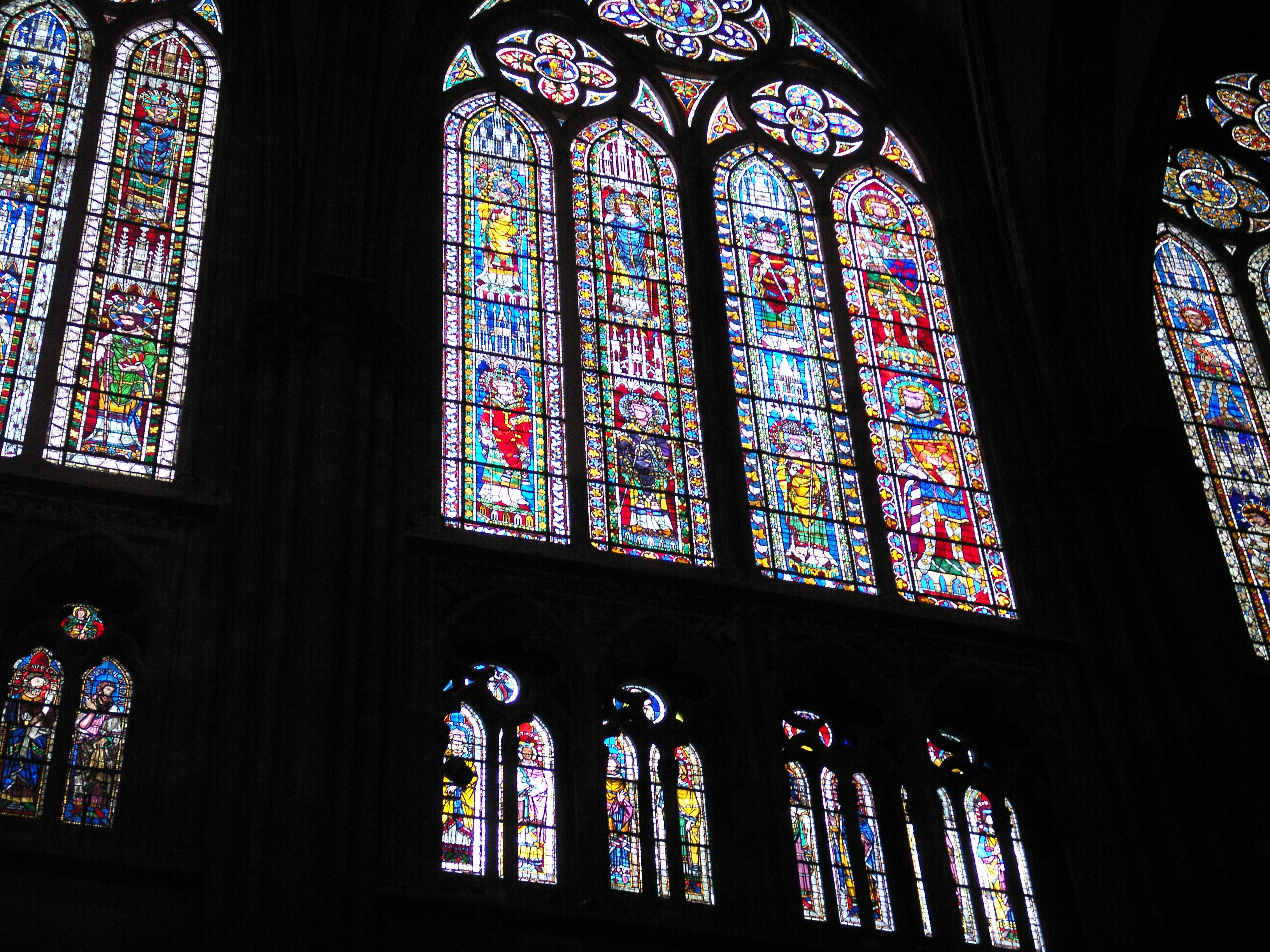
Glasfenster im nördlichen Langhaus
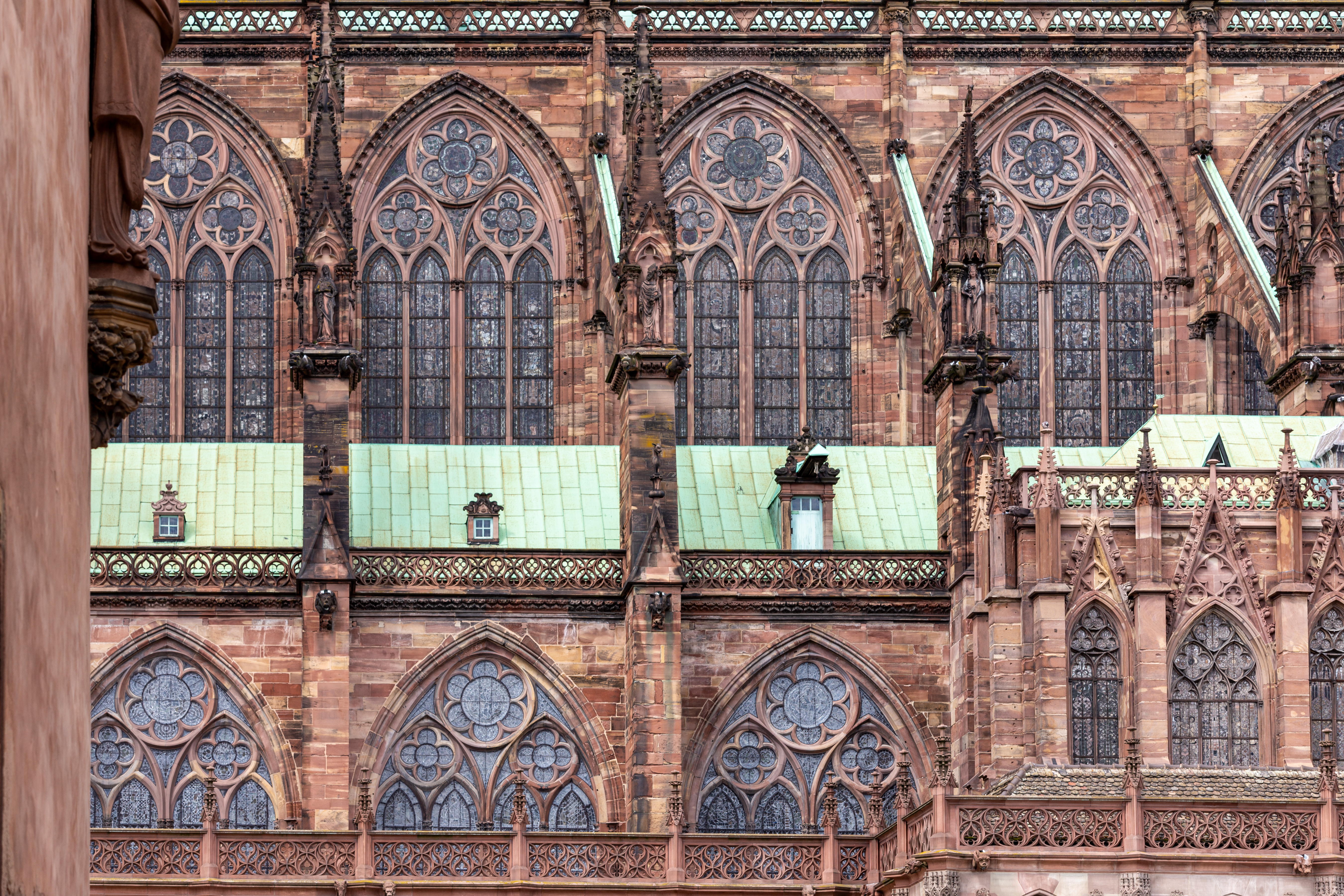
Glasfenster des südlichen Langhauses
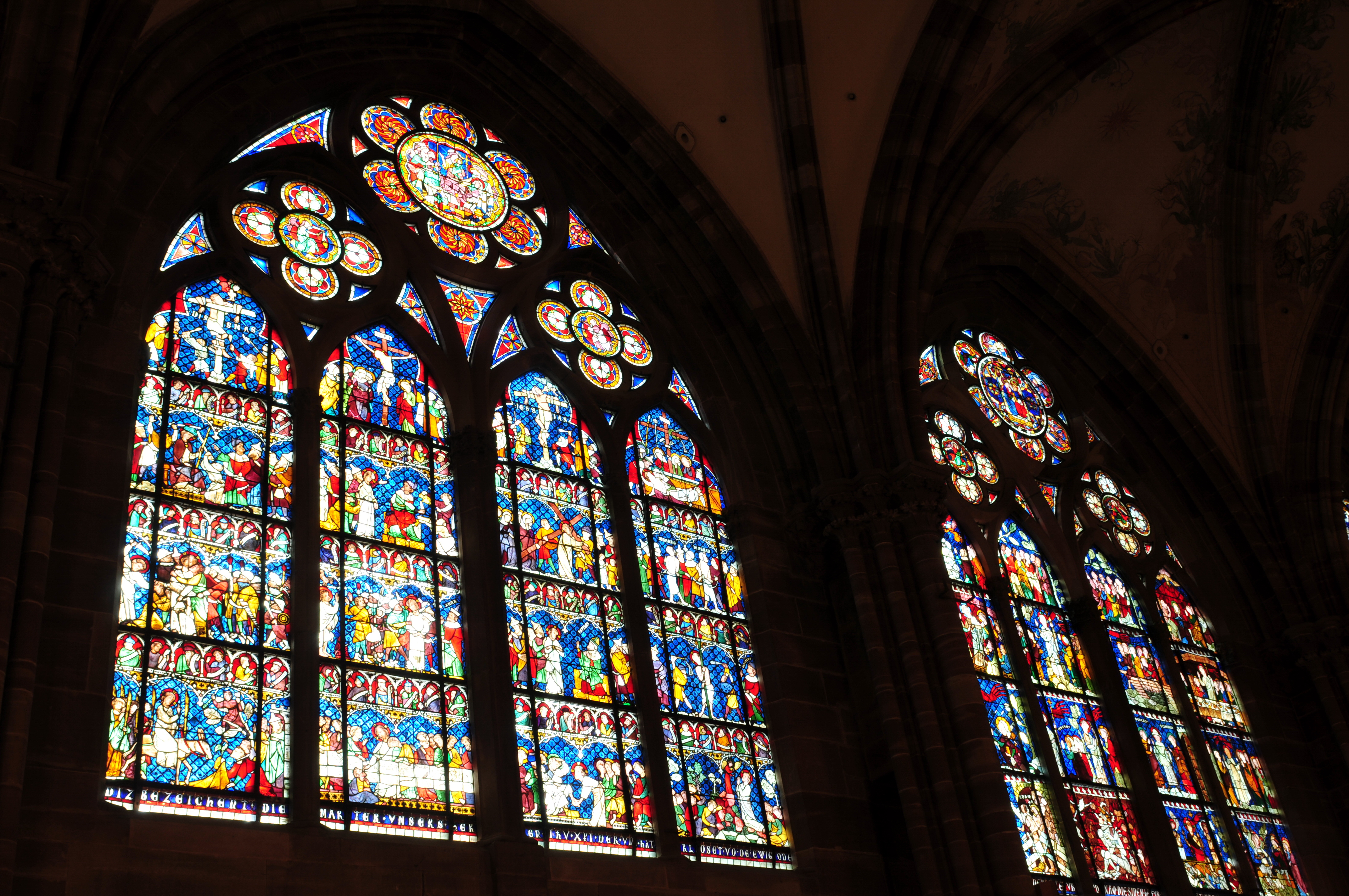
Glasfenster im südlichen Langhaus
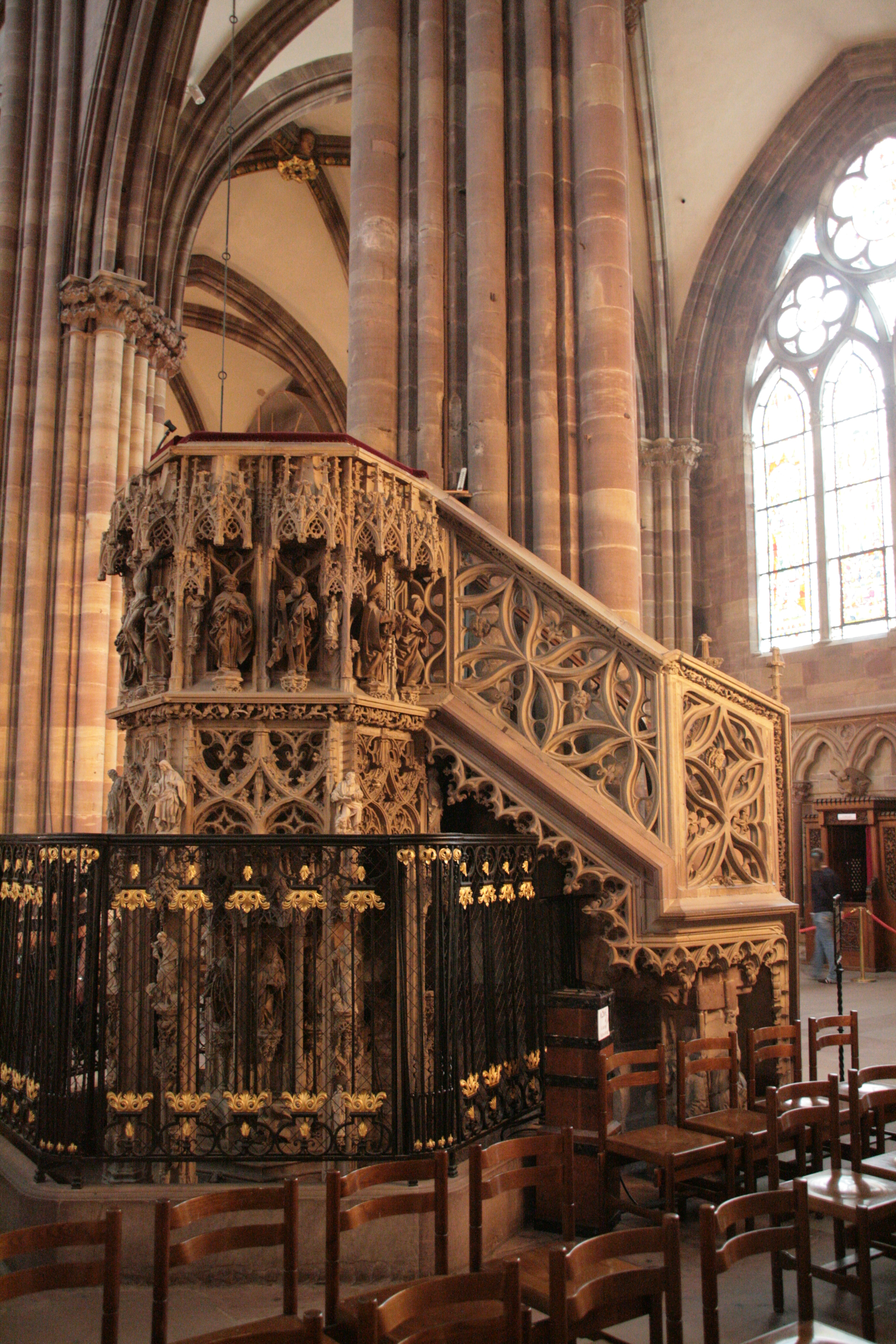
Kanzel
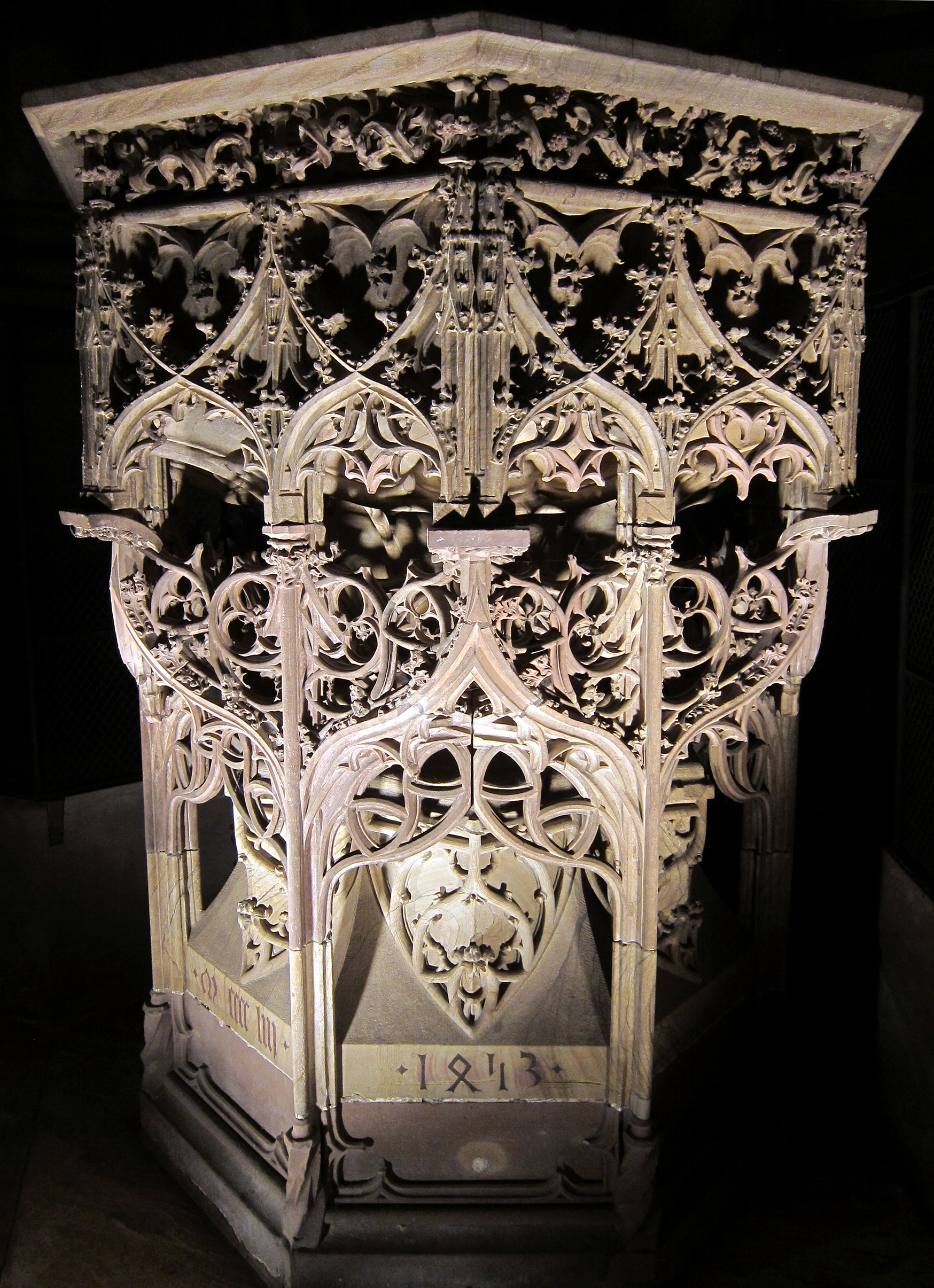
Taufstein

### Allgemein
- Georg Heinrich Behr: Strasburger Münster- und Thurn-Büchlein oder Kurtzer Begriff Der merkwürdigsten Sachen, so im Münster und dasigem Thurn zu finden : Mit neuen beygefügten Kupfern. Strasburg 1747 Digitalisat.
- Sabine Bengel: Das Straßburger Münster. Seine Ostteile und die Südquerhauswerkstatt (= Studien zur internationalen Architektur- und Kunstgeschichte. Band 84). Imhof Verlag, Petersberg 2011.
- Sabine Bengel, Marie-José Nohlen, Stéphane Potier: Erbauer einer Kathedrale – 1000 Jahre Straßburger Münster. Verlag Nünnerich-Asmus, Oppenheim am Rhein 2019, ISBN 978-3-96176-085-5. Deutsche Übersetzung der französischen Originalausgabe Bâtisseurs de cathédrales – Strasbourg mille ans de chantiers. Verlag La Nuée bleue, Straßburg 2014, ISBN 978-2-8099-1251-7.
- Victor Beyer: Das Straßburger Münster. Glasmalereien einer bedeutenden Kirche. Verlag Josef Hannesschläger, Augsburg 1969.
- Benoît van den Bossche: Straßburg, das Münster. Fotografien von Claude Sauvageot. Schnell & Steiner, Regensburg 2001, ISBN 3-7954-1387-7. Vom ehemaligen Verlag der Mönche (Memento vom 29. April 2009 im Internet Archive) in Saint-Léger-Vauban, Département Yonne, Région Bourgogne (Burgund), Rezension und Inhaltsverzeichnis (PDF; 39 kB).
- Julius Euting: Beschreibung der Stadt Straßburg und des Münsters.  Achte Auflage, Trübner, Straßburg 1894, S. 42–64  (Google Books).
- Johann Wolfgang Goethe: Von deutscher Baukunst. In: Von Deutscher Art und Kunst. Einige fliegende Blätter. D.M. Ervini a Steinbach, Hamburg 1773.
- Louis Grodecki: Das Straßburger Münster und der Oberrhein. In: Romanische Glasmalerei. Kohlhammer-Verlag, Stuttgart 1977, ISBN 3-17-004433-8, S. 168–183.
- Hermann Ludwig von Jan: Der Tempel der Vernunft in Straßburg. Zeitgenössische Schilderungen und Belege. In: Wissenschaftliche Beilage der Leipziger Zeitung, Nr. 73, vom Donnerstag, den 19. Juni 1890, S. 289–292 (Google Books).
- Reinhard Liess: Goethe vor dem Straßburger Münster. Zum Wissenschaftsbild der Kunst (= Seemanns Beiträge zur Kunstwissenschaft). Seemann, Leipzig 1985 (285 Seiten).
- Reinhard Liess: Die Fassade des Straßburger Münsters im Licht. Eine vergessene Wirklichkeit mittelalterlicher Bau- und Bildhauerkunst. In: Hans-Caspar Graf Bothmer u. a. (Hrsg.): Festschrift für Lorenz Dittmann. Frankfurt a. Main 1994, S. 223–255.
- Reinhard Liess: Zur Entwurfseinheit der Straßburger Münsterfassade. Architektur und Skulptur (= Bulletin de la Cathédrale de Strasbourg, XXIV). Strasbourg 2000, S. 23–118.
- Barbara Löcher-Schock-Werner: Das Straßburger Münster im fünfzehnten Jahrhundert. Stilistische Entwicklung und Hüttenorganisation eines Bürger-Domes. Dissertation Christian-Albrechts-Universität zu Kiel, Kiel 1981.
- HB (Hrsg.): Kunstführer Straßburg – Colmar – Elsaß. 1986, ISBN 3-616-06560-8, korrigierte ISBN 3-616-06520-8.
- Wilhelm Heinse: Zum Strassburger Münster. In: Aufzeichnungen 1768–1783. Texte (Die Aufzeichnungen. Frankfurter Nachlass, hrsg. von Markus Bernauer u. a., Bd. I.) München 2003, S. 446–450 (Kommentar dazu in: Bd. III, S. 402–403).
- Harald Keller: Der Engelspfeiler im Straßburger Münster. Reclam-Verlag, Stuttgart 1957.
- Wilhelm Pinder, Das Straßburger Münster, Bremen: Angelsachsen-Verlag, 1942 (2 Aufl.)  Polona.
- August Raichle: Das Münster zu Straßburg (= Das kleine Kunstbuch). Mit einer Einführung von Alfred Stange. Knorr & Hirth-Verlag, Ulm 1954.
- Roland Recht: Das Straßburger Münster. Stuttgart 1971.
- Jean-Sébastien Sauvé: Der Berner Riss des Matthäus Ensinger für die Straßburger Münsterfassade. In: Insitu. Zeitschrift für Architekturgeschichte 5, 2013, Nr. 1, S. 5–16.
- Otto Schmitt: Gotische Skulpturen des Strassburger Münsters. Frankfurt am Main 1924.

- Adam Walther Strobel: Das Münster in Straßburg geschichtlich und nach seinen Theilen geschildert. 10. Auflage, Straßburg 1871 (Google Books).
- Franz Xaver Kraus: Kunst und Alterthum in Elsass-Lothringen. Beschreibende Statistik. Band I: Unter-Elsass.  Friedrich Bull, Straßburg 1876, S. 341–504 (Google Books).
- Ferdinand Werner: Der lange Weg zum neuen Bauen. Band 1: Beton: 43 Männer erfinden die Zukunft. Wernersche Verlagsgesellschaft, Worms 2016, ISBN 978-3-88462-372-5.

### Astronomische Uhr
- Henri Bach, Jean-Pierre Rieb, Robert Wilhelm: Die drei astronomischen Uhren des Strassburger Münsters. Editions Ronald Hirlé, Strasbourg 1992, ISBN 3-7946-0297-8.
- Conrad Dasypodius: Warhafftige Ausslegung des Astronomischen Uhrwercks zu Strassburg. Strassburg 1578.
- Roger Lehni: Die Astronomische Uhr des Strassburger Münsters. Éditions la goélette, Saint-Ouen 2011, ISBN 2-906880-18-3.

## Film
- Die Kathedrale. Baumeister des Straßburger Münsters (Le Défi des Bâtisseurs. La Cathédrale de Strasbourg). Dokumentarfilm in 3D mit computergestützten Animationen, Doku-Drama und Interviews, Deutschland, Frankreich, 2012, 89 Min., Buch und Regie: Marc Jampolsky, Produktion: Seppia Film, ZDF, arte, Indi Film, CFRT Binocle, Reihe: Menschheitsträume in 3D, Erstsendung: 15. Dezember 2012 bei arte, Bonusfilm Le Making-of, 20 Min., (französisch); Film-Daten mit Vorschau, 2:40 Min. (dt.)